# Portrétní fotografie

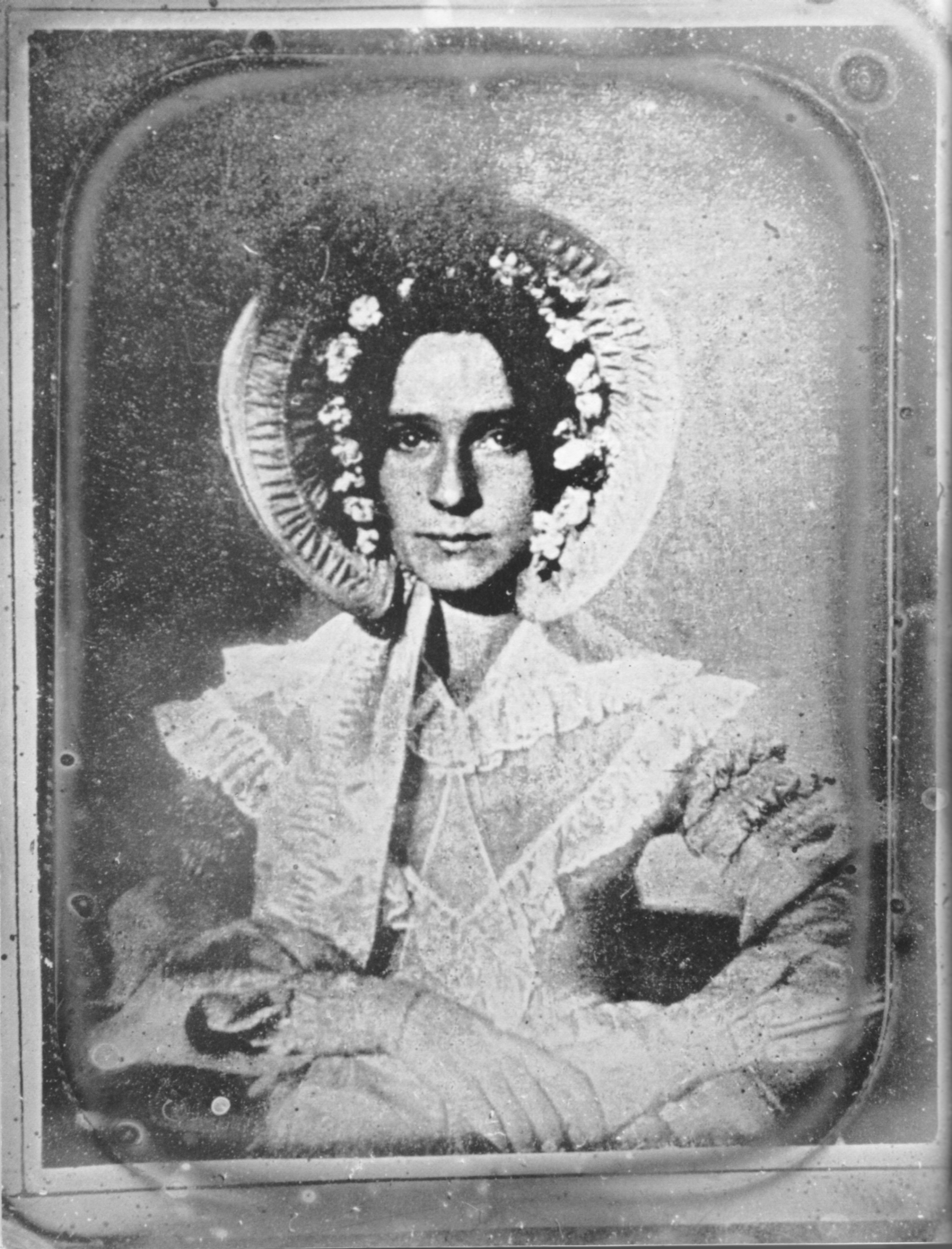
John William Draper: daguerrotypie jeho sestry Dorothy Draperové (červen 1840); jedna z nejstarších portrétních fotografií ženy na světě

Portrétní fotografie (nebo také fotografické portrétování) je zachycení podoby jedné nebo více osob na fotografii, ve které převládá tvář a její výraz. Cílem je, aby fotografie zobrazila podobu, osobitost nebo náladu portrétovaného. Stejně jako ostatní způsoby portrétování, zaměřuje se fotografie především také na tvář osoby, ale na snímku může být i část těla, nebo celá postava a doplňující pozadí. Portrét není náhodný snímek, ale komponovaný obraz osoby ve statické pozici. Portrét často zobrazuje osobu hledící přímo do objektivu, ale pohled může být směrován i mimo osu. Portrét ve výtvarném umění je popisné zobrazení konkrétního jedince, zpravidla člověka, velmi výjimečně i zvířete. Fotograf, který se specializuje na tento žánr se označuje jako portrétní fotograf.

## Historie portrétu v umění

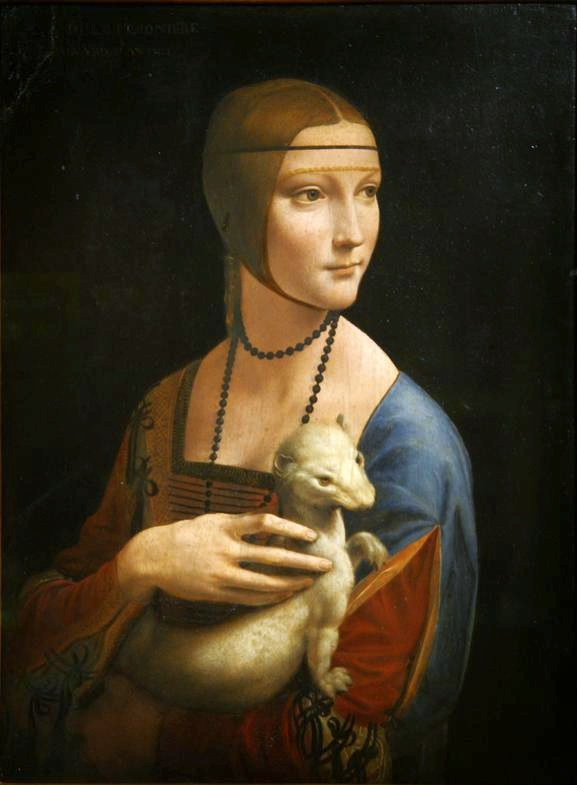
Leonardo da Vinci: Dáma s hranostajem

Portrétování má dlouhou a bohatou historii, první portréty vznikaly již ve starověku. Významný je římský sochařský portrét. Ve středověku portréty vznikaly velmi zřídka a spíše až v pozdní gotice. Vyobrazení významných žijících osobností, například panovníků, jsou (podobně jako středověká vyobrazení světců) idealizovaná a nezakládají se na skutečné fyzické podobě zobrazeného. Proto se mluví spíše o portrétních rysech zobrazení. Mohutný rozvoj portrét zaznamenal v renesanci, ještě výraznější zájem o portrét přineslo baroko, které dovedlo portrétní umění prakticky na hranice jeho možností. Zájem o portrét náležel však i následujícím slohovým obdobím. V 19. století se s nástupem fotografie stal klasický malířský či sochařský portrét spíše výjimečným, exkluzivním. Dominantním typem portrétu je od vynálezu potřebných technologií fotografický portrét, ale dokumentární funkci portrétu převzal též film, televize a další elektronická média.
Specifickým typem portrétu je autoportrét. Portrétní vyobrazení, které je součástí díla, jež samo o sobě není portrétem, ale například náboženským výjevem či mytologickou scénou, se nazývá kryptoportrét. K významným portrétistům patří Hans Holbein mladší, Rembrandt van Rijn, Diego Velázquez, Frans Hals, Francisco Goya. Z českých umělců Karel Škréta, Jan Kupecký, v 19. století například Vojtěch Hynais. Klasickým médiem portrétu je kresba a malba, výjimečný však není ani sochařský portrét, ať už v podobě busty, volné sochy či reliéfu. Od poloviny 19. století též fotografie.

## Rozdělení portrétní fotografie

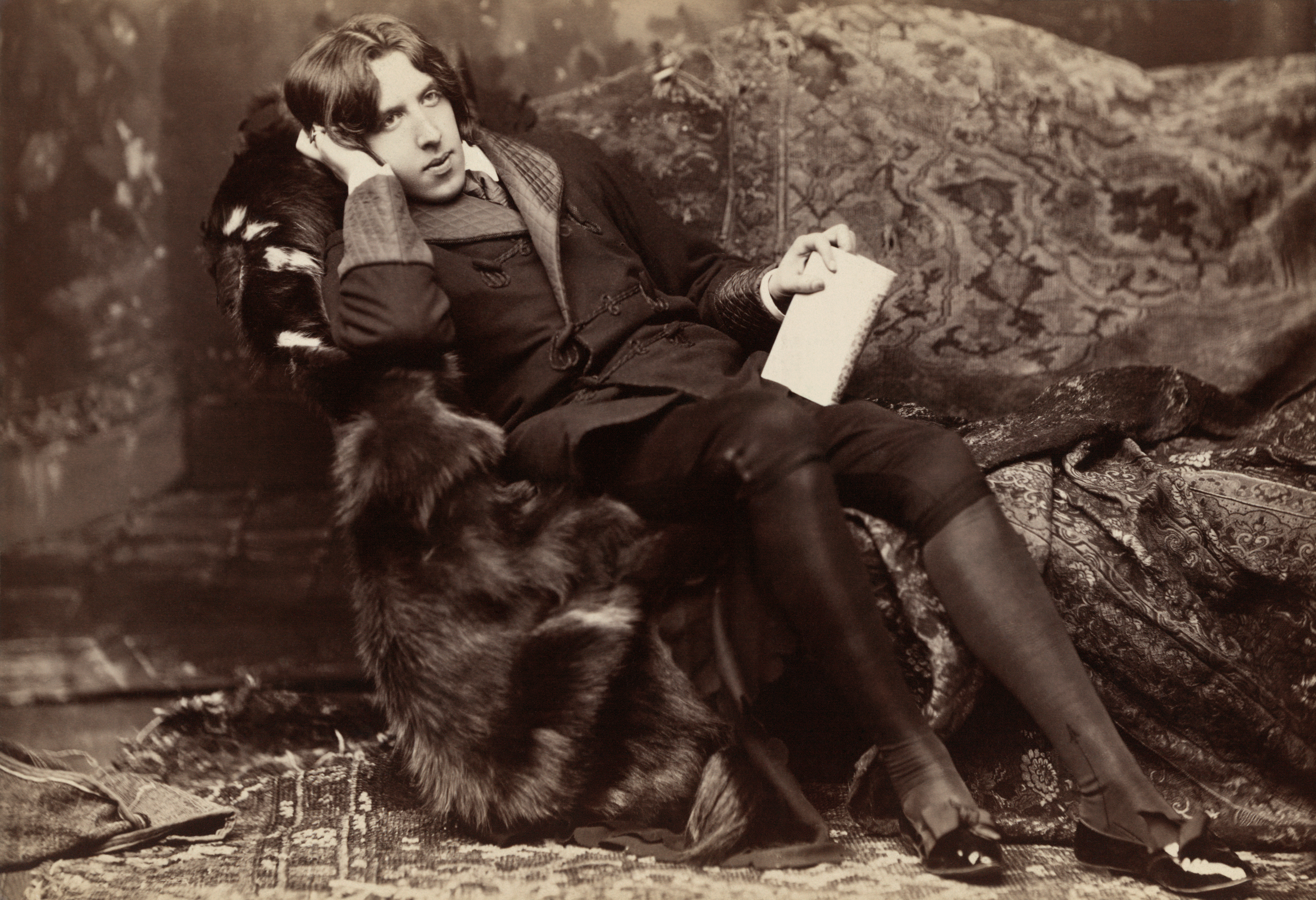
Oscar Wilde - charakteristický portrét básníka

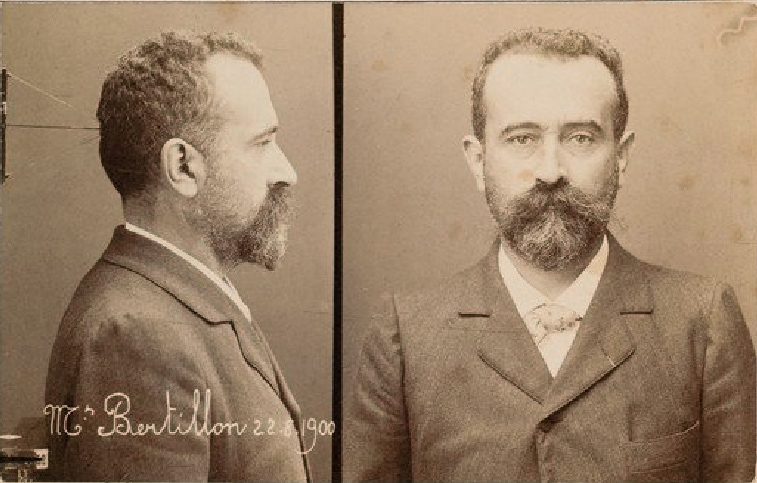
Alphonse Bertillon: Identifikační podobenka muže z profilu a zepředu

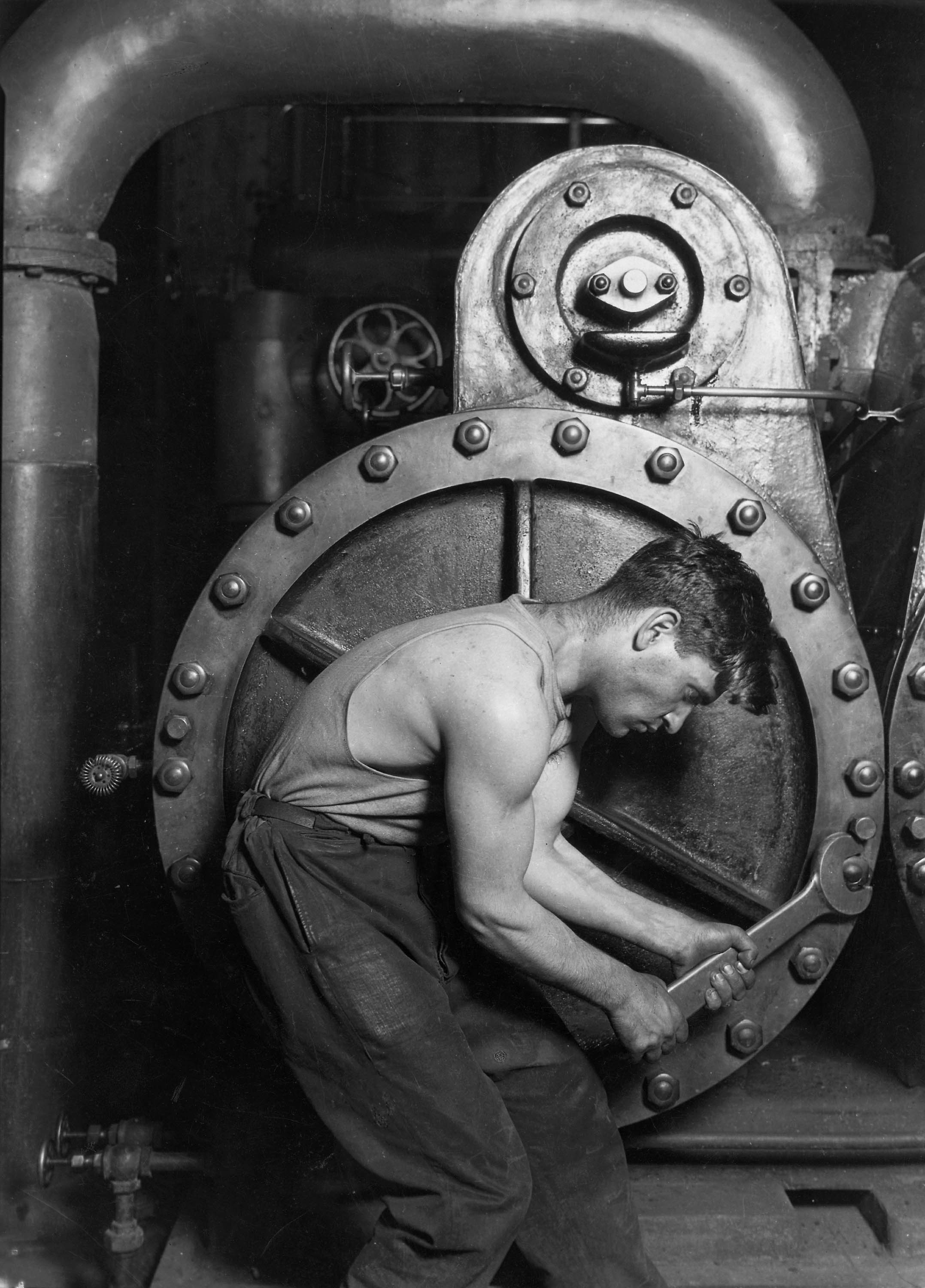
Lewis Hine: dokumentační podobenka ze série portrétů pracovníků americké dělnické třídy

Charakteristický portrétpreferuje charakterizační složku před ostatními dvěma (podoba, výtvarné řešení), ukazuje konkrétního člověka, vyjadřuje jeho příslušnost k určité sociální, věkové, profesní, zdravotní a jiné skupině. Při vytváření charakteristického portrétu musíme přihlížet nikoli k tomu, zda jedinec do nějaké skupiny skutečně patří, ale jestli vypadá jako příslušník dané skupiny. Příslušnost k určité profesní skupině zlehčuje fakt, že velká část profesí je odlišena stejnokrojem (vojáci, hasiči, policisté, letušky), nebo pracují v určitém typickém prostředí (kadeřnice, horníci, lékaři, učitelé).
Sociální portrétjeho tvorbě se věnují fotografové se silným sociálním cítěním. Snímek má motivovat jedince a instituce k potřebné nápravě na snímku zobrazených nedostatků, případně křivd. Sociální portrét zahrnuje sociální postavení lidí ve společnosti od žebráků, bezdomovců, prostitutek, až po politiky, herce, sportovce nebo "horních deset tisíc". Při tvorbě sociálního portrétu je potřebná asimilace s prostředím a získání důvěry fotografových, jinak fotografování odmítnou, nebo přehnaně teatrálně pózují. Při tvorbě charakteristických portrétů se sociální tematikou je třeba k portrétovaným přistupovat velmi citlivě, protože jsou obvykle citově zranitelní.
Identifikační portrétpodobenka, například na občanský (řidičský…) průkaz. Z bezpečnostních důvodů (přístup do střežených prostor, přístup do odbavovacích prostor letišť, autorizovaný přístup k počítači) se používají softwarové systémy umožňující identifikaci člověka díky jedinečnosti lidského obličeje. Označuje se jako systém pro rozeznávání lidských tváří (tzv. facial recognition system). V roce 1946 začal Hilmar Pabel portrétovat ztracené a válkou rozptýlené děti s cílem jim pomoci nalézt rodinu. Fotografie nejprve publikoval ve svém časopise Erich Kastner, později vyšly s pomocí Červeného kříže v podobě velkoformátových plakátů. Výsledkem této několikaleté akce byla záchrana téměř milionu lidských osudů. Využívá ji také policejní fotografie k dokumentaci zadržených osob. Historická věda studuje fotografie, které sloužily k evidenci českých a moravských Židů perzekvovaných v období Protektorátu Čechy a Morava, aby vypátrala identitu portrétovaných osob.
Reprezentativní portrétsvatební fotografie, firemní portrét, herci, politici, sportovní fotografie.
Dokumentační nebo dokumentární portrét (z lat. documentum - předmět doličný)je fotografický styl, který představuje fotografický dokument jako zobrazení reality, jako časový dokument nebo upozornění na danou skutečnost. Rozlišuje se subjektivní a objektivní zájem, který za dokumentem stojí – například ideologické nebo sociální pozadí. Dokumentuje například sociální problémy, klade důraz na realismus, snaží se bez příkras zachytit věci takové, jaké jsou, spoluprožití bídy a utrpení, jasný morální postoj a konečně samotné vědomí specifičnosti tohoto média.
Reportážní portrétje zachycením člověka při činnosti, ději a je součástí žurnalistiky, která připravuje a vytváří snímky pro doplnění zpráv nebo článků. Novináři, kteří jsou zapojeni do tohoto oboru, jsou obvykle známi jako reportéři, fotožurnalisté nebo grafici a mají významný vztah k výtvarné fotografii. Vývoj zpravodajské fotografie lze vysledovat již od samého počátku vynálezu fotografie. První deník, který ji použil, byl Daily Graphic v New Yorku v roce 1880. Rozvoj fotožurnalismu probíhal zejména v dobách politických konfliktů nebo vojenských střetů v různých zemích. Novinářští fotografové zaznamenávali historii událostí za španělské občanské války, španělsko-americké války, války ve Vietnamu a obou světových válkách a při mnoha jiných vojenských událostech. Takzvaný zlatý věk fotožurnalismu (1930–1950) se ne náhodou překrývá s druhou světovou válkou, během níž byl zaznamenán pozoruhodný technologický pokrok válečné fotografie. S rozvojem tiskařských technik, jako byl vynález ofsetové tiskárny, dosáhl fotožurnalismus nejlepší úrovně kvality v tištěných publikacích. Příchod nových technologií, jako byl Internet, zahájil novou éru v oblasti zpravodajství na celosvětové úrovni, označované jako digitální žurnalistika. Významné události, které otevřely dvacáté první století, jako útoky z 11. září 2001, invaze do Iráku v roce 2003 a tsunami v Indickém oceánu v roce 2004, pomohly mimo jiné vzniknout značnému množství vizuálních informací. Často také díky novým, moderním a dostupným technologiím v rukou i naprostých amatérů, což vedlo některé pozorovatele k tomu, že začali hovořit o „krizi žurnalistiky“. Jiní to naopak označovali za začátek nové éry v poskytování informací.
Studie hlavyje součástí výtvarná fotografie.
Dvorní fotografieportrétní fotografie pořízené pro hlavu státu nebo panovnický dvůr.
Skupinový portrétportrét tří a více lidí. Řadí se většinou mezi inscenované fotografie se strategickou kompozicí a důrazem na motiv a rozvržení prvků v obraze - před expozicí nebo v průběhu expozice. Nachází široké platnění v různých žánrech a oblastech lidského konání - při slavnostních událostech jako jsou svatby, rodinná setkání, dokumentace významných událostí a podobně. Lidé na snímku vyjadřují příslušnost k určité rodinné, společenské, profesní, organizační, sportovní nebo jiné skupině.
Dětský portrétportrétní fotografie dítěte

## Historie
| „                        | Každý fotograf je i portrétista a každý je v současnosti tak trochu fotograf. | “ |
| — Eliška Marvanová, 2006 |                                                                               |   |

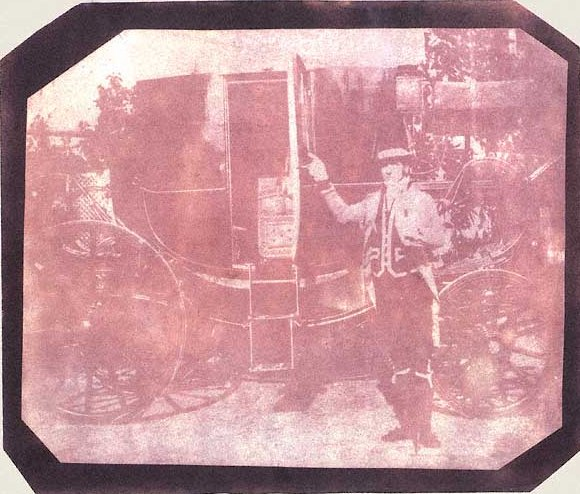
William Fox Talbot: Komorník, nejstarší fotografie lidské postavy na papíře, 14. října 1840

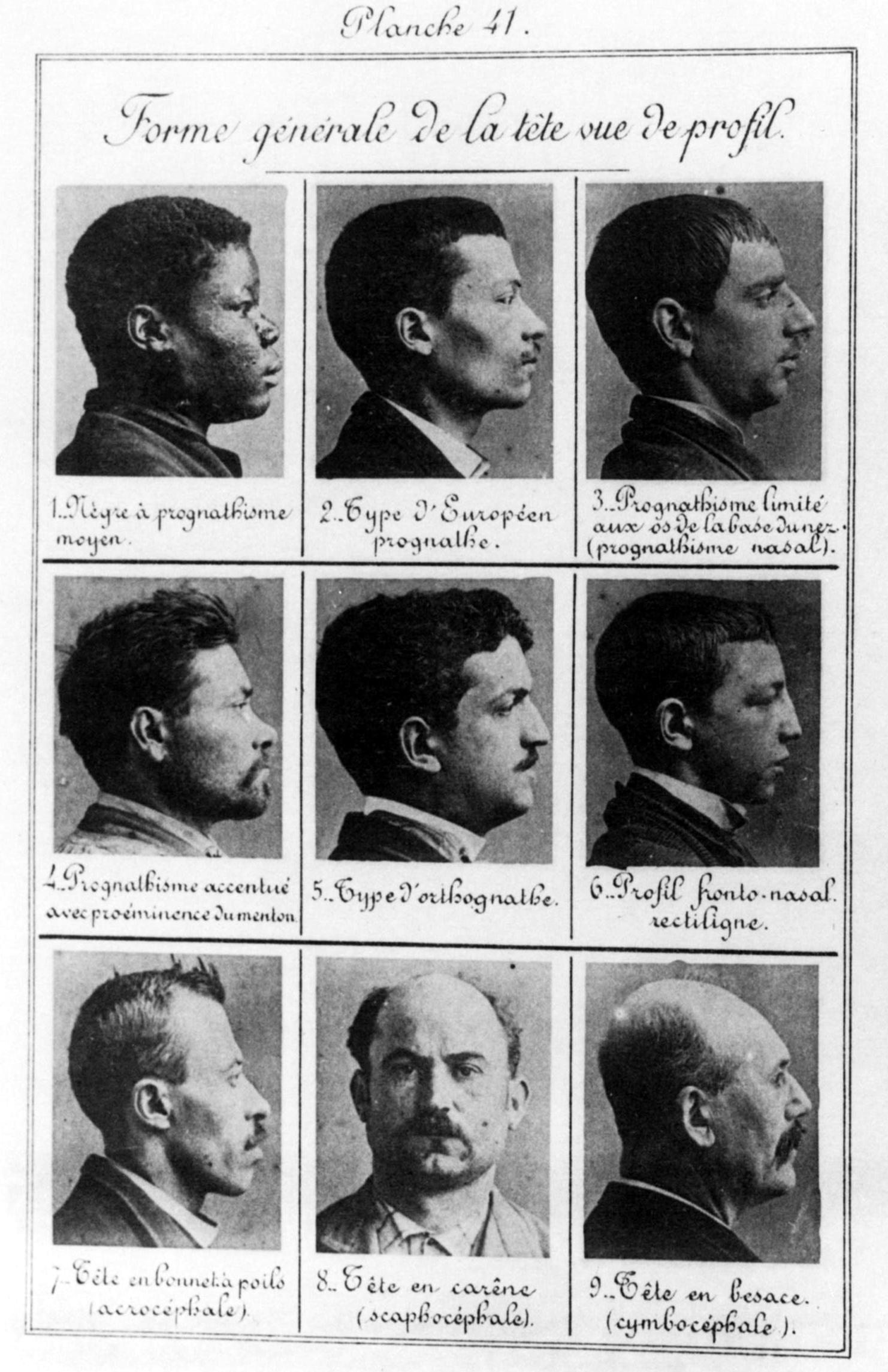
Alphonse Bertillon: Identifikační podobenka „kriminálních profilů“, ...nos je velmi důležitý při identifikaci..., 1893

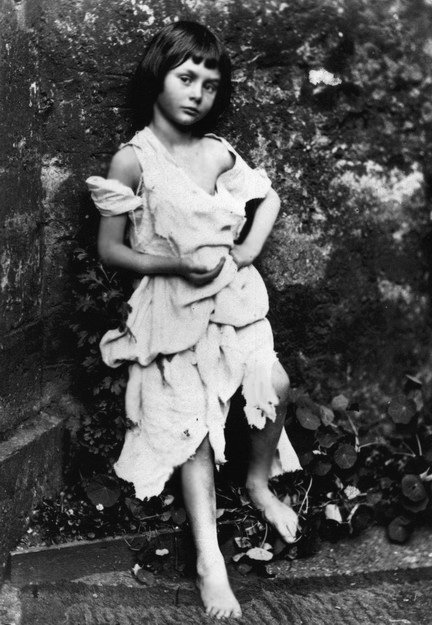
Lewis Carroll: Alice Liddellová, 1858

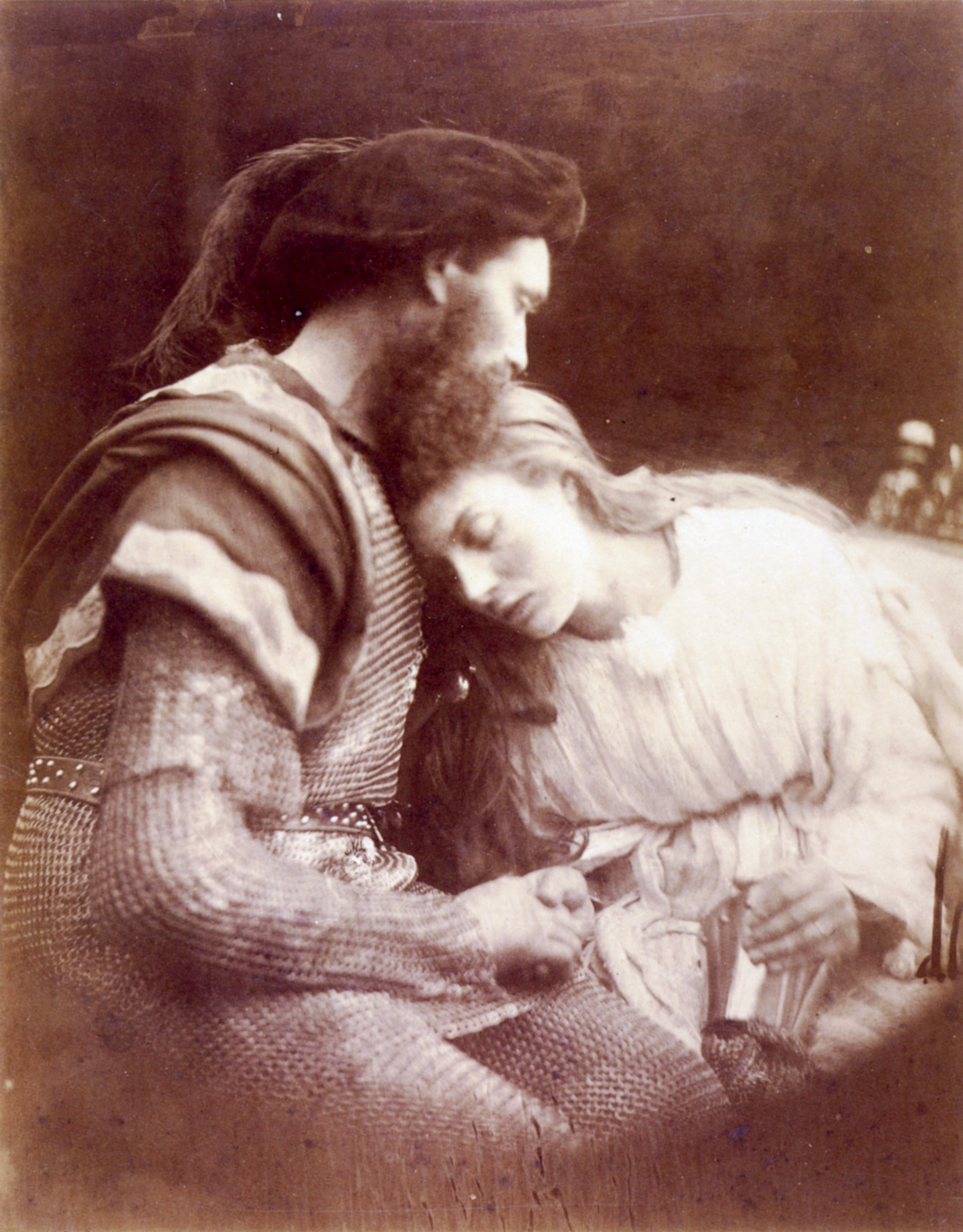
Julia Margaret Cameronová: Loučení sira Lancelota a královny Guinevry, albuminový tisk 34.8 x 28.6 cm, 1874

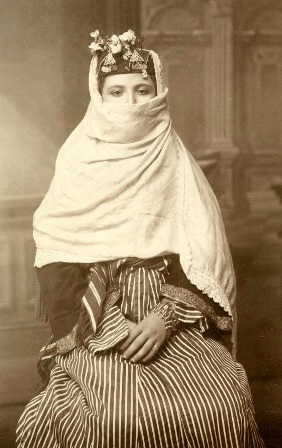
Félix Bonfils: Mladá žena v Nábulu, 1867–1885

Portrétní fotografie začala existovat s několikaměsíčním zpožděním od vynálezu fotografického procesu daguerrotypie v srpnu 1839. Byla často levnější, přístupnější a rychlejší než technika portrétní malby. Ve všech větších městech po celém světě vznikala fotografická studia. Styl těchto raných děl odpovídal tehdejším technickým požadavkům: 30sekundová expozice a estetické prvky vycházející z tehdejšího malířství. Pro dlouhé sekundy trvající nehybné setrvání před kamerou při výrobě daguerrotypií a kalotypií byly nutné různé podpěrky pro hlavu a tělo. Například Saronnysův univerzální držák hlavy nebo Bradyho stojan. Lidé při tom většinou seděli před holým pozadím a byli osvíceni měkkým světlem z okna, které mohlo být směrováno pomocí zrcadel. Přibližně v období od roku 1860 do roku 1920 bylo standardním vybavením raných fotografických ateliérů malované fotografické pozadí. Mělo obecně rustikální nebo kvazi-klasický vzhled, ale někdy představovalo buržoazní trompe-l'oeil („oko-klamající“, iluzionistické malířství), které však nakonec vyšlo z módy s příchodem fotoaparátů Brownie a Kodak, a rozšíření fotografie masám. Pozadí mohou podle provenience poskytnout stopy při genealogickém výzkumu starých rodinných fotografií.
První pořízené a dochované portrétní fotografie byly daguerrotypie. V roce 1837, tedy dva roky před oficiálním uznáním tohoto objevu, francouzský fotograf Louis Daguerre pořídil první portrét (5,8 × 4,5 cm) naturalistického malíře a svého přítele Nicolase Hueta. Dalším dochovaným je autoportrét Roberta Cornelia z roku 1839 nebo snímek sestry Johna Williama Drapera Dorothy Catheriny z roku 1840. Ale za vůbec první snímek s celým člověkem je považována daguerrotypie Boulevard du Temple Louise Daguerra, která vznikla někdy na přelomu let 1838 a 1839 v Paříži a je pojmenována podle stejnojmenné ulice v pařížském III. obvodu. Nejstarší fotografii lidské postavy na papíře zhotovil britský vynálezce William Fox Talbot 14. října 1840. Snímek komorníka byl vytvořen technikou kalotypie (nazývanou také talbotypie).
Francouz Antoine Claudet byl studentem Louise Daguerra a působil v Londýně, kde provozoval od roku 1841 do 1851 fotografické studio na střeše Galerie Adelaide (Adelaide Gallery nyní Nuffield Centre), za kostelem Sv. Martina. Otevřel ještě další studia na koloseu v Regent parku (1847–1851). V roce 1851 přestěhoval své podnikatelské činnosti na Regent Street, kde založil „Chrám fotografie“ (Temple to Photography), který fungoval až do roku 1867. Claudet obdržel mnoho vyznamenání, mezi něž patří také jmenování dvorním fotografem královny Viktorie v roce 1853 a o deset let později uznání Napoleona III. V roce 1848 vyrobil fotografometr, přístroj určený k měření intenzity světelného záření, v roce 1849 vyrobil ohniskoměr (fokometr), pro zajištění dokonalého zaměření fotografických portrétů.
- Richard Beard založil první studio v Londýně, v Anglii a snad i v Evropě.
- V USA bylo jedním z prvních fotostudií Southworth & Hawes (Albert Sands Southworth a Josiah Johnson Hawes)
- Mathew Brady a jeho synovec Levin Corbin Handy.
- James Wallace Black

Následně se objevily první teorie portrétu, Marcus Aurelius Root se inspiroval dílem švédského vědce Emanuela Swedenborga a anatomickými studiemi Charlese Bella. Požadoval, aby portrét ukazoval duši zobrazeného. Bostonský daguerrotypista Albert Sands Southworth (1811–1894) v roce 1871 jeho myšlenku ještě rozšířil: požadoval, aby byl charakter člověka patrný hned při prvním pohledu na fotografii, v níž by měl být zachycen nejlepší výraz, jakého je portrétovaný schopen.
S postupujícím rozvojem techniky dostali fotografové možnost využívat zkracující se dobu expozice, osvobodit se a vytvořit nový styl portrétní fotografie. Fotografové se přemístili ze svých ateliérů do exteriérů, na bojiště, přes oceány a do vzdálených pouští. Daguerreotypický Saloon Williama Shewa, fotografická dodávka Photographic Van Rogera Fentona a vagón What-is-it? Mathewa Bradyho nastavily standardy portrétní fotografie druhé poloviny devatenáctého století.
Fotografovaly se oficiální a konvenční portréty na objednávku, intimní portréty aktu, erotické, pornografické portréty, obrazy známých osobností – intelektuálů, umělců, sociální portréty, dokumentární, vědecké i klasické rodinné portréty, svatební fotografie, portréty dětí a samozřejmě také autoportréty. Portrétní fotografie sloužila také jako předloha pro malíře.
Masivní rozšíření fotografie přinesl vynález André-Adolphe-Eugène Disdériho (1819–1889), který 22. listopadu roku 1854 patentoval nový typ portrétů pojmenovaný carte de visite. Disdéri vyrobil rotační fotoaparát, který uměl udělat osm různých obrázků na jedno políčko negativu. Fotoaparát byl opatřen čtyřmi objektivy a snímal na pohyblivou fotografickou desku. Po vytištění na albuminový papír byly obrázky rozstřiženy na malé portréty, nalepeny na karton a používány jako navštívenky. Na snímku zobrazil většinou celou postavu od hlavy k patě v umělém prostředí ateliéru, v obyčejné póze s harmonickou a příjemnou optikou. Tak uvedl do fotografie její schopnost poskytnout levně a každému jeho podobiznu. Při velkolepé reklamě a nízkých cenách dosáhl toho, že do jeho portrétního ateliéru v Paříži přicházelo pro vlastní podobiznu mnoho lidí. Velmi brzy se ateliér stal chrámem fotografie - místem jedinečného skvostu a elegance, který denně prodal 300 až 400 portrétů.
Málo se však ví, že fotografické portréty ve formátu carte de visite vyráběl ještě před Disdérim francouzský portrétní fotograf z Marseille Louis Dodéro. V článku v časopisu La Lumière z 24. srpna 1851 popsal Frances Wey, spisovatel a kritik fotografie, Dodérovu myšlenku uvedení malé fotografie na kartičce, která by umožňovala místo jména mít na vizitce vlastní portrét. V roce 1851 Dodéro také vycítil, že toto zmenšení formátu identifikační podobenky může být použito pro úřední dokumenty, jako pas nebo lovecký lístek.
Vizitky ovládly svět během 60. a 70. let 19. století a značně tak přispěly rozšíření a popularizaci fotografie. Vizitky bylo relativně snadné i levné kopírovat ve větším počtu. Na rozdíl od drahých a velkých daguerrotypií. Fotografické vizitky si pak mohli přátelé vyměňovat mezi sebou a díky standardnímu formátu sbírat a umísťovat do rodinných alb. Vizitky se staly populární až poté, když v květnu 1859 Disdéri vyfotografoval ve svém ateliéru Napoleona III, který přerušil svou cestu do války. Ještě větší popularitu získaly vizitky poté, když se nechala vyfotografovat celá královská rodina v Londýně. Během tří měsíců se prodalo 70000 fotografických vizitek a údajně jich bylo vyrobeno ještě 200 000 dalších. Mnozí fotografové také prodávali podobizny známých osobností, méně časté byly pak fotografie měst, soch či důležitých událostí. O rozsahu „vizitkománie“ svědčí i to, že v Anglii počty prodaných vizitek ročně šly do stovek miliónů což vzhledem k jejich nemalé pořizovací ceně je obdivuhodné. Vizitky během 80. let ustoupily větším kabinetním fotografiím, v Čechách se však vyráběly souběžně až do 30. let 20. století.
Návštěva fotografa byla podstatnou událostí. Fotograf se většinou se zákazníkem předem setkal, aby zjistil jeho povahu a podle ní doporučil volbu oblečení a typ portrétu. Samotné aranžmá portrétu se sice řídilo přísnými pravidly celosvětové módy, ale mělo za úkol vyjadřovat povahu i povolání fotografovaného. Je zajímavé, že i přes značná omezení si autor mohl zachovat osobitý výraz.
| „                 | V dobách slávy carte de visite navštěvovali lidé fotografa kvůli „zvěčnění“, aby jejich podoba setrvala v čase pro budoucí potomky. Fotografickým albům se v rodinách projevovala zvláštní úcta, prohlížela se o svátečních příležitostech, vždyť šlo o dějiny vlastního rodu. Rodová úcta, smysl pro rodinnou čest, čest rodového jména, byla mnohem hlouběji zakořeněná, než cítíme dnes. | “ |
| — Pavel Scheufler | |   |

Používaný bílkový papír byl velice tenký a proto se fotografie lepily na tužší kartony, které jsou velice užitečnou pomůckou pro datování fotografie. Počátkem 60. let bývaly kartony bílé s ostrými rohy a brzy si fotografové na zadní strany začali tisknout svá jména. Koncem 60. let už bylo běžné používat tlustší kartony s kulatými rohy a na reverzech jemné rytiny s logy ateliérů. Během 70. let se začaly používat barevné rámečky kolem fotografií a opět se vrátily ostré rohy. Během 80. let se používaly také černé kartony se zlatým potiskem. Na přelomu století se zase prosadila secese s jemnými, světlými odstíny.
Angličan John Jabez Edwin Mayall v roce 1860 pořídil první carte de visite královny Viktorie. Mayall využíval techniky ručně kolorovaného albuminového tisku. V březnu 1861 byl pověřen, aby pořídil dvojportrét královského páru. Albert však několik měsíců poté zemřel (v prosinci 1861) a tato událost vyvolala poptávku veřejnosti po portrétech královské rodiny na fotografických vizitkách. Nákupem těchto snímků veřejnost demonstrovala své sympatie a podílela se na podobě veřejného smutku. V té době bylo módní sběratelství fotografií a vkládat je do alb. Královna Viktorie sdílela se svým manželem nadšení pro fotografování a vlastnili více než 100 alb, ve kterých sbírali portréty z každé zahraniční cesty.

### Evropa
Spojené království Velké Británie a Severního Irska:
- Viktoriánské období: Alexander Bassano, Thomas Annan, William Downey studio Elliott & Fry, James Lafayette.
- George Washington Wilson
- Francis Meadow Sutcliffe
- John Thomas (1838 Wales –1905) působil ve Walesu a portrétoval řadu velšských ministrů. Uvědomil si, že tehdejší módní carte de visite obsahují portréty dobře známých lidí, ale jen málokdo z nich byl z Walesu. V roce 1863 začal sám pořizovat carte de visite velšských ministrů a chystal se je prodávat.

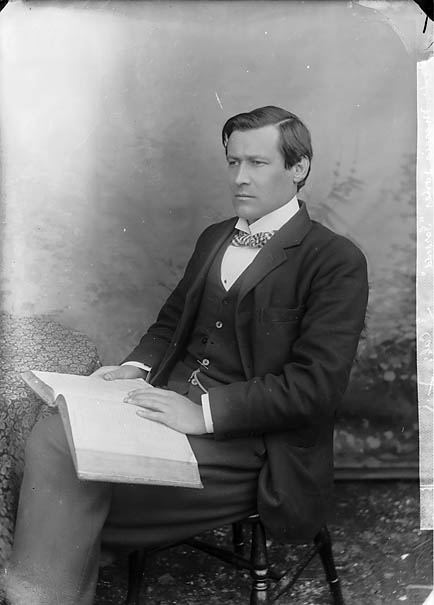
John Thomas: Sir John Morris-Jones
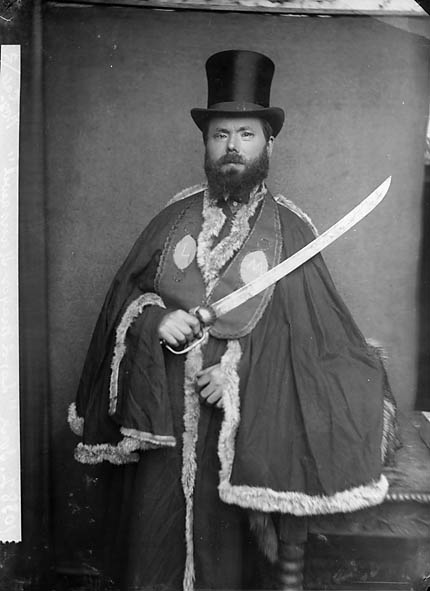
John Thomas: Mr Jones, Lord Mayor of Llansawel, 1885

Belgie:
- Leon Van Loo

Rusko:
- Andrej Osipovič Karelin v roce 1869 otevřel fotografický ateliér s názvem Fotografie a malba (Фотография и живопись), který se vyznačoval tím, že byl velmi dlouhý. V něm pomocí objektivů s dlouhou ohniskovou vzdáleností portrétoval sedící osoby z velkého odstupu tak, aby nedocházelo k perspektivnímu zkreslení postavy.[29]
- Dmitrij Ivanovič Jermakov

Německo:
- Alois Löcherer (1815–1862) byl průkopníkem fotografie v Bavorsku a v Německu, od roku 1845 umění fotografie vyučoval. Mezi jeho studenty patřil také Joseph Albert.
- Bertha Wehnert-Beckmann (1815–1901) byla jedna z prvních německých profesionálních fotografek. Společně s manželem si v roce 1843 v Lipsku otevřeli ateliér.[30] V roce 1849 odjela do USA, kde otevřela studia v New Yorku, nejdříve na White Street 62 a později na Broadway 385.
- Joseph Albert (1825–1886) byl dvorním fotografem bavorského královského domu.
- James Buchanan Aurig (1857–1935) začal na počátku 20. století navštěvovat se svým fotoaparátem známé osobnosti města a portrétoval je. Od roku 1908 patřil k jeho zákazníkům i saský královský dvůr. Roku 1911 mu propůjčil král Fridrich August III. Saský titul „dvorní fotograf jeho výsosti“. Patří k nejvýznamnějším ateliérovým fotografům Drážďan své doby. Mezi jinými vytvořil portréty politiků, duchovních a profesorů drážďanských vysokých škol: „Až do vypuknutí první světové války je James Aurig nejlepší adresou pro vysoce hodnotné portréty“.[31]
- Hermann Biow (1804–1850) portrétoval politiky, prominenty a bohaté občany, včetně takových jako byli Franz Liszt, Alexander von Humboldt nebo Fridrich Vilém IV. Vlastnil ateliéry v Hamburku a v Drážďanech.
- Paul Sinner (1838–1925) okolo roku 1865 začal společně s Wilhelmem Hornungem provozovat fotografický ateliér na Wörthstraße v Tübingenu,[32] nicméně od roku 1867 pracoval v účelově zřízeném bytovém studiu v budově na Gartenstraße 7 na vlastní náklady. Je považován za nejvýznamnějšího představitele své profese v Tübingenu a jednoho z nejvýznamnějších fotografů Württemberska.
- Heinrich Zille (1858–1929) se fotografii věnoval od roku 1890 až do svého opuštění Fotografické společnosti v roce 1907. Nevlastnil fotoaparát, ale zařízení si půjčoval od své firmy, nebo od kolegů v práci. Fotografiím, které pořizoval nekladl z uměleckého hlediska velkou důležitost, fotoaparát používal jako "obrázkový poznámkový blok" pro své grafické studie.
- Karl Friedrich Wunder (1849–1924) byl vydavatel fotoknih a pohlednic. Narodil se v době prvních fotografických vizitek a fotografovat ho naučil jeho otec Friedrich Karl Wunder. Byl druhým nejstarším synem prvního a nejznámějšího hannoverského fotografa 19. století. Roku 1875 převzal otcův závod. Roku 1878 se zúčastnil spolu se svým bratrem Otto Wunderem všeobecné živnostenské výstavy provincie Hannover. V novinách vyšlých u příležitosti této výstavy stojí: „... Jsou to většinou portréty známých hannoverských osobností v dokonalém provedení. Držení těla, osvětlení a retuš jsou v nejlepším souladu – vše ještě vylepšeno elegantními rámy z podniku Siegmunda Federleina.“[33] Fotografoval také vojáky německého císařství na vojenských manévrech.
- Ludwig Grillich (1855–1926)
- Genja Jonas (1895–1938) byla jedním z nejvyhledávanějších portrétních fotografů v Drážďanech, účastnila se mezinárodních výstav a pracovala v zahraničí, včetně Francie. V Anglii měla dovoleno fotografovat členy královské rodiny. Význam získaly její fotografie tanečnice Grety Palucci. Vedle známých osobností Jonasová vytvořila také portréty mnoha obyvatel Drážďan. Zvláště její záběry dětí sklízely chválu jejích současníků, protože v nich dokázala zachytit "roztomilost a tajemství skutečného dětství."[34] Celkem pořídila 20 000 fotografií, z nichž se řada objevila v publikacích.[35] "Její unikátní styl byl založen na technické metodě krátké expozice, velmi citlivá retuš, důležitý ale byl vždy psychologicky hluboký a pronikavý vhled."[34]
- Rudolf Franz Lehnert (1878–1948), narozený na českém území, spolu s Němcem Ernstem Heinrichem Landrockem (1878–1966) založili fotografickou společnost Lehnert & Landrock, která úspěšně publikovala svá díla z Blízkého východu v Tunisu, Mnichově, Lipsku a Káhiře. Jejich fotografie mladého muže, který pracoval jako Lehnertův asistent, publikovaná jako pohlednice v roce 1921, se stala vzorem řady popularizačních plakátů v devadesátých letech 20. století. Plakáty představovaly mladého proroka Mohameda údajně podle obrazu, který namaloval mnich, který se s prorokem osobně setkal. Íránský režim prodej letáků zobrazujícího mladého proroka schválil, stejně tak i šíité v muslimské tradici.[36]
- Švýcar Alexander Binder (1888–1929) působil hlavně v Německu

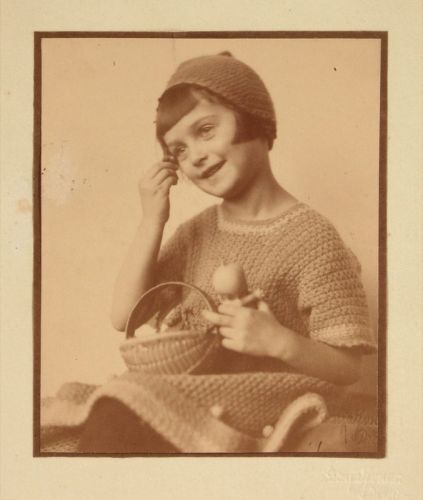
Genja Jonas: Slečna v háčkovaném kabátku, 1930

Francie:
- Dalším Disdériho konkurentem byl Gaspard-Félix Tournachon, známější pod pseudonymem Nadar[37], který je autorem řady portrétů celebrit své doby. Do té doby (polovina 19. století) vlastnit portrétní fotografii bylo jen privilegiem a výsadou bohatých.[7] V něm Nadar během své kariéry portrétoval řadu nejslavnějších osobností své doby, jako byli například Franz Liszt, Charles Baudelaire, Hector Berlioz, Alexandre Dumas, Gioacchino Rossini, Jacques Offenbach, Georges Sand, Gérard de Nerval, Édouard Manet, Gustave Doré, Gustave Courbet a mnozí další. Vyhýbal se využívání rekvizit, aby vynikly portrétované osobnosti.
- Jediným potomkem Nadara byl jeho syn Paul Nadar, který v sedmdesátých letech převzal vedení rodinného ateliéru. Jejich společným dílem byl projekt s názvem Rozhovor pana Nadara s panem Chevreulem v den jeho stých narozenin (Entretien de M. Nadar avec M. Chevreul, le jour de son centenaire). Jednalo se o rozhovor s lékárníkem Michelem Eugenem Chevreulem (101 let), který řídil Nadar-otec a fotografoval Paul. Soubor fotografií, který se objevil v časopise L'Illustration v roce 1886, je považován za průkopnickou práci v historii vývoje fotografické reportáže a první foto-rozhovor[38]. Dialog byl dokonce nahráván na phonophon Clémenta Adera (1841–1925).[39]
- S bratrem Félixe Nadara Adrienem Tournachonem spolupracoval francouzský fyziolog a průkopník lékařské fotografie Guillaume Duchenne de Boulogne.
- Dalším pařížským portrétistou umělecké komunity s ateliérem na Notre-Dame-de-Lorette čp. 10 byl karikaturista Étienne Carjat a podobně jako Nadar nechával svým modelům jejich přirozené výrazy, bez vytváření umělých póz.[40] Carjat vytvořil v říjnu 1871 portrét Arthura Rimbauda, který se stal nejvíce všeobecně známým obrazem mladého básníka z Charleville. Fotografie získala ikonický status, velmi často se opakuje a používá jako symbol poezie, mladosti, revoluce a romantiky. Kromě toho vytvořil technicky precizní portréty Charlese Baudelaira, Léona Barillota, Hectora Berlioza, Alexandra Dumase, Paula Févala nebo Gioacchina Rossiniho. Zároveň s ním fotografii studoval Pierre Petit, který v roce 1859 začal velkolepý projekt Galerie des hommes du jour, který se skládal z portrétů osobností z centra tehdejší kultury a politiky s biografiemi.
- Francouz Camille Silvy pocházel z aristokratické rodiny a působil převážně v Londýně, kde se v době rozkvětu carte de visite v průběhu 60. let 19. století rychle etabloval na jednoho z předních krajinářských a portrétních fotografů. S výjimkou královny Viktorie, fotografoval Silvy všechny členy královské rodiny a většinu britské šlechty. Byl členem Société française de photographie, v Londýně otevřel portrétní ateliér na Porchester Terrace čp. 38, Bayswater a v roce 1859 se stal členem Královské fotografické společnosti. Do jeho ateliéru přišli pro portrét například kněžna Mary Adelaide of Cambridge, Harriet Martineau, Adelina Pattiová nebo Frederick Robson. National Portrait Gallery v Londýně vlastní asi 17 000 jeho fotografií.
- Bratři Louis-Auguste Bisson (1814–1876) a Auguste-Rosalie Bisson (1826–1900) měli vlastní fotografické studio provozované asi od roku 1841 v Paříži a proslavili se jako Bratři Bissonovi („Frères Bisson“). V roce 1855 přicestoval do Paříže fotograf z Chicaga Samuel Masury, aby se od nich naučil dělat fotografický proces na skleněné negativy. Jejich krajiny a architektonické pohledy začaly prožívat mezinárodní slávu.[41]
- Olympe Aguado (1827–1894) byl průkopník amatérské fotografie a spoluzaložil skupinu Société française de photographie.
- Francouz Eugène Pirou – fotografoval francouzské prezidenty své doby.
- Félix-Jacques Moulin
- Pierre Louis Pierson
- Adolphe Braun
- Lucien Walery
- Léopold Reutlinger
- Noël Marie Paymal Lerebours

Rakousko:
- Ve Vídni zavedl fotografování na vizitkové formáty rakousko-uherský c. k. fotograf Ludwig Angerer v roce 1857, tedy tři roky po Disdérim.[42]
- Ferdinand Schmutzer (1870–1928) byl nejen fotograf, ale také malíř a rytec. Modelem mu stáli jeho významní současníci jako byli Sigmund Freud, Albert Einstein, císař František Josef, Eugen d'Albert, Franz Ferdinand von Österreich-Este, Friedrich Ohmann, Felix Salten, Arthur Schnitzler, Karl Seitz, Richard Strauss nebo Karl Lueger.
- Artur Nikodem

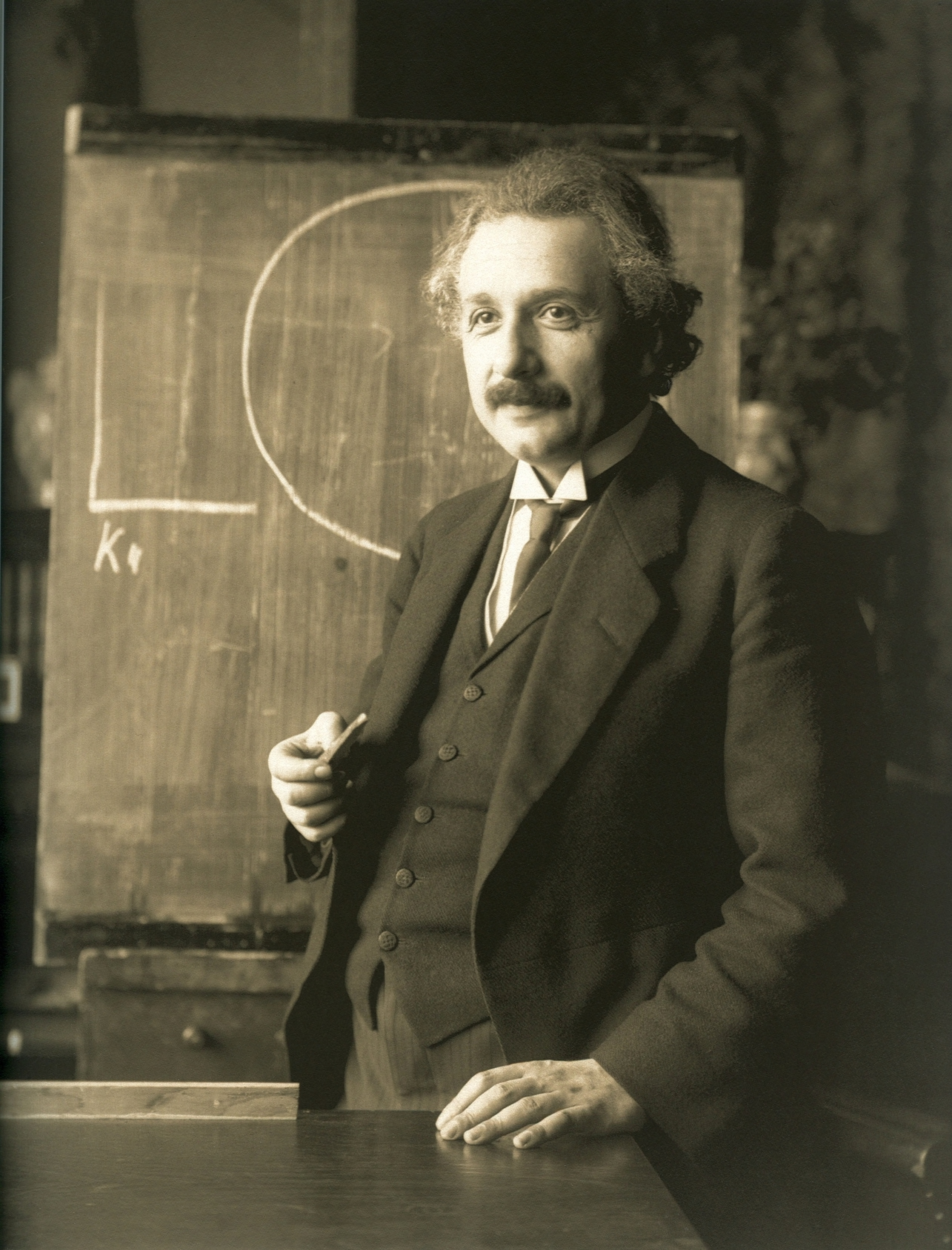
Ferdinand Schmutzer: Albert Einstein, 1921

Polsko:
- Karol Adolf Beyer (1818–1877) nazývaný „otcem polské fotografie“ vlastnil ateliér ve Varšavě, kde pořizoval fotografické portréty a vzhledem k prakticky neexistující konkurenci mu přinášely značný příjem.

Itálie:
- V italské Florencii v roce 1852 založili tři bratři – Leopoldo (1832–1865), Romualdo (1830–1890) a Giuseppe (1836–1890) Alinariové nejstarší fotografickou firmu na světě – dosud existující (2011) – s názvem Fratelli Alinari (Bratři Alinariové). Ateliér se specializoval na portréty, pohlednice krajin a architektury, fotografie uměleckých děl a fotografie uměleckých děl a historických památek.
- Giacomo Luzzatto (1827–1888)
- Henri Le Lieure
- Bratři Alessandriové, Antonio (1818–1893) a Francesco Paolo (1824–1889) provozovali vlastní fotografický ateliér v Římě pod jménem Fratelli d'Alessandri. Patří mezi nejvýznamnější v Itálii doby 19. století a představuje významnou část v historii italské fotografie. Oba bratři získali povolení ke vstupu do Vatikánu, aby pořídili portréty papeže Pia IX. a jeho dvora. Sláva dvou fotografů se šířila mezi římskou šlechtou a vysokými preláty. V seznamu zákazníků se objevili králové Neapole v exilu a brzy začaly přicházet žádosti ze zahraničí.
- Carlo Naya
- Carlo Ponti
- Mario Nunes Vais – amatérský italský fotograf
- Alessandro Duroni (1807–1870) – italský fotograf, je nejvíce známým díky jeho portrétům Giuseppe Garibaldiho a krále Viktora Emanuela II.
- Luigi Montabone – italský fotograf portrétoval italského i španělského krále a jeho kariéra vyvrcholila otevřením několika ateliérů v Římě, Florencii, Turíně a Miláně.
- Alphonse Bernoud (1820–1889) francouzský fotograf, který působil především v Itálii
- Giuseppe Incorpora kariéra 1856–1914 a Eugenio Interguglielmi – Palermo
- Giacomo Brogi spolupracoval s Italskou fotografickou společností a vlastnil studia ve Florencii, Neapoli a Římě. Po Brogiho smrti převzal živnost jeho syn Carlo Brogi. Brogiho fond obsahuje více než 8000 fotografií označených Edizioni Brogi Firenze.
- Studio Sommer and Behles vlastnili němečtí fotografové Giorgio Sommer (1834–1914) a Edmund Behles (1841–1924). Studio se nacházelo v Římě a pobočku mělo v Neapoli, Sommer byl jmenován oficiálním fotografem Viktora Emanuela II. – prvního krále sjednocené Itálie. Zapojil se do všech možných aspektů fotografického podnikání. Vydával své vlastní fotografie, které prodával ve svých studiích a zákazníkům v celé Evropě. V pozdějších letech fotografoval vlastní obrazy pro knižní ilustrace, tiskl svá vlastní alba a pohlednice. Využíval všechny populární formáty své doby: carte de visite, stereofotografie a velké pohlednice na albuminovém papíře.

Dánsko:
- Georg Emil Hansen
- Ludvig Grundtvig
- Sophus Juncker-Jensen
- Vilhelm Tillge
- Harald Paetz
- Pietro Boyesen
- Peter Elfelt
- Jednou z prvních dánských fotografek byla Thora Hallager (1821–1884), bytná spisovatele Hanse Christiana Andersena. V roce 1857 otevřela v Kodani vlastní studio, ve kterém portrétovala různé osobnosti nejen z oblasti umění, mimo jiné také to byli malíři Wilhelm Marstrand, P. C. Skovgaard nebo spisovatelka Mathilde Fibiger.

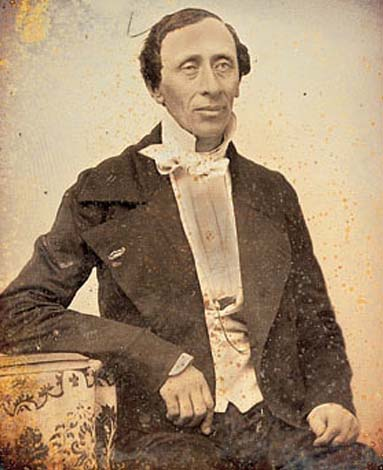
Frederik Ferdinand Petersen: daguerrotypie Hanse Christiana Andersena, 1847
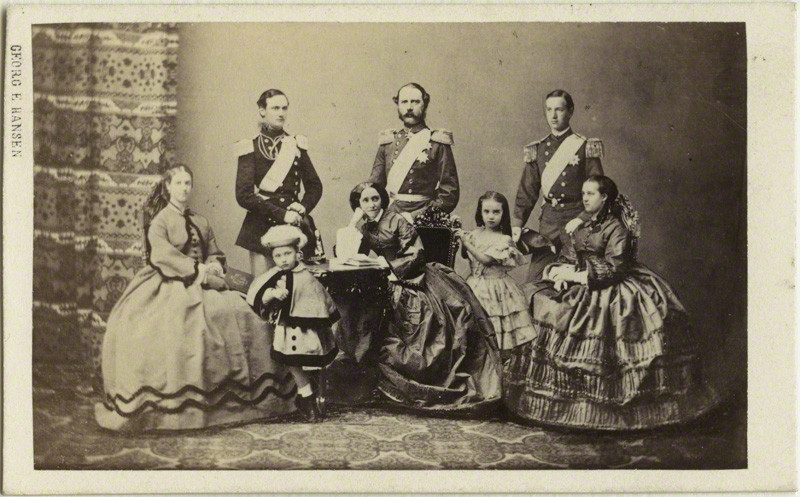
Georg E. Hansen: Kristián IX. s rodinou, albuminová carte de visite, fotomontáž, 1862
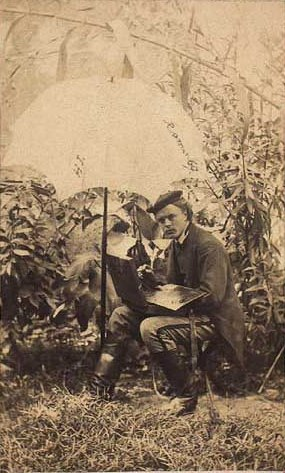
Pietro Boyesen: Harald Jerichau, 1869
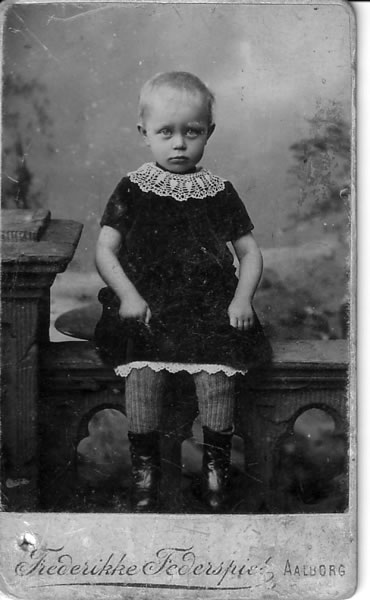
Frederikke Federspiel: portrét, asi 1890

Švédsko:
- Einar Erici (1885–1965) kromě fotografií církevních staveb pořídil i stovky fotografií popisovaných jako fotografie „lidských charakterů“ nebo „typů lidí“. Na snímcích různých pracovníků a zaměstnanců jsou většinou starší muži s vousy. Mezi fotografiemi jsou portréty a obrazy lidí v přírodě, nebo při práci.
- Axel Valentin Malmström (1872–1945 Stockholm) v roce 1902 založil vlastní studio, které provozoval až do roku 1930. Jako fotožurnalista pořídil senzační fotografii Lenina na stockholmském nádraží dne 13. dubna 1917 s manželkou Naděždou Krupskou a jejich švédskými sympatizanty jako byli Ture Nerman, Carl Lindhagen a Kata Dalström. Převážná část jeho tvorby jsou motivy, jako jsou slavnostní okamžiky, předávání cen, portréty slavných lidí, pohřby, výstavy a další akce, stejně jako požáry, dopravní nehody a další méně dramatické pouliční scény. Štafetu po něm převzal jeho syn Victor Malmström.
- Johan Severin Nilsson
- Ferdinand Flodin
- Wilhelm Lundberg
- Lotten von Düben

Finsko:
- Into Konrad Inha (1865–1930) byl žánrový fotograf, spisovatel, překladatel a umělec. Patřil mezi velké mistry finské fotografie. Vynikal zejména v dokumentování folklóru, starého způsobu života a finské krajiny.
- Karl Emil Ståhlberg (1862–1919) založil a řídil své vlastní studio Atelier Apollo v Helsinkách a založil ateliéry i v dalších městech.
- Into Konrad Inha

Nizozemsko:
- Machiel Hendricus Laddé (1866–1932) měl vlastní studio v Amsterdamu a byl zetěm fotografa Johannes Wilhelma Merkelbacha (1873–1922 známého také jako Wim)[43][44] který byl jeho obchodním partnerem.[45] Portrétoval především celebrity a známé osobnosti z nizozemského filmu.
- Jacob Merkelbach (1877–1942) byl nizozemský fotograf a zakladatel jednoho z nejslavnějších fotografických studií v Amsterdamu, které se specializovalo na portrtétní fotografii dvacátého století. Elegantně zařízený podnik byl navštěvován především elitními bohatými občany Amsterdamu a známými osobnostmi z umění a divadla, jako například byli Mata Hari, Fien de la Mar, architektka Theo Mann-Bouwmeester, Willem Mengelberg nebo Abel Herzberg.
- Adriaan Boer (1875–1940) byl známý portrétista, piktorialsta, krajinářský fotograf a průkopník amatérské fotografie v Nizozemsku. V roce 1893 si otevřel fotoateliér v Nijkerk a v roce 1897 se přestěhoval do Baarn. Velmi rychle získával důležité zakázky, včetně dvorní fotografie pro nizozemskou královskou rodinu. Postupně od portrétní fotografie přecházel na uměleckou fotografii ve stylu piktorialismu. Fotografoval krajinu, rolnické scény, interiéry, zátiší a umělecké portréty. Dával přednost bromolejotiskům, uhlotisku a gumotisku.

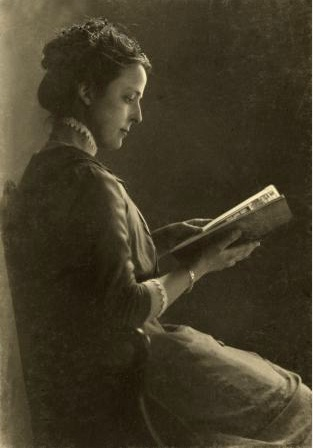
Adriaan Boer: Čtoucí žena

Belgie:
- Gustave Marissiaux byl fotograf piktorialista, spolu s Leonardem Misonnem jsou považováni za nejvýznamnější belgické umělecké fotografy své doby.

Turecko:
- Pascal Sébah v Istanbulu a v Káhiře měl vlastní fotografický ateliér. Zabýval se dokumentací tureckých kostýmů z různých oblastí, etnických a náboženských skupin Osmanské říše. Na světové výstavě ve Vídni dostal zlatou medaili za 370-stránkovou publikaci s názvem Les Costumes Populaires De La Turquie (Národní turecké kroje), stříbrnou medaili získal na Světové výstavě v Paříži 1878 za snímky příslušníků egyptských a nubijských pouštních kmenů.
- Sébah a Abdullah Frères byli jedněmi z nejvýznamnějších profesionálních fotografů svého času v Osmanské říši.

Albánie:
- Rodina albánských fotografů Marubiů se skládala z významných fotografů otce Pjetëra (1834–1903) syna Kela (1870–1940) a vnuka Gegëho Marubiho (1909–1984). Provozovali fotografické řemeslo během 19. a 20. století po tři generace ve fotografickém studiu v albánském Skadaru, které je považováno za vůbec první v Albánii. Svou prací přispěli významně k vytvoření dokumentace života své doby a albánského kulturního dědictví v jihovýchodní Evropě. Fotografický archiv Fototeka Marubi ve Skadaru obsahuje více než 150 000 fotografií, které mají velký historický, umělecký a kulturní význam.[46]

Norsko:
- Marcus Selmer (1819–1900)

Portugalsko:
- Carlos Relvas (1838–1894)

### Afrika
- Auguste Maure a Marius Maure - Auguste Maure patřil k průkopníkům fotografie, kterým učarovala Biskra - atmosféra nadčasové oázy v alžírském stylu, kde se zdálo, že zůstala zmrazena od starověku. Jeho fotografie ukazují fascinovaný a uctivý pohled na toto místo a jeho obyvatele. Augustus přišel do Biskry ve svých patnácti letech a rozhodl se zde usadit. Byl aktivní v období 1860–1907 během kterého pořídil mnoho fotografií z jižního Alžírska. Portrétoval členy kmene Ouled Naïl, berberské tanečníky oblečené v tradičních kostýmech a ozdobených šperky. Tyto exotické snímky velmi oceňovali turisté přijíždějící do Alžírska.
- Bratři Zangakiové (George a Constantine Zangaki aktivní v letech 1870[47]-1890[48]) byli dva řečtí fotografové, kteří se specializovali na fotografie historických nebo starověkých egyptských scén, které pak prodávali turistům jako pohlednice. Občas spolupracovali s fotografem Hippolytem Arnouxem z města Port Said.
- Richard Buchta

### Asie, Dálný východ a Austrálie
V roce 1863 Samuel Bourne a Charles Shepherd ve městě Šimla založili fotografické studio Bourne & Shepherd. Později téhož roku založili druhou pobočku v Kalkatě.
80. a 90. léta 19. století:
Jako náměty pro svá díla si vybírali veduty známých míst nebo se věnovali studiovým záběrům představujícím místní tradice i lidské typy. Jejich typickým znakem je pečlivé ruční kolorování a albuminový papír opatřený názvem a firemní značkou.
Pierre Joseph Rossier (1829-mezi 1883 a 1898) byl švýcarský průkopník fotografie. Fotografoval převážně na albuminový papír, zhotovoval stereofotografie a carte de visite, komponoval portréty, městské scenérie a krajiny. Působil v Asii několik let, produkoval první obchodní fotografie v Číně, Filipínách, Japonsku a Siamu (nyní Thajsko). Byl prvním profesionálním fotografem v Japonsku, kde učil fotografy jako byli Ueno Hikoma, Kuwadžiró Horie (1831–1866), Genzó Maeda (1831–1906), ale i řadu méně známých příslušníků první generace japonských fotografů. Ve Švýcarsku založil fotoateliéry ve Fribourgu a Einsiedelnu, ale fotografoval po celé zemi. Byl důležitou osobností v rané historii fotografie a to nejen kvůli jeho obrazům, ale také kvůli zásadnímu vlivu jeho učení v počátcích japonské fotografie.
Ueno Hikoma (1838–1904) byl průkopníkem japonské fotografie. Je známý svými jemnými portréty, často významných japonských a zahraničních osobností a svými krajinářskými fotografiemi z Nagasaki a okolí. Ueno byl vůdčí postavou japonské fotografie devatenáctého století jak komerčně tak i umělecky úspěšný fotograf a instruktor. Do historie žánru suvenýrové fotografie se významně zapsala celá řada tehdejších fotografů na východě, například Adolfo Farsari, Kusakabe Kimbei, Raimund von Stillfried a řada dalších.
Dalším průkopníkem byl Japonec Jokojama Macusaburó, který se věnoval také litografii a výuce fotografie. Je autorem celé řady autoportrétů a v 80. letech 19. století vymyslel techniku šašin abura-e neboli fotografický olejový obraz. Při jejich výrobě se odstranila papírová podložka fotografie a na zbývající emulzi se pak malovalo olejovými barvami. Yokoyama s použitím této techniky vytvořil řadu děl. Bylo pak těžko rozeznat, zda se jedná o fotografii nebo olejomalbu.
Katalog fotoateliéru Kusakabe Kimbei nabízel výběr z více než dvou tisíc motivů, představoval většinou pohlednice z populárních destinací, ale významnou roli suvenýrových fotografií hrály také portréty. Celkem 416 motivů z katalogu Views & Costumes of Japan. Beautfully Colored Transparencis, Magic Lantern Slides z roku 1893 ukazují tradiční japonské zvyky. Z nich absolutní většinu tvoří výhradně ženy při různých aktivitách, které byly běžné na suvenýrové fotografii.
Komerční popularita portrétů žen postavila fotografa v Japonsku před problém, že „slušné ženy“ často odmítaly být fotografovány. Vedly je k tomu dva hlavní důvody, prvním byla příliš realisticky zobrazená postava na fotografii, která byla považována za příliš smyslnou a ženské tělo by tak bylo k dispozici pro zákazníka, což bylo považováno za nevhodné. Na druhé straně svou roli hrály různé pověry mezi Japonci. Domnívali se, že portrétovanému bude vysáta životní míza a oslabeny jeho stíny. Proto musely být často fotografovány členové rodiny nebo v tradici stylu ukiyo-e během období Meidži známé jako bijin (krásné ženy). Byly to většinou dívky, které pracovaly na veřejnosti jako yūjo (kurtizány), gejši, nebo rashamen (prostitutky) nebo dívky pracující v čajovnách. Žena, která na sobě pracovala, aby vypadala lépe a lépe se mohly prodávat fotografie, stala se fotomodelkou s vyšším platem. Právě kurtizány a gejši najdeme nejčastěji na fotografických vizitkách Kusakabe Kimbeie. Ve větších městech začaly vznikat specializované obchody shashimpo, které se specializovaly na obchod s fotografiemi gejš.
- Adolfo Farsari
- Další plodný francouzský fotograf, který však byl aktivní na Blízkém východě se jmenoval Félix Bonfils. Vlastní fotoateliér s názvem Maison Bonfils si v Bejrútu otevřel v roce 1867. V roce 1878 jej přejmenoval na F. Bonfils et Cie. Bonfils fotografoval v Libanonu, Egyptě, Palestině, Sýrii, Řecku a Konstantinopoli (nyní Istanbul). Jeho práce dobře znali turisté, kteří do těchto zemí cestovali, jeho fotografie si kupovali jako suvenýry. Bonfils si později otevřel další studio v Alès ve Francii.
- Frank S. Matsura (1873–1913) byl japonský fotograf působící na počátku dvacátého století, který v roce 1901 odcestoval z Japonska do Ameriky, kde pořídil více než 1800 fotografií a skleněných desek.[57][58]
- John Thomson - fotografie z Dálného východu z období viktoriánské Británie dávají zprávu o obyvatelích země a kultury v Číně a jihovýchodní Asii.
- Lala Deen Dayal Indie
- Thomas Andrew (1855–1939) pořídil fotografie, které jsou významné historické a kulturní hodnoty, zvláště jeho studiové portréty Samoanů[59], které odpovídají koloniálním stereotypů země své doby.[60]

Austrálie:
- John William Lindt (1845–1926) byl jedním z předních australských fotografů 19. století narozený v Německu. Je známý svými aranžovanými a studiovými portréty domorodých lidí Nové Guineji.[61]
- Samuel John Hood (1872–1953) byl australský portrétní fotograf a fotoreportér. Jeho kariéra začala na konci 80. let 19. století. Svou činnost přizpůsoboval měnící se povaze komerční fotografie. Svůj první fotografický ateliér otevřel v roce 1899 a hlavním zdrojem jeho příjmů byla svatební fotografie a portréty. V roce 1918 získal Dalny Studio na adrese Pitt Street čp. 124 a začal expandovat své podnikání do oblasti novinářské fotografie. Dodával fotografie pro The Sydney Mail, the Australasian, the Daily Guardian, the Daily Telegraph Pictorial, the Labor Daily, the Sun, the Daily News a The Sydney Morning Herald. Novinářská fotografie začala stále více a více převládat v jeho podnikání a v roce 1934 nastoupil na krátký čas do redakce Labor Daily jako fotograf na plný úvazek, a do svého fotografické studia zapojil ostatní pracovníky.
- William James Harding (1826–1899) byl novozélandský fotograf, který pořídil více než 6000 negativů.[62]

### Amerika
Jedním z prvních výrobců a distributorů vzdělávacích a cestopisných stereoskopických obrazů byla firma Underwood & Underwood, založená v roce 1882 v Ottawě v Kansasu. Společnost vyprodukovala mezi 30 000 a 40 000 stereographických titulů, mezi nimiž byla celá řada portrétů významných osobností (Edison, Twain, řada politiků...).
Edward Sheriff Curtis byl americký antropolog a portrétoval původní obyvatele Severní Ameriky a Divokého západu. Zpočátku pořizoval snímky lidí ve vlastním ateliéru, a od poloviny 90. let 19. století se zaměřil na fotografování indiánů, za které v roce 1899 získal ocenění Evening on the Puget Sound, The Clam Digger a The Mussel Gatherer. Ve stejném roce byl vybrán jako hlavní fotograf pro Harrimanovu expedici na Aljašku. V roce 1900 se Curtis zúčastnil černonožského obřadu Slunečního tance, dokumentoval indiány kmene Hopi v Arizoně a také obyvatel Velké planiny. To vše s vědomím, že kultura těchto přírodních národů se časem úplně vytratí, a rozhodl se vytvořit naučnou uměleckou sbírku fotografií, kde bude zachycen všední život, zvyky, tradice, slavnosti, obřady a prostředí, ve kterém indiánské kmeny žily. Vyhrával různá ocenění a stával se více a více známějším. Jeho popularita stoupla až do té míry, že byl požádán o portrétování rodiny prezidenta Theodora Roosevelta.
Po americké občanské válce fotografoval William Bell (1830 Anglie - 1910 USA) zranění a choroby vojáků pro muzeum Army Medical Museum. Velkou část roku 1865 strávil fotografickou dokumentací různých poranění, nemocí a amputací, z nichž mnohé byly publikovány v knize Medical and Surgical History of the War of the Rebellion (Historie medicíny a chirurgie válečné vzpoury).
- John Plumbe (1809–1857) založil řadu daguerrotypických ateliérů a galerií, všechny nesoucí jeho jméno. Návštěvníci galerie si mohli prohlédnout fotografická díla, obdržet školení, nebo zakoupit vlastní portrét. Snímky pořízené v Plumbeho ateliérech byly označovány jako Plumbe, i když samotnou práci zhotovil někdo jiný, včetně jeho bratra Richarda Plumbeho. Každý jeho podnik disponoval řadou operátorů, koloristů a řemeslníků. Mnoho významných daguerrotypistů absolvovala odbornou přípravu a zdokonalovalo své dovednosti v Plumbeho salonech. Například: Richard Carr, Marsena Cannon, Charles E. Johnson, Jacob Shew, Myron Shew a William Shew.[65] Další, kdo se naučili umění fotografie na Plumbeho pobočkách byli: Ezra Chase, Samuel Masury[66], C. S. Middlebrook a Gabriel Harrison.[67]
- Augustus Washington (1821–1875) byl afroamerický fotograf a daguerrotypista, který později ve své kariéře emigroval do Libérie. Je jedním z mála afroamerických daguerrotypistů, jehož kariéra byla dokumentována.[68] Portrétoval například prvního liberijského prezidenta Josepha Jenkinse Robertse.
- Jeremiah Gurney (1812–1895) byl americký fotograf a daguerrotypista působící v New Yorku.[69] Fotografii jej naučil vynálezce Samuel Morse. Byl jedním z prvních, kdo praktikoval daguerreotypický proces, jako první otevřel v roce 1840 americkou fotografickou galerii na Broadwayi a nabízel portrét za 5 dolarů. Vytvářel pozoruhodně detailní portréty, využíval v plném rozsahu pozoruhodné tonální ztvárnění procesu. Vybíral své klienty z elitní společnosti New Yorku, nazýval je "významné osobnosti doby" a vyhýbal se lidem z politiky a zábavy, které preferoval jeho konkurent Mathew Brady. Kvalita Gurneyho portrétů jej nominovala na pozici nejlepšího daguerrotypisty v Gothamu.[70]
- Alfred Cheney Johnston (1885–1971) byl americký fotograf glamourových snímků, známý především portréty modelek taneční revue Ziegfeld Follies. V zobrazování tanečnic pro revue, takzvaných Ziegfeld-girls, projevil velkou zručnost - jeho oblečené modelky vypadaly jako nahé. Ve dvacátých letech portrétoval mnoho hvězd stříbrného plátna, včetně Dolly Sisters, Gloria Swanson, Mae Marsh, Fairbank Twins a Lillian a Dorothy Gish. Jeho fotografie měly velký vliv na image Hollywoodu tehdejšího desetiletí.[71]
- Joseph Knaffl (1861–1938) byl americký výtvarný a portrétní fotograf působící v Knoxville, Tennessee na konci 19. a počátku 20. století. Nejznámější je jeho portrét Knafflova Madonna z roku 1899, který byl přetištěn v tisícových kopiích a stále se používá na vánočních pohlednicích společnosti Hallmark.[72]
- Thomas Martin Easterly
- William Henry Jackson - Indiáni
- Frank Rinehart - Indiáni
- Mathilde Weil
- Charles Roscoe Savage (1832–1909) - mezi jeho známé snímky patří snímky kmenů z oblasti Velké pánve, zejména kmenů Paiute a Shoshone.
- John Karl Hillers (1843–1925) strávil dvacet let zkoumáním a fotografování amerického západu. Nejznámější jsou především jeho snímky portrétů domorodých Američanů.[73]
- Isaiah West Taber
- Švýcar Antoine Sonrel působil v Bostonu ve státě Massachusetts, kam se přestěhoval z Neuchâtelu na konci 40. let 19. století. Vytvořil celou řadu vizitkových portrétů v letech 1860–1870, včetně jeho přítele Louise Agassize, dále portrétoval takové osobnosti jako byli Oliver Wendell Holmes, Sr., Wendell Holmes Oliver, Jr., Abbott Lawrence Rotch nebo sochařka Anne Whitneyová.[74] Vlastnil fotografické studio v Bostonu na School Street (ca 1860)[75][76] a na Washington Street (ca 1871–1874).[77][78][79] Sonrel vystavoval své litografie na Světové výstavě v Londýně v roce 1851[80][81] a také v roce 1853 na výstavě Massachusetts Charitable Mechanic Association.[82]
- Benito Panunzi
- V Bostonu měla své fotografické studio celá řada portrétistů: William H. Getchell, Elmer Chickering nebo Amory N. Hardy.
- 1867 fotografické studio Pach Brothers
- Alberto Henschel
- V roce 1856 Louis Rousseau realizoval pro Musée d’histoire naturelle série etnografických portrétů Rusů a Eskymáků, díky čemuž došlo k přehodnocení vědeckého významu portrétní fotografie jako důvěryhodného ukazatele sociálních proměn.[6]
- Ernest J. Bellocq
- Ruth Harriet Louise (1903–1940) byla americká profesionální fotografka, první žena fotografka působící v Hollywoodu, která vedla portrétní studio americké mediální společnosti Metro-Goldwyn-Mayer (M.G.M.) v letech 1925 — 1930.
- William P. Gottlieb (1917–2006) byl americký fotograf a novinový sloupkař, nejvíce známý svými klasickými portrétními fotografiemi předních umělců "zlatého věku" amerického jazzu v letech 1930 až 1940. Gottliebovy fotografie patří mezi nejznámější a nejreprodukovanější obrázky z této éry jazzu.[83] V průběhu své kariéry pořídil Gottlieb portréty stovky předních jazzových hudebníků a osobností, zpravidla v době, kdy hráli a zpívali ve známých jazzových klubech New Yorku.[83][84]
- Roman Vishniac (1897–1990)
- Brazílie: Marc Ferrez

### Rusko
V Petrohradu si v roce 1875 otevřel své vlastní portrétní fotografické studio „otec ruského fotožurnalismu“ Karl Bulla, který roce 1886 získal povolení Ministerstva vnitřních věcí „pro výrobu všech druhů fotografických prací mimo domov, například: na ulicích, domech a na místech v bezprostřední blízkosti Petrohradu“, který mu dovolil celou řadu let vytvářet pohlednice pro produkční tisk Světové poštovní unie. Fotografoval téměř všude a všechno: život rodiny cara i shromáždění protivládní inteligence, osobnosti hvězdného nebe i obyčejné dělníky, paláce i ubytovny pro bezdomovce, ale také exotické scény jako gay párty.
- Maxim Petrovič Dmitrijev (1858–1948) se v roce 1877 přestěhoval do Nižního Novgorodu a začal pracovat v ateliéru fotografa Andreje Osipoviče Karelina. Za 10 let práce ovládl všechny složitosti fotografa a v roce 1887 si otevřel v Nižním Novgorodu vlastní studio.

K průkopníkům portrétní fotografie z ruských autorů devatenáctého století mimo jiné patří:
- Z Rusů Sergej Lvovič Levickij a jeho syn Rafail Levickij,
- Karl Bergamasko (1830 — 1896, Petrohrad) byl známý ruský fotograf italského původu, který byl aktivní v 19. století. Jako fotograf se zaměřil na práci s herci a veřejnosti z divadelního prostředí. Bergamasko dokázal učinit všechny své modely atraktivní, chytře s důrazem na důstojnost jejich práce a skrytím nedostatků z pohledu zákazníka. V roce 1865 časopis Fotograf informoval své čtenáře, že Bergamasko byl jmenován fotografem „Jeho císařské výsosti velkovévody Nikolaje Nikolajeviče“ (staršího). To se okamžitě projevilo na reverzních stranách fotografií Charlese Bergamaska. Od té doby jeho sláva rostla, Karl Ivanovič se stal jedním z předních portrétistů horní třídy a módním mistrem. Jeho práce pravidelně získávaly ocenění na evropských výstavách: v Berlíně - 1865, Paříži - 1867, Hamburku - 1868, Greningu - 1869, Petrohradu - 1870, Vídni - 1873, Londýně - 1874 a také ve Filadelfii - 1876.

Módní fotograf Bergamasko byl zejména milován Adónisem, a nikoli bezdůvodně: umělecká portrétní fotografie Bergamaska je velice lehká, všechny dámy zobrazuje jako krasavice a všechny staříky plné energie v rozkvětu. Avšak umělecké má pan Bergamasko i své ceny.
Vladimir Osipovič Michněvič, Naši znakomje, 1884
V té době se jeho ateliér nacházel na nejprestižnější lokalitě města, na Něvském prospektě. čp. 12. Bergamasko byl kreativní, nebál se experimentovat se světlem, scenériemi, jeden z prvních inscenoval scénu. Vytvořil si vlastní rozpoznatelný styl - měkké obrysy obrázků v plné velikosti. Jeho snímky byly větší než bylo obvyklé u jiných ateliérů. Za jeho jediného konkurenta v portrétování své doby lze považovat Sergeje Levického.
- Andrej Denier
- Sergej Borisov
- William Carrick (1827–1878) dokumentoval obrazy ruského života a pořídil průkopnické ruské etnografické snímky, získal podporu velkoknížete Konstantina Nikolajeviče Romanova.

Další:
K dalším průkopníkům portrétní fotografie ze zahraničních autorů devatenáctého století mimo jiné patří: V Anglii Lewis Carroll, Robert Adamson a David Octavius Hill, Julia Margaret Cameronová, ve Francii Étienne Carjat, Robert Demachy a v Německu Wanda von Debschitz-Kunowski.
Dále pak Alexander Hessler, Charles D. Fredricks, William Kurtz, Alexander Gardner... v Německu Franz Hanfstaengl, Hermann Krone a v Rakousku-Uhersku Emil Rabending, Josef Löwy nebo Ludwig Angerer a naposled v Krakově - Walery Rzewuski.
- Petr Ivanovič Šumov, rusko-francouzský fotograf (1872–1936)
- Od Franze Hanfstaengla se učil Antoine Samuel Adam-Salomon.

### Anglie
Dvojice Robert Adamson a David Octavius Hill se spolu navzájem doplňovali. Díky jejich přátelství s fyzikem Davidem Brewsterem z Univerzity v St. Andrews se seznámili s procesem kalotypie. Brewster si dopisoval s Foxem Talbotem, který chtěl ve Skotsku mít někoho, kdo by jeho metodu aplikoval a konkuroval tak daguerrotypisům. Robert Adamson se tak v květnu 1843 stal prvním profesionálním kalotypistou v Edinburghu otevřením vlastního portrétního studia a v témže roce začal spolupracovat s Davidem O. Hillem. Když podepsala prohlášení o nezávislosti církev Nonkonformistická skotská církev, rozhodl se Hill namalovat skupinový portrét 474 duchovních, kteří se do prohlášení podepsali. Obraz měl být založen na fotografiích jednotlivců, které Adamson a Hill portrétovali v ateliéru, nebo venkovním prostředí s pozadím několika modelů nábytku. Svůj úkol dokončili na konci roku 1843. Jejich portréty se vyznačují zachovaným dojmem přirozenosti, akvarelista John Harden přirovnal tento obraz k dílům Rembrandta. V letech 1843–1845 udělali asi 130 fotografií rybářů Newhavenu, které jsou považovány za jedny z jejich vrcholných děl. Jedná se také o jedno z prvních využití fotografie dokumentace společensko-sociálního prostředí.
Walter B. Woodbury (1834–1885) během své kariéry pořizoval topografické, etnografické a především portrétní fotografie. Fotografoval v Austrálii, na Javě, Sumtře, Borneu a v Londýně. I když se jednotliví fotografové Woodbury & Page identifikovali jen zřídka, v letech 1861 až 1862 Woodbury označoval své snímky občas razítkem "Fotografoval Walter Woodbury, Java". V Londýně pořizoval fotografie dokumentující londýnské chudé.
Angličan Eadweard Muybridge, proslavený svými studiemi pohybu a chronofotografiemi pořízenými několika fotoaparáty, se o pohyb zvířete a člověka začal zajímat v roce 1873. Fotografoval až třiceti kamerami, jako výsledek své práce ve Filadelfii roku 1887 zveřejnil 781 světlotisků pod názvem Animal Locomotion a The Human Figure in Motion. Jeho další kniha Human in Motion byla vydána v roce 1901. Spolupracoval také s lékaři a fyziology a svými studiemi ženského a mužského těla se řadí mezi průkopníky fotografie aktu.
S fotografickými studiemi pohybu Eadwearda Muybridge se seznámil Thomas Eakins, který vytvářel své vlastní pohybové studie, obvykle zahrnující nahou postavu. Vynalezl dokonce svou vlastní techniku pro snímání pohybu na film. Kde se Muybridge opíral o systém řady fotoaparátů, které snímaly posloupnost jednotlivých fotografií, Eakins raději používal jednu kameru, která nasnímala řadu expozic na jeden negativ. Fotografie využíval pro své malby, ale také pro studium lidské anatomie, a byly často používány a vystavovány během studia ve škole, kde Eakins učil. Na všech, asi osmi stech fotografiích připisovaných Eakinsovi a jeho skupině lidí, jsou většinou studie postavy, a to buď oblečených nebo nahých nebo portréty. Žádný jiný americký umělec-fotograf té doby kromě Eakinse nevytvořil srovnatelný počet takových podobných snímků.
Lewis Carroll během 24 let viktoriánského období založil v Christ Church vlastní studio a vytvořil asi tři tisíce fotografií. Polovina z dochovaných děl zachycuje mladé dívky, které použil ve svých literárních dílech jako ilustrace. Kromě jeho oblíbené dívky Alexandry Kitchinové, známé jako "Xie", Carroll také zachytil mnoho mužů, žen, chlapců, učenců, vědců, nebo starých lidí. Během svého nejplodnějšího období pořídil portréty významných osobností, například Johna Everetta Millaise, Ellen Terryové, Dante Gabriela Rossettiho, Michaela Faradaye nebo Lorda Alfreda Tennysona. Portrétoval také Britku Julii Margaretu Cameronovou, známou svými portrétními snímky celebrit, mytologickými výjevy a portréty ve stylu doby krále Artuše. Fotografická kariéra Cameronové trvala pouhých posledních jedenáct let jejího života, ale její práce přesto měla obrovský dopad na vývoj moderní fotografie, zejména její pečlivě komponované portréty, které jsou dnes umělci stále napodobovány. Spolu s Oscarem Gustavem Rejlanderem a Henry Peach Robinsonem byli představiteli anglického piktorialismu. Cameronová používala při fotografování portrétů objektivy s měkkou kresbou. Díky své sestře, která působila na umělecké scéně v Little Holland House v Kensingtonu, mohla portrétovat mnoho slavných osobností. Byli mezi nimi například Charles Darwin, Alfred Lord Tennyson, Robert Browning, John Everett Millais, William Michael Rossetti, Edward Burne-Jones, Ellen Terry a George Frederic Watts. Většina jejích portrétů je oříznuta těsně kolem hlavy a tváře a jsou jemně zaostřeny. Cameronová se ve svých dílech snažila zachytit kouzlo a půvab jejich osobnosti. Jedním z jejích cílů bylo pozvednout fotografování na vyšší umění. Některé z jejích fotografií nesly technické nedokonalosti, stopy prachových částeček, jiné byly vybledlé, často neostré, protože používala velmi dlouhé expozice, to vše ale zapadalo do koncepce piktorialismu. Její portréty v sobě dodnes nesou mimořádnou míru vitality, kterou bychom u mnohých jiných fotografů těžko hledali.
- Hugh Welch Diamond (1809–1886) je považován za zakladatele psychiatrické fotografie. Byl fascinován možnostmi využití fotografie v léčbě duševních poruch, některé z jeho mnoha kalotypií s námětem chování lidí, kteří trpí duševními poruchami, jsou velmi úchvatné. Byly pořízeny nejen kvůli záznamu, ale podle Diamonda také pro léčbu pacientů - i když k tomu existuje málo důkazů úspěchu.
- David Wilkie Wynfield (1837 – 1887) se o fotografii začal zajímat v 60. letech. Vyvinul vlastní portrétní techniku „mělkého zaostření“ (shallow-focus, s malou hloubkou ostrosti), kterou předal Julii Margaret Cameronové, která jej později uznala jako hlavního ovlivnitele vlastní tvorby. Napsala, že „za své počiny a v podstatě celý můj úspěch vděčím dojmům získaným z jeho překrásných fotografií“.[103] Mnoho Wynfieldových fotografií zobrazuje členy spolku St. John's Wood Clique a jejich přátele v kostýmech. Kombinace měkkého kresby a jemného ostření, velký detail, velkoformátový tisk a historické kostýmy vytvořila fotografický styl, který byl v té době zcela originální.[104] Wynfield se pokoušel napodobovat malířské efekty starých mistrů, jako byl například Tizian, s použitím nového média.[105] Výběr fotografií byl zveřejněn v roce 1864 v knize s názvem Studio: Soubor fotografických portrétů žijících umělců, který byl pořízen amatérem ve stylu starých mistrů.
- John Robert Parsons (asi 1825–1909) byl irský fotograf a umělec nejznámější sérií snímků, o které jej v létě roku 1865 požádal malíř Dante Gabriel Rossetti. Je na nich Rossettiho múza a modelka Jane Morris. Během fotografování v zahradě a domě Rossettiů vzniklo osmnáct známých portrétů. Rossetti v průběhu relace přísně kontroloval nad pózami Morrisové, stejně jako dohlížel na oblečení, které nosila a předměty a nábytek, které byly při snímání a kompozici použity. Podle historika umění Colina Forda nelze říci, do jaké míry Rossetti později fotografie při malování použil. Jeho dílo Reverie z roku 1868 je nepochybně podobné jednomu z fotografovaných snímků, ale také na jeho dalších portrétech jsou vidět podobnosti, a nejen na Morrisové, ale například také na pozdějších Rossettiho portrétech Alexy Wildingové. Rossetti nepoužil fotografie jako přesné studie, ale pravděpodobně hlavně jako nástroje pro vizualizaci některých póz a jako připomínku na dobu, kdy nebude mít svou modelku k dispozici.[106]
- Oscar Gustave Rejlander
- Malcolm Arbuthnot
- Emma Barton pořizovala portréty s náboženskými tématy v piktorialistickému stylu.
- Vikomtesa Clementina Hawarden (tvořila 1857–1865) poprvé vystavovala na výroční výstavě Fotografické společnosti v Londýně v lednu 1863 a členkou Společnosti byla zvolena v březnu následujícího roku. Její práce byly široce uznávané pro svou "uměleckou dokonalost", na výstavách získala řadu medailí za kompozici. Její fotografie z tohoto období ukazují většinou osamělé ženy v melancholii. Jsou umístěny v jasně osvětlených situacích, často u okna, obklopené tkaninami, drapéremi, záclonami a zrcadly. Fotografie jsou bohaté na světlo a bohatou škálu stínů, plný romantické a sentimentální atmosféry.
- George Charles Beresford - Viktoriánská éra;

V druhé polovině 19. století bylo velmi populární portrétování celebrit. Fotografové modelům za pózování platili poměrně vysoké částky a na prodej fotografií si ponechávali plné právo. Například portrétista celebrit Napoleon Sarony musel kvůli autorským právům svého snímku spisovatele Oscara Wildeho k jednání Nejvyššího soudu USA, ve kterém Soudní dvůr potvrdil rozšíření autorských práv také na ochranu fotografií. Sarony žaloval litografickou společnost Burrow-Giles poté, co bez povolení použili litografii Oscar Wilde č. 18 ve své reklamě a soudní při vyhrál.

### Francie

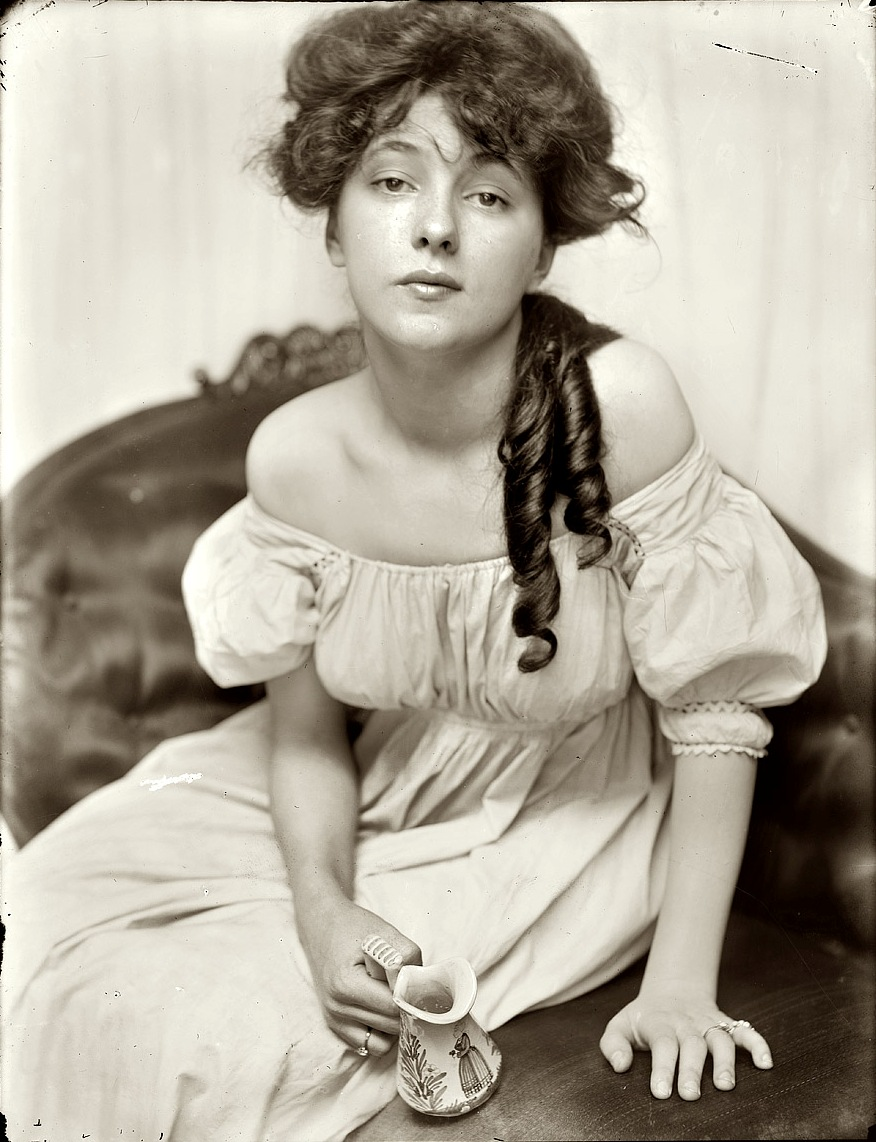
Gertrude Käsebierová: portrét Evelyny Nesbitové, 1903

Francouzský policejní důstojník Alphonse Bertillon v roce 1879 vyvinul obrazové standardy a systém frontálně-profilových fotografií, jejichž hlavním cílem byla věrnost skutečnosti. Založil antropometrii a použil ji poprvé pro identifikaci pachatelů. Některé jeho inovace jako standardizované fotografování pachatelů nebo systematické zpracování fotografií místa zločinu se používají v policejní práci dodnes. Jeho objev nepřímo vedl k vynálezu legitimační fotografie a posléze i k legitimaci.
Ve Francii působil v nemocnici Hôpital de la Salpêtrière odborný fotograf Albert Londe, který se věnoval vědecké chronofotografii. V roce 1882 Londe vymyslel systém na snímání fyzických a svalových pohybů pacientů, včetně epileptických záchvatů. Dosáhl tohoto tím, že používal fotoaparát s devíti objektivy, které byly spouštěny elektromagnetickou energií a s využitím metronomu, který mu umožnil postupně otevírat závěrky. Tímto způsobem pořizoval fotografie na skleněné desky v rychlém sledu, zaznamenával například snímky pro lékařské studie svalového pohybu u subjektů vykonávajících nejrůznější činnosti, od „laní chůze“ až po kovářství.
- Paul Boyer (1861–1908)

### Přelom 19 a 20. století
Na přelomu 19 a 20. století fotografovala Gertrude Käsebierová zejména portréty a alegorie ve stylu piktorialismu. Byla zvolena první ženskou členkou fotografického spolku The Linked Ring Brotherhood a roku 1902 se stala zakládající členkou sdružení Fotosecese. Další člen Fotosecese, Alvin Langdon Coburn, měl možnost díky svému přátelství s G. B. Shawem portrétovat významné osobnosti. Kolekci portrétů Coburn publikoval roku 1913 pod názvem Men of Mark. Druhý svazek More Men of Mark vyšel roku 1922. V období 1914–1921 vytvořil třetí cyklus 33 portrétů, hudebních skladatelů a muzikantů, který však nebyl vydán. Zakladatel The Linked Ring, Henry Peach Robinson kombinoval portrétní snímky spojováním četných negativů do jednotlivých obrazů, předchůdce fotomontáže. Robinson patřil k průkopníkům a teoretikům piktorialismu – výtvarné fotografie. Jeho nejvíce oblíbená kompozice „Odcházení“ byla populární a zároveň módně morbidní. Zobrazuje umírající dívku obklopenou příbuznými a jedná se o montáž 5 snímků, kterou se autor snažil co nejvíce přiblížit malířskému obrazu. Realisticky působící scéna, umocněná fotografickou technikou, byla velmi dojímavá v souladu s autorovým záměrem. U diváků, kteří v ní nepoznali fikci, vyvolávala pohoršení.
- Rudolf Eickemeyer (1862–1932) je známý svým piktorialistickým stylem a portrétními fotografiemi Evelyn Nesbitové. Fotografie Nesbitové spící na medvědí kůži z roku 1902 byla zvolena organizací Camera Club of New York fotografií roku.
- Frank Eugene další člen Fotosecese
- Frederick Hollyer na konci devatenáctého století provozoval ateliér na náměstí Pembroke Square v londýnském Kensingtonu. Po dobu třiceti let si rezervoval pondělí na pořizování portrétů, fotografoval mnoho známých osobností, jako byli například Walter Crane, William Morris, Aubrey Beardsley, Edward Burne-Jones, John Ruskin, H. G. Wells, George Bernard Shaw, herečka Mrs. Patrick Campbell nebo Ellen Terry.[113][114][115]
- Edward Weston, Imogen Cunninghamová, Ansel Adams, Joseph Keiley
- Henry B. Goodwin piktorialista aktivní ve Švédsku
- Myra Albert Wiggins
- Zaida Ben-Yusufová (1869–1933) byla newyorská portrétní fotografka známá svými výtvarnými módními portréty bohatých a slavných Američanů z přelomu 19. a 20. století. Významně přispěla k rozvoji fotografie jako prostředku uměleckého vyjádření, avšak vzhledem ke svému pohlaví byla téměř sto let opomíjena. Objevil ji až Frank H. Goodyear III, v roce 2003, když objevil dvě její portrétní fotografie sochaře Daniela Chestera Frenche a malíře Everetta Shinna.[116]
- Felix Benedict Herzog (1859–1912, New York) byl piktorialista, několik jeho fotografií bylo publikováno v časopisu Camera Work v době od října 1905 do ledna 1907. Měl neobvyklé pojetí větších skupin lidí a zároveň pečlivou kompozici a techniku, která zacházela do drobných detailů, jako jsou záhyby oblečení a podstata materiálu. Jeho fotografie zachycují problémové situace lidí a emoce. V jeho fotografiích je znát rukopis různých malířských stylů - například Thomase Gainsborougha a prerafaelitů.[117]
- Anne Brigman
- Adelaide Hanscomová Leesonová
- Jane Reece (1868–1961) byla americká piktorialistická fotografka působící na počátku 20. století. Většinu svého života v prožila v Daytonu, Ohio, kde založila své první fotografické studio v roce 1903[118], a byla aktivní na místní, národní a mezinárodní fotografické scéně. Během své 40leté kariéry vystavovala na více než stovce fotografických salonech a výstavách po celém světě, získala mnohá přední místa, ocenění a pocty.[119] Od počátku 20. století svá díla zhotovovala v piktorialistickém stylu, s měkkou kresbou, jemně rozostřené, romantické výjevy, impresionistický styl, experimentovala s objektivy, filtry, vyvolávacími procesy a velkými manipulačními zásahy s obrazem.[118] Dnes je uznávána jako jedna z daytonských významných a oblíbených umělkyň.

Německo:
- Hermann Biow
- Jacob Wothly průkopník techniky portrétní fotografie atp.

Kanada:
- Edith S. Watson (1861–1943) byla kanadská fotografka, která od roku 1896 po následujících 35 letech fotografovala po celé zemi život pracujících lidí na venkově, často ženy.[120][121]
- William James (1866–1948) byl plodný kanadský fotograf anglického původu. Jeho dílo má široký záběr, je známý především svými fotografiemi architektury, reportážemi a portréty z Toronta v Ontariu.

### Začátek devadesátých let do konce druhé světové války
- Constant Puyo
- Charles Henry Currier
- Adam Clark Vroman
- Edward S. Curtis
- Lewis Hine
- Frances Benjamin Johnstonová (vše viz Tausk)
- Giovanni Verga
- John Benjamin Stone
- August Sander
- Arnold Genthe

George Grantham Bain (1865–1944) byl americký fotograf působící v New Yorku. Byl známý jako průkopník novinářské fotografie a „otec zahraniční fotožurnalistiky“. V roce 1898 založil první zpravodajský fotografický servis Bain News Service. Společnost poskytovala fotografické služby, včetně portrétů a zpravodajství o nových událostech po celém světě, se zvláštním důrazem na život v New Yorku. Velká škála témat zahrnovala: celebrity, přehlídky, sportovní akce, imigraci, politické události, letectví i válečné snímky. Většina jeho fotografií se datuje od roku 1900 do středních 20. let 20. století, ale střípky fotografií lze nalézt již v roce 1860 a také v pozdních 30. letech.
Na začátku 20. století a v prvních dvou desetiletích se na jedné straně aranžované fotografie objevovaly sladké sentimentální kýče, zobrazující krásné ženy na pozadí zapadajícího slunce uprostřed kvetoucí louky nebo elegantní muže, lvy salónů se zasněnými pohledy. Tyto obrazy s dobrou technickou úrovní ovlivňovaly vkus některých diváků až do konce třicátých let 20. st. Na druhé straně ve stejném období německý fotograf August Sander vytvořil obsáhlý cyklus portrétů společnosti tehdejšího Německa a vnesl do tohoto žánru sociologický aspekt.
- Estonsko Johannes Pääsuke

Německo:
Mnichovské (od roku 1905 do 1914) a berlínské (po roce 1924) osobnosti portrétovala Wanda von Debschitz-Kunowski. Její portrétní studio navštívili například Max Planck, Clara Rilke-Westhoffová nebo Albert Einstein.
- Jacob Hilsdorf
- Nicola Perscheid
- Rudolf Dührkoop (1848–1918) v Hamburku vlastni ateliér, kde pořizoval portréty celebrit a občanů Hamburku, v rodinné tradici pokračovala jeho dcera Minya Diez-Dührkoop (1873–1929).
- Franz Grainer

Francie:
- Henri Cartier-Bresson, považovaný za zakladatele moderní fotožurnalistiky, svým přístupem k zachycení „rozhodujícího okamžiku“ ovlivnil mnoho následujících generací fotografů. Sám pro edici Braun pořídil sérii fotografických portrétů známých umělců a spisovatelů (Matisse, Picasso, Braque, Bonnard, Claudel, Rouault a další).
- Charles Reutlinger

V této době začala být portrétní fotografie standardním také prvkem politických kampaní a začala být vnímána jako součást denního, týdenního a měsíčního tisku. Fotografický obraz začal zaujímat stále významnější místo v obyčejném lidském životě.
Meziválečná portrétní fotografie ve světě: Moisej Salomonovič Nappelbaum, Abram Petrovič Šterenberg (Abram Shterenberg), Hugo Erfurth, Edward Steichen, Alfred Stieglitz, Cecil Beaton, Helmar Lerski, Paul Strand, August Sander, Man Ray, Alexandr Rodčenko.
USA:
- Toni Frissellová - chodila se učit k Beatonovi a Steichenovi. Uvolněné portréty známých osobností ukazující příslušnost k vrstvě společnosti...
- Edward Steichen se věnoval široké paletě motivů v duchu secesní a symbolistické poetiky, po roce 1919 zdokonaloval techniku čisté fotografie, v tvorbě se projevily vlivy glamouru, nové věcnosti a konstruktivismu. V období mezi světovými válkami pracoval zejména pro časopisy Vogue a Vanity Fair, věnoval se módě a portrétům slavných osobností (Greta Garbo, Winston Churchill, Charles Chaplin). Roku 1905 založili s Alfredem Stieglitzem Galerii 291 v New Yorku, kde připravovali soubory moderního evropského umění. Oba významně ovlivnili pohled na moderní umění ve Spojených státech. Mnohaletá série portrétů, aktů a detailů těla manželky Alfreda Stieglitze Georgie O'Keeffeové zachycuje proces stárnutí a proměnu osobnosti.[124] Portrétní fotografii se věnoval zejména v letech 1915–1925, kdy fotografoval své spolupracovníky, přátele a návštěvníky. Charakteristickým rysem těchto portrétů bylo použití dlouhých časů expozice, neokázalost, autentičnost a potlačení společenské stylizace.[124]
- Spolu s Eugenem, Stieglitzem a Steichenem se stýkal Heinrich Kühn, jehož barevné fotografie působí jako by byly pořízené měkce kreslícím objektivem a nesou prvky piktorialismu. Technicky pracoval hlavně s gumotiskem, který vylepšil kombinovanou technikou vícenásobné vrstvené gumy, což umožňovalo tvůrčí vliv na obraz a barevnou manipulaci.
- V letech 1894 až 1896 sdílely fotografické studio a galerii výtvarného umění v Atlantic City, New Jersey dvě fotografky – Amelia Van Buren a Eva Watson-Schütze – obě absolventky Akademie ve Philadelphii, kde vystudovaly u Thoma Eakinse.[125] Obě ženy byly uznávány jako výtvarné umělkyně a vystavovaly společně na výstavě Pitssburského fotoklubu v roce 1899[126] a Van Buren byla známá svými portréty, kdysi prohlásila, že jejím cílem je, aby její portréty "odpovídaly těm Sargentovým, Wattsovým a dalších mistrů".[127] Watson-Schütze se stala známá svým piktorialistickým stylem a rukopisem Prerafaelitů[128], známý je její snímek Růže.
- Ian Pirie MacDonald (1867–1942 New York) se označoval jako Pirie MacDonald – fotograf mužů a během své kariéry nasnímal přes 70 000 portrétů, včetně mezinárodních hlav států, náboženských vůdců a umělců.[129][130]
- Okolo časopisu Camera Work se scházeli:
  - Frederick H. Evans
  - Paul B. Haviland
  - Sarah Choate Sears
  - George Henry Seeley
  - Alice Boughton
  - Adolf de Meyer
  - James Craig Annan
  - v té době také F. Holland Day, kamarád Sarah Choate Sears.
  - Mary Devensová
- Nickolas Muray (1892–1965) si v roce 1920 si otevřel portrétní ateliér v Greenwich Village. V roce 1921 získal zakázku od magazínu Harper's Bazaar na zhotovení portrétu herečky z Broadwaye Florence Reedové a brzy poté publikoval fotografie v časopisu každý měsíc. V roce 1922 portrétoval tanečnici Deshu Delteilovou. Velmi rychle se stal uznávaným portrétním fotografem, pořizoval portréty většiny celebrit New York City. V roce 1926 vyslal magazín Vanity Fair Muraye do Londýna, Paříže a Berlína, aby fotografoval tamější celebrity a v roce 1929 si pro stejný časopis portrétoval filmové hvězdy v Hollywoodu. Věnoval se také módní a reklamní fotografii. Jeho snímky byly publikovány v mnoha různých periodikách, včetně Vogue, Ladies' Home Journal nebo New York Times. V letech 1920 až 1940 pořídil více než 10 000 portrétů. Jeho portréty Fridy Kahlo z roku 1938, pořízené v době, kdy Kahlo vystavovala v newyorské Julien Levy Gallery, se staly nejznámějšími a nejoblíbenějšími Murayovými portréty této umělkyně.[131]

další:
- Duo slečny Rose Clarková a Elizabeth Flint Wade
- Doris Ulmann (1882–1934) se v jednom rozhovoru přiznala k lásce k portrétní fotografii: ...Tvář, která nese znaky intenzivního života, která vyjadřuje určitou fázi života, některé dominantní kvality nebo duševního výkonu, představuje pro mě zajímavou tvář. Z tohoto důvodu tvář staršího člověka, možná ne krásného v pravém slova smyslu, je obvykle přitažlivější než tvář mladší osoby, která se sotva života dotkla...[132] Svůj piktorialistický styl zdokonalila jako student ve Škole moderní fotografie Clarence H. Whita.[133]

USA:
- Farm Security Administration (FSA) - Gordon Parks, Carl Mydans, Esther Bubley, Marjory Collinsová, Jack Delano, Sheldon Dick, Walker Evans, Dorothea Langeová, Russell Lee, Carl Mydans, Gordon Parks, Martha McMillan Robertsová, Edwin Rosskam, Louise Rosskamová, Arthur Rothstein, Richard Saunders, Arthur Siegel, Ben Shahn, Roy Stryker, John Vachon, Marion Post Wolcottová, Barbara Wrightová nebo Alfred T. Palmer.
- V roce 1942 vznikla společnost War Relocation Authority, což byl orgán odpovědný za internaci a stěhování japonských Američanů během druhé světové války. V letech 1942–1943 pro tuto organizaci pracovala celá řada fotografů, kteří portrétovali japonské Američany a Japonce v deseti stálých táborech, včetně Tule Lake, Poston, Topaz, Gila River a Minidoka. Patřili mezi ně například Francis Stewart (1909–1992), Dorothea Langeová, Ansel Adams, Clem Albers, Joe McClelland, Tom Parker, Charles E. Mace, Hikaru Iwasaki, ...
- Helen Levitt je řazena k takzvané „Newyorské škole fotografie“, která existovala od 30. do 70. let dvacátého století. Nebyla to instituce v pravém slova smyslu, ale šestnáct autorů (narozených od 1898–1934), žijících a tvořících v New York City. Jednalo se o fotografy, jejichž jména jsou dnes již legendami: Diane Arbusová, Alexey Brodovitch, Ted Croner, Bruce Davidson, Don Donaghy, Louis Faurer, Robert Frank, Sid Grossmann, William Klein, Saul Liter, Leon Levinstein, portrétista Richard Avedon, Lisette Model, David Vestal a reportér Weegee.[134]
- Lisette Modelová
- Trude Fleischmann (1895–1990) byla rakousko - americká fotografka, která V letech 1913 – 1916 získala vzdělání na Grafickém ústavu ve Vídni. Po krátké praxi u Madame d’Ora se zdokonalovala v ateliéru Hermanna Schiebertha (1876–1948). Roku 1920 si otevřela vlastní ateliér blízko vídeňské radnice. Rychle se stala jednou z nejžádanějších vídeňských portrétních fotografek. V jejím ateliéru se nechávaly fotografovat četné známé osobnosti ze společnosti, umění či kultury, jako například Peter Altenberg, Gustinus Ambrosi, Alban Berg, Wilhelm Furtwängler, Karl Kraus, Hedy Lamarr, Adolf Loos, Tilly Losch, Alfred Polgar, Max Reinhardt, Hilde Wagener, Bruno Walter, Paula Wessely, Grete Wiesenthal a Stefan Zweig. Vznikaly zde i fotografie tance či akty. Proslavila se akty tanečnice Claire Bauroff, které byly považovány za skandální. Fotografie Fleischmannové vycházely ve všech běžných časopisech, jako například Berliner Illustrirte Zeitung, Die Bühne, Die Dame, Moderne Welt, Wiener Bilder, Wiener Magazin a Wiener Mode. Po připojení Rakouska k Německu se jí v září 1938 podařilo uprchnout s pomocí americké fotografky Marion Post Wolcott, s jejíž sestrou studovala ve Vídni. Nejprve odešla do Paříže, později do Londýna a nakonec do New Yorku. Roku 1940 si otevřela fotostudio na Manhattanu. O dva roky později obdržela americké občanství a i ve své nové vlasti fotografovala známé umělce a intelektuály, mezi nimi byli například Richard Coudenhove-Kalergi, Albert Einstein, Otto von Habsburg, Oskar Kokoschka, Lotte Lehmann a Arturo Toscanini. Fotografii se věnovala až do roku 1969.

Další:
- Jan Bułhak (1876–1950) byl průkopníkem fotografie v Polsku a jeden z nejznámějších polských fotografů z počátku 20. století, etnograf a folklorista. Jako teoretik a filozof fotografie patřil mezi nejvýznamnější přívržence piktorialismu. Nejznámější jsou jeho fotografie pořízené v Bělorusku, vykazují jasné a konkrétní etnografické zaměření: Běloruské národní typy lidí, krajiny, vesnice a hospodářské budovy běloruských rolníků.
- Futuristické prvky do portrétní fotografie poprvé přinesl italský všestranný režisér a umělec s širokými intelektuálními zájmy Anton Giulio Bragaglia. Se svými bratry začal okolo roku 1911 experimentovat a slučoval dva druhy - dokumentární a experimentální fotografii. Výsledkem byla fotografická dynamika se stopami trajektorií pohybujících se postav nebo předmětů.[135]

Pod vlivem Bauhausu, surrealismu a s využíváním výtvarných technik Sabatierova efektu tvořil svá díla Maurice Tabard (vrchol tvorby 1930–1960). Podstata jeho fotografií spočívá v teorii fotografické kompozice: fotograf vytváří obraz, nejde o realitu vnějšího světa. Hodně lpěl na pojmu „umělecká fotografie“ a dokonce i v rámci svých komerčních prací, v módní fotografii a reklamě se snažil být vždy v souladu s pevně danými pravidly. Snažil se definovat svůj čistý fotografický jazyk. Projevil velký zájem o kompozici obrazu, která se mu v jeho práci stala zásadou. Tabard se zaměřil na studium složek fotografie: objekty, jejich tvary, jejich materiál, jejich osvětlení, jejich formální vztahy, a to vše spíše než jejich vzhled.
Kolem první světové války nabyla větší exprese také norská portrétní fotografie a sice jako výsledek práce fotografů Waldemara Eide, Dimitrie Koloboffa, Gunnara Theodora Sjøwalla, Aage Remfeldta, Hanse Johnsruda a Anderse Beera Wilse.
V druhé polovině 19. st. vznikl žánr živé fotografie – momentky, který nepřímo způsobil i změny v přístupu k portrétní fotografii. Skutečně živou a pohotovou fotografii však umožnil až příchod reportážního 35mm fotoaparátu Leica v roce 1925 a první bleskové žárovky mezi lety 1927 a 1930. Mohl přijít „zlatý věk“ fotografie.
Německo:
- Grete Stern (1904–1999) se stala známou na mezinárodní úrovni ve 30. letech díky spolupráci s umělkyní Ellen Auerbach (tehdy ještě Ellen Rosenberg). Společně založili fotostudio ringl + pit. Studovala v Bauhausu a její díla byla považována za významnou inovaci v portrétní a reklamní fotografii, ovlivnila celou řadu evropských a amerických umělců.

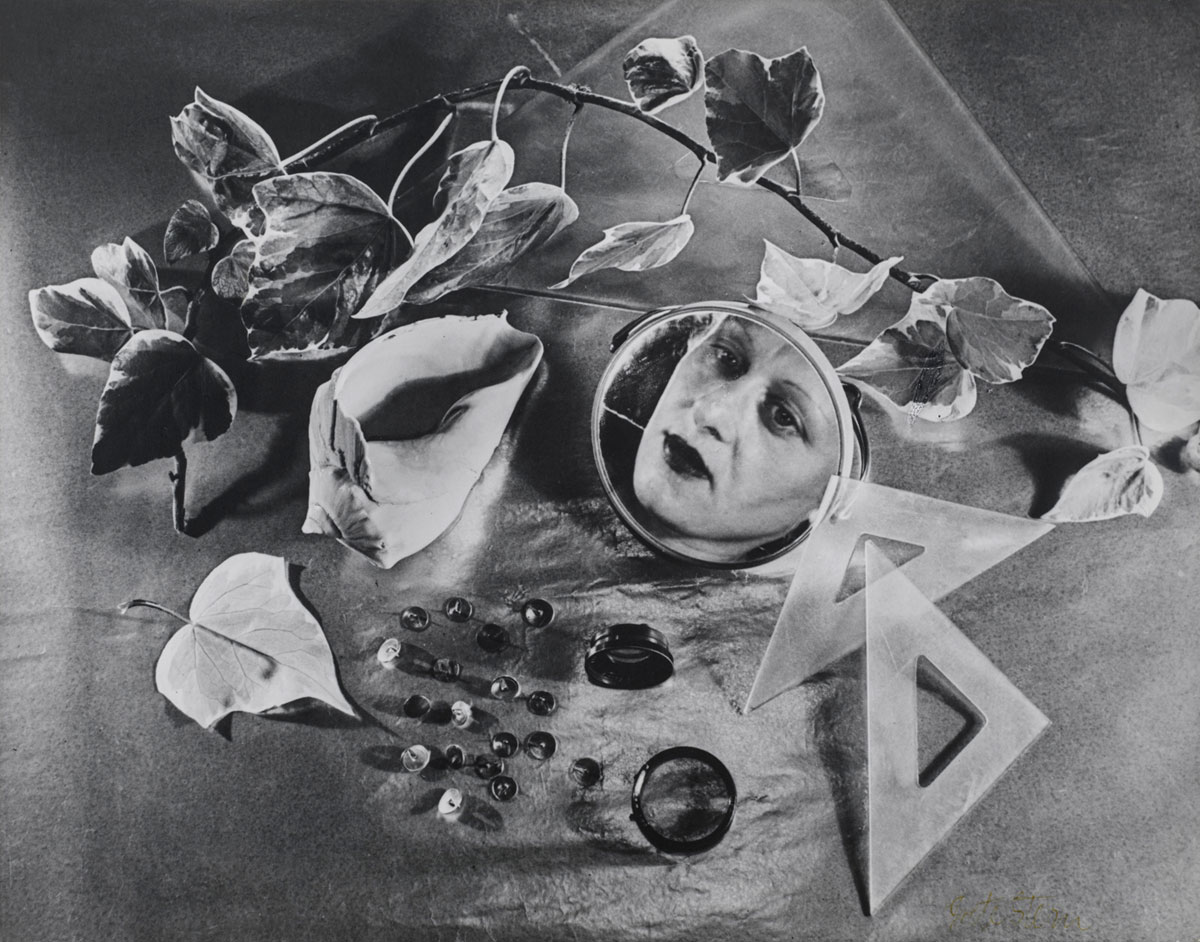
Grete Stern: Autoportrét, 1943

- Heinrich Hoffmann

Francie:
- Studio Harcourt je fotografické studio založené v Paříži v roce 1934 fungující dodnes.

Rusko:
- Počátkem roku 1918 pořídil Moisej Salomonovič Nappelbaum vynikající portrét Lenina - jeden z nejlepších z portrétů tohoto vůdce. V témže roce portrétoval řadu lidí z Leninova okruhu. Mezi nimi například Felixe Džeržinského, Václava Václavoviče Vorovského Anatolije Lunačarského a další. Ve dvacátých a třicátých letech portrétoval slavné osobnosti Ruska: umělce, spisovatele, výtvarníky a vědce. Zvláštní důraz kladl na práci se světlem, které mu umožňovalo vytvářet strohý a zároveň jasný a pravdivý obraz o portrétovaném. Nappelbaum byl mistrem kompozice a jemných nuancí. I když jeho portréty vypadají zdánlivě jednoduše, obsahují vnitřní drama, typické pro ruské umělecké tradice. Umně kombinoval ve svých dílech prvky formalismu a dokumentu. K jeho technickým charakteristikám patří jeden zdroj světla a objektiv 420 mm, 1:7,7. Lenina portrétoval ještě jednou v roce 1918 a později také jeho nástupce Stalina.
- Nikolaj Sviščev-Paola
- Branson DeCou (1892–1941) byl Američan, který fotografoval převážně v Rusku a v Itálii. Je známý tím, že v období 1920–1941 pořídil více než 10 000 ručně kolorovaných skleněných diapozitivů o velikosti 3x4 palců z různých zemí světa.

Austrálie:
- Albert Edwin Roberts (1878–1964) tvořil svá díla od počátku 20. století především v queenslandském Ipswichi. Více než tisíc skleněných desek z jeho díla je součástí sbírky A E "Bert" Roberts plate glass photo collection, kterou vlastní Queenslandské Muzeum.

### Fotografický portrét ve světě 1945 – 1968
Od druhé poloviny 30. let 20. století rostlo politické napětí končící druhou světovou válkou, ve které měla slovo živá fotografie. Fotografie prošla vývojem od romantických náladových snímků, secesních a bohatě aranžovaných fotografií, až po snímky moderně abstraktní, kde autoři zároveň experimentovali a také se snažili postihnout člověka v jeho přirozeném prostředí. Zhodnocením živé fotografie se stala v roce 1955 putovní výstava Lidská rodina, kterou uspořádal pro Muzeum moderního umění v New Yorku kurátor Edward Steichen. Na výstavu bylo vybráno 503 fotografií od 273 autorů z 68 zemí z téměř 2 miliónů obrázků pořízených proslulými i neznámými fotografy. Tyto fotografie nabízejí pozoruhodný obraz lidského prožitku sestávajícího z rodinného prostředí, z narození, lásky a radosti, ale také války, strádání, nemoci a smrti. Steichenův záměr byl ukázat vizuálně všestrannost lidské zkušenosti a roli fotografie v její dokumentaci. Výstava s velkým úspěchem putovala po 69 zemích, kde ji zhlédlo přes 9 miliónů návštěvníků.
Fotografický portrét ve světě 1945 – 1968 obsahuje jména: Yousuf Karsh, Arnold Newman, Philippe Halsman, Cecil Beaton, Richard Avedon, Bill Brandt, Irving Penn, Diane Arbusová.
Jedním z nejznámějších portrétních zámořských fotografů byl Kanaďan původem z Arménie Yousuf Karsh. Proslul svými portréty politiků, umělců, hudebníků, spisovatelů, vědců a dalších známých osobností. Jeho snímky jsou součástí stálých expozic Metropolitního muzea umění a Muzea moderního umění v New Yorku stejně jako kanadské Národní galerie. Jeho místo v historii fotografie bylo trvale zpečetěno dne 30. prosince 1941, kdy fotografoval Winstona Churchilla poté, co Churchill přednesl projev před kanadskou poslaneckou sněmovnou v Ottawě. Novinář George Perry později v britském listu The Sunday Times napsal, že „když slavní začínají přemýšlet o své nesmrtelnosti, volají Karshe z Ottawy.“ Karsh byl mistrem studiového osvětlení. Jedním z jeho charakteristických postupů bylo to, že portrétovaným osvětloval ruce zvlášť. Měl nadání pro zachycení podstaty osobnosti v okamžiku jeho portrétu. Jak sám napsal ve své knize Karsh Portfolio v roce 1967: „v každém muži a ženě je skryté tajemství, a já jako fotograf mám úkol jej odhalit, pokud mohu. Zjevení, pokud přijde, přijde na zlomek sekundy podvědomým gestem, třpytem oka, v krátkém zrušení masky, za kterou se všichni lidé skrývají své nejvnitřnější já před celým světem. V tomto pomíjivém příležitostném okamžiku fotograf musí jednat nebo všechno ztratit.“
Richard Avedon (1923–2004) se vždy snažil v portrétu zachytit nejenom samotnou osobnost, ale také duši fotografované osoby. Snímky pořizoval ve svém studiu na velký formát 8×10″. Pro jeho portréty byl typický minimalistický styl, kdy osobnost hledí přímo do kamery, je zobrazená zepředu a je umístěna na čistém bílém pozadí. Z kontaktních kopií dělal velké zvětšeniny, které měly na výšku přibližně 90 cm. Velkoformátové portréty pracujících ze západu USA, jako například kovbojů, horníků, razičů, pracovníků olejářských firem a dalších, se staly nejprodávanější knihou s názvem In the American West (Na americkém západě). Proslul i nelítostnými postupy, které používal při inscenování. Např. dvěma milovníkům zvířat, vévodovi a vévodkyni z Windsoru oznámil, že cestou k nim na focení přejel psa – a v ten okamžik zachytil jejich vyděšenou reakci na film. Velké diskuse vyvolala jeho série fotografií zachycující proměny jeho otce umírajícího na rakovinu. Lidé se ptali, zda z nich čiší odpudivý charakter smrti, nebo naopak vyzařují hodnotnou výpovědí o životě v jiném světle, který může potkat každého z nás.
Diane Arbusová byla známá svými portréty lidí na pokraji společnosti, jako jsou transvestité, trpaslíci, giganti, prostitutky, ale také dvojčata nebo lidé v neobvyklých pózách a situacích. Richard Avedon a Diane Arbusová patří k takzvané Newyorské škole fotografie, což bylo šestnáct autorů (narozených od 1898–1934) žijících a tvořících v New York City. Jednalo se o fotografy, jejichž jména jsou dnes již legendami.

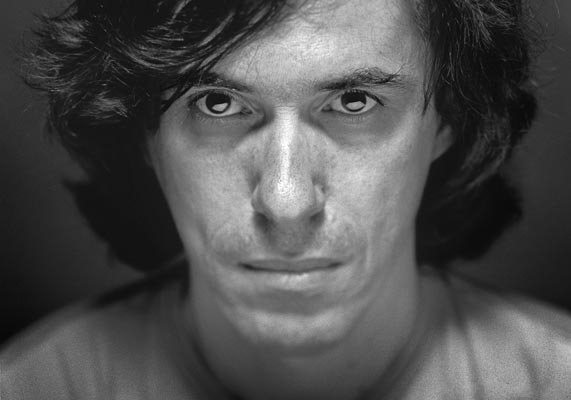
Portrét rumunského spisovatele Mircea Cărtărescu

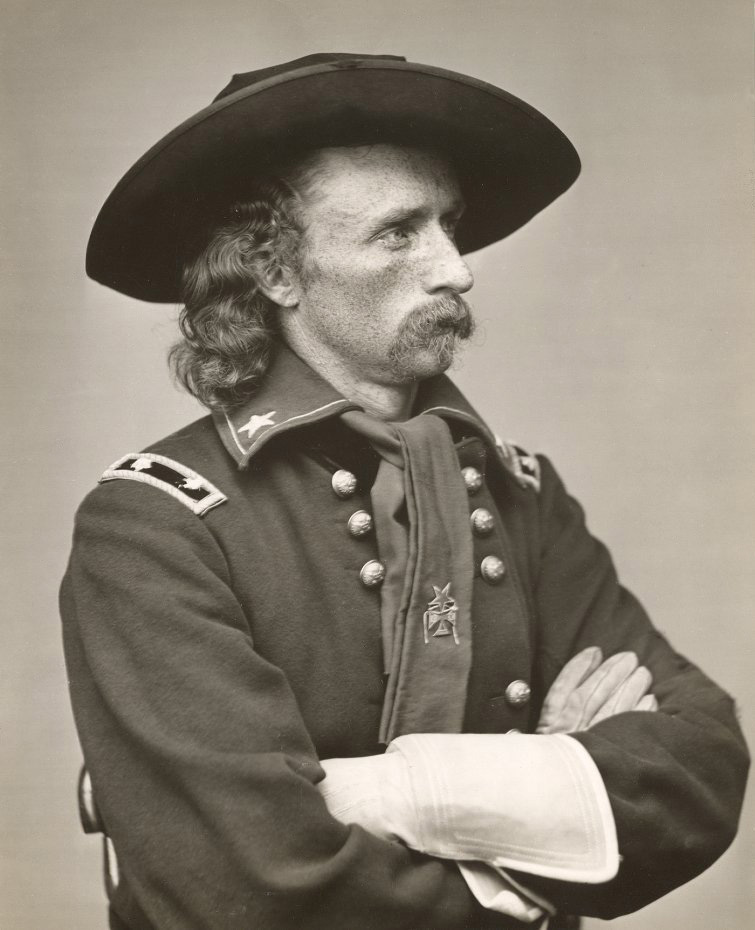
George Armstrong Custer, velitel kavalerie armády Spojených států amerických v Občanské válce a indiánských válkách

| „              | Nekonečná fascinace, se kterou pozoruji fotografované lidi, je tou zásadní podmínkou pro vznik „takové“ fotografie, která vystihne i jejich vnitřní sílu. Ta je součástí obtížně popsatelného „tajemství“, ukrytého v každém z nás. Mým nejvyšším cílem je vylákat jejich skrytou sílu a pokusit se ji zajmout v tenké vrstvě fotografického papíru. | “ |
| — Yousuf Karsh | |   |

### 1945–současnost
- August Sander (1876 – 1964) byl významný německý portrétní fotograf, který se řadí do světové meziválečné avantgardy jako zástupce německé Nové věcnosti.
- Carl van Vechten (1880–1964, USA) byl americký spisovatel a portrétní fotograf.
- Irving Penn (1917–2009) je americký fotograf, který je známý svými portrétními a módními fotografiemi například pro časopis Vogue.

Ve výčtu zahraničních fotografů tohoto období nesmějí chybět následující jména: Bill Brandt, Yousuf Karsh, Arnold Newman, Philippe Halsman, Cecil Beaton, Richard Avedon, Irving Penn, Helmut Newton, Diane Arbusová, David Hamilton, Sam Haskins, Andy Warhol, David Bailey, Cindy Sherman, Sally Mann, Wolfgang Thielmans, Anton Corbijn, David LaChapelle.
- Horst P. Horst
- Robert Mapplethorpe
- Lennart Nilsson

Současní zahraniční umělci Cindy Sherman, Barbara Kruger, Mitch Kern a další využívají portrétní fotografii například jako prostředek pro sociální kritiku.
- Erling Mandelmann dánský fotograf;
- Lothar Wolleh německý fotograf
- Allan Warren
- Argentina 1960 až 1983 Alicia D'Amico
- Annemarie Heinrich byla německo-argentinská fotografka specializující se na portrétní fotografii a fotografii aktu, fotografovala filmové hvězdy v Argentině od 40. - 70. let 20. st.

- Austrálie Max Dupain a jeho modernistický snímek Sunbaker.
- Austrálie George Caddy (1914–1983) je známý jako fotograf společenských aktivit na pláži Bondi ve své době, jeho stovky snímků byly znovuobjeveny v roce 2007, mezi nimi také unikátní dokumentární snímky historického akrobatické plážového klubu.

Nan Goldinová je americká fotografka, která zásadním způsobem ovlivnila estetiku umělecké fotografie v 70. letech svými bezprostředními a osobními snímky skutečných situací ze života americké subkultury, především mladé lidi, jejichž součástí byly drogy a sexuální experimenty. Její tvorbu velmi ovlivnila její závislost na drogách v 80. letech. Po pobytu v odvykacím středisku v Bostonu začala znovu fotografovat. První z těchto snímků byly autoportréty, z nichž některé jsou součástí diaprojekce „All By Myself“ (Úplně sama). Zároveň začala dokumentovat destruktivní vliv AIDS na své přátele a známé. „Cookie Portfolio“ (1989) je poctou ženě, která byla 13 let její nejlepší přítelkyní a zemřela na AIDS. Další tvorba Nan Goldinové, ovlivněná jejím pobytem v Berlíně a cestami do Asie a Evropy, je prostoupena pocitem ztráty i uzdravení: snímky ukazují prázdné pokoje a jemnější psychologické portréty jejích milenců a přátel – často stejných lidí, které fotografovala bezmála třicet let.
Šest francouzských profesionálních portrétistů, ve světě známých díky práci pro světové deníky a časopisy: Jean-Baptiste Mondino, Nicolas Guérin, Patrick Swirc, Sonia Sieff, Denis Rouvre a Gèrard Rancinan.
- Ioan Mihai Cochinescu rumunský umělec
- Loretta Lux (nar. 1969, Německo) fotografuje dětské portréty, kterým záměrně zvětšuje oči a hlavy v grafickém editoru na počítači.
- Gisèle Freund
- Peter Lindbergh
- Arnold Newman
- Jim Rakete
- Manuel Rivera-Ortiz (*1968 Portoriko) je americký fotograf, který je známý svými portrétními a dokumentární fotografiemi.
- Michel Sima
- Albert Watson
- Wanessa Winship fotografuje mimořádně sugestivní černobílé portréty školaček z východní Anatólie jako sociální dokument o prolínání kultur, náboženství a národností v současném Turecku, ale také jako psychologickou studii emočních proměn a nejistot pubertálních dívek.[147]
- Charles Fréger v Arles 2008 představil cyklus snímků vojáků v různých archaických uniformách královských, papežských či prezidentských gard.[147]
- Pierr Gonnord zobrazuje uhrančivé tváře bezdomovců balkánských emigrantů, žebráků a lidí z okraje španělské společnosti ve stylu klasiků renesančního a barokního malířství.
- Samuel Foss - autoportrétista z Mali, který zachycuje proměny vlastní identity a stylizující se do podoby afrických politiků.[147]
- Françoise Huguier je Francouzka, která dokumentuje život obyvatelek kolektivních bytů v Petrohradě. Své snímky umísťuje do nákladných instalací s napodobeninami špinavých kuchyní, koupelen a pokojů stalinistických bytů bez práva na elementární soukromí.[147]
- Peter Dazeley
- Sam Haskins
- Pete Souza

V devadesátých letech 20. století se do popředí staví umělost a nefotogeničnost fotografovaného objektu. Velké místo zaujímají autoportréty, obrazy těla a portrét. Tělo do popředí staví fotografové John Coplans, T. Floschütz nebo John Hillard. Skličujícím dojmem působí digitálně manipulované vyhlazené a „vygumované“ obličeje dvojice Aziz + Cucher.
USA:
- Erich Hartmann (1922–1999) byl americký fotograf německého původu, člen agentury Magnum Photos. Studoval na New School for Social Research s Charlesem Leirensem, Berenice Abbottovou a Alexejem Brodovičem. V průběhu let portrétoval například osobnosti jako byli architekt Walter Gropius, spisovatel Arthur Koestler a Rachel Carsonová, hudebníci Leonard Bernstein a Gidon Kremer, herec Marcel Marceau a mnoho dalších. Jeho hlavní zájem směřoval fotograficky v životě zachytit způsob, jaký mají lidé vztah ke svému přirozenému prostředí a prostředí, které vytváří. Cykly Chléb náš vezdejší a Svět práce pokračovaly jako dlouhodobé projekty. Dokumentoval nejen průmysl a různé technologie - sklářství, stavbu lodí, zemědělství, produkci potravin, letectví, stavebnictví, výzkum vesmíru, vědecký výzkum - ale i kontexty lidské kultury s geografií: Shakespeare s Anglií, James Joyce a Dublin nebo Thomas Mann a Benátky. Fascinovaly jej nové technologie, při portrétování experimentoval při svícení s laserovým světlem přes různé druhy skla, optické hranoly, s jejichž pomocí vytvářel klikyháky, lámal světlo na části a podobně.[149]
- Gregory Crewdson
- Gregory Heisler (* 1954)
- Jerry Avenaim
- Erwin Olaf
- Kyle Cassidy
- Sally Mann (*1951, USA) je známá svými velkými černobílými fotografiemi svých dětí. Její cyklus At Twelve: Portraits of Young Women (Ve dvanácti: Portréty mladých žen) publikovaný v roce 1988, způsobil kontroverzní diskuse. Snímky "zachycovaly emoce a identitu dospívajících dívek..."[150]
- Garry Gross
- Jill Greenberg (* 1967, USA)
- Sam Taylor-Woodová (* 1967, USA) své výtvarné fotografie začala vystavovat na počátku 90. let. Během spolupráce s Henry Bondem nazvané 26. října 1993 společně Henry Bond a Taylor-Wood zopakovali role Yoko Ono a Johna Lennona z aranžované portrétní fotografie Annie Leibovitzové, kterou tehdy v roce 1980 pořídila několik hodin před smrtí Johna Lennona. Nejznámější je zřejmě její série nazvaná Plačící muži (Crying Men), plačících hollywoodských herců jako například Robin Williams, Sean Penn, Laurence Fishburne nebo Paul Newman.[151]
- Julie Blackmonová (* 1966) jako nejstarší z devíti dětí a sama matka tří, využívá své vlastní rodiny a domácnosti a „dokumentárně zkoumá fantastické prvky našeho každodenního života“.[152] Do svých snímků s pečlivě připraveným prostředím a precizně umístěnými rekvizitami přidává prvky humoru a fantazie. Tvoří tak díla, která se dotýkají každodenní reality i fikce.[153] Výsledné manipulované fotografie z rodinného života jsou plné výtržnictví a hravosti a působí nemožně až nereálně, připomínají obrazy nizozemských a vlámských malířů 17. století, zejména chaotické rodinné scény Jana Steena.[152]
- Jules T. Allen (* 1947) zobrazuje bohatství života černochů.
- Emy Kat (* 1959)
- Adrien Broomová (* 1980) produkuje výtvarné snímky s tématem dětské fantazie, kde hlavní roli hrají mladé ženy v dobových kostýmech.
- Curtis Kulig (* 1981) je americký umělec, fotograf a ilustrátor, který žije a pracuje v New Yorku. Je známý svými syrovými černobílými kinofilmovými záběry životního stylu a portrétních fotografií a jeho kultovní projektovou kampaní Love Me.[154][155][156]
- Lindsay Adler (* 1986)
- Brooke Shaden (* 1987)

Kanada:
- Gregory Colbert
- Victor Diaz Lamich (*1966, Chile působí v Kanadě) pracuje jako dvorní fotograf pro hudební festivaly, portrétoval umělce jako: Sophia Loren, Laetitia Casta, Konstantinos Costa-Gavras, Margaret Atwood, Billy Bob Thornton, Ray Charles, Henri Salvador, Erik Mongrain, Ibrahim Ferrer, Carolina Herrera, Paul Anka, Corneille, Lara Fabian atd.
- Yuri Dojc (* 1946) je slovensko-kanadský umělecký fotograf, jehož práce zahrnují kromě jiných černobílé akty, portréty kanadských veteránů z období 2. světové války a projekty American Dreams, Marble Woman nebo Last Folio.[157]

Další:
- Kike San Martín (* 1969 Argentina) je americko-argentinský fotograf celebrit působící od roku 1995 v Miami na Floridě, kde žije od roku 1995.

Evropa:
Německo:
- Karsten Thormaehlen (* 1965) získal v roce 2008 mezinárodní známost díky výstavě Jahrhundertmensch (Stoletý člověk). V letech 2006–2008 navštěvoval a fotografoval lidi, kteří dosáhli sto let, v Berlíně, Postupimi a okolí.[158]
- André Gelpke (* 1947) je německý fotograf a pedagog, který působí ve švýcarském Curychu na umělecké univerzitě Zürcher Hochschule der Künste jako profesor. V sedmdesátých letech společně s Henrym Riebesehlem a Michaelem Schmidtem jedním z průkopníků umělecké fotografie v Německu.
- Philipp von Ostau (* 1966) od roku 2010 působí jako odborný asistent na Institutu designu v Berlíně[159], publikuje v celé řadě magazínů a inspirován je rukopisem Davida La Chapelle.
- Stuart Mentiply (* 1970) se od roku 1990 se specializuje na portréty významných osobností, které jsou publikovány v různých novinách. Spolupracuje s firmou Volkswagen AG, v roce 2003 vydal knihu Käferprofile, kterou napsal společně s Knutem Simonem. S červeným VW Beetle navštívili 32 osobností, které kdysi takový automobil řídili: Friedrich Nowottny, Nena, Udo Lindenberg, Luigi Colani, Nina Ruge a Edmund Stoiber. V roce 2008 sestavil Mentiply spolu s Wolfgangem Flürem, bývalým bubeníkem skupiny Kraftwerk, projekt „Wolfgang and Friends“. V roce 2009 vydal v limitovaném vydání svou druhou knihu Portraits.
- Manuel Jacob (* 1981) fotografoval portréty celebrit, umělců, modelek, herců jako byli například Miss Universe Německo Kristiana Rohder, CHRIS Kolonko, Eva-Maria Reichert nebo Gloria Gray.

Itálie:
- Alberto Terrile
- Vanessa Beecroftová

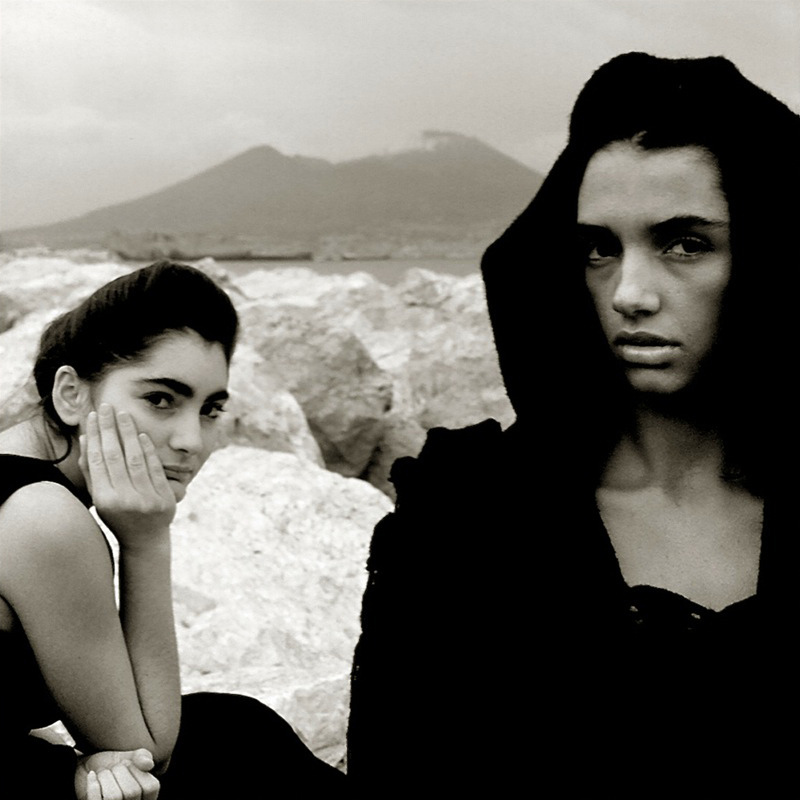
Augusto De Luca, ženy Neapole 1980

- Italsko/belgický umělec Fabrice de Nola projekt Inverse - v roce 1997, inspirován dílem Andreje Rubleva, namaloval negativní obraz, který se vyfotografovaný na negativu jevil jako pozitivní.
- Augusto De Luca (* 1955)

Francie:
- Gisèle Freund (1908–2000) je známá svými dokumentárními fotografiemi a portréty spisovatelů a umělců. Zanechala po sobě rozsáhlé černobílé i barevné fotografické dílo, přičemž se věnovala též historii fotografie. Portréty jejích přátel spisovatelů i dalších umělců, spolu s jejími fotoreportážemi, nesouzněly s konvencemi doby. Měla talent vidět a zachycovat opravdovou tvář lidských bytostí, skrývanou často za sociální maskou. Její fotoportréty jsou zároveň analýzou zobrazovaných osobností, jejich životních postojů a jsou v souladu s charakteristickými rysy jejich tvorby. Patřila k těm fotografům, kteří nenechávali portrétované osoby pózovat v ateliéru, ale fotografovala je v jejich prostředí.
- Patrick Demarchelier
- Gabriel Moginot portrétoval celebrity jako například Amanda Lepore, Amanda Lear, Lady Bunny, Dhany, Diane Pernet, Serge Cajfinger (zakladatel Paule Ka's), Arashi Yanagawa (zakladatel John Lawrence Sullivan's), Hanna Hais nebo François Sagat.[160] Jeho projekt Muž v korzetu byl inspirovaný dílem fotografa Horsta P. Horsta.[161]

Rusko:
- Anton Solomucha, Alexej Nikišin, Igor Muchin
- Rusko Michail Jevstafjev
- Petr Sergejevič Lovigin (* 1981)
- Oxana Jad
- V tradici umělecké dokumentární fotografie pokračuje Valerij Vjačeslavovič Nistratov (* 1973), pedagog z moskevské fotografické školy. Hlavními tématy jeho fotografických cyklů jsou psychologické studie jedince, vztah k životnímu prostředí a lidské chování ve společnosti. Například v cyklu Title Nation pořizoval 4 roky dokumentární portréty „jako-na-občanku“ bez uměleckých ambicí. Jednalo se o jakési socio-antropologické studium národa, které ukazuje ruského člověka 15 let po rozpadu Sovětského svazu.

Estonsko:
- Estonsko Lauri Kulpsoo

Řecko:
- Řecko - Athena Tacha - 36 let stárnutí
- Dimitris Papadimos (1918–1994) pořídil černobílé portréty řeckých a zahraničních umělců a spisovatelů.

Rakousko:
- Rakousko Manfred Kielnhofer

Švýcarsko:
- Švýcarsko - Denis Ponté
- Švýcarsko - Michel Comte

Švédsko:
- Švédsko - Bingo Rimér
- Per Hüttner (* 1967) je švédský fotograf a vizuální umělec jehož nejznámějším cyklem je Běhání v exotických městech z 90. let. Sám běhal ve vzdálených městech, která se pro západní civilizaci zdají být exotická.[162] Na fotografiích vidíme umělce v bílém oblečení[163], jak si razí cestu rušnými městy, jako jsou například Čennaí, Mexico City nebo Lusaka.[164] Byl vystavován v galeriích v USA,[165] Španělsku[166] Polsku,[167] Rumunsku,[168] Rakousku,[169] Číně[170] a Švédsku.[171] Velmi často pořizuje vlastní autoportréty, ať už je to v cyklech Demokracie a touha, Filling the City with Dreams, nebo Znovuzrození.

Norsko:
- Rigmor Dahl Delphin (1908–1993)
- Anne Helene Gjelstad (*1956, Norsko) SCAPES - Norské děti, mládež a příroda: Putovní výstava v Estonsku. V roce 2010 získala ocenění za snímky starých žen z estonských ostrovů Kihnu a Manilaid.[172]

- Španělsko - Ouka Leele
- Evropa Michiel Hendryckx vlámský fotograf
- Evropa Irakly Shanidze

Ostatní:
- Nizozemsko Inez van Lamsweerde a Vinoodh Matadin
- Lilith Love (1964 Sevenum, Nizozemsko) je nizozemská výtvarná fotografka a obrazová umělkyně. Mezi témata, kterými se ve svém díle zabývá jsou například identita, ženy a jejich archetypy, genderová manipulace, svoboda a rovnost. V roce 2005 začala s publikováním svých autoportrétů na Internetu, které doplňovala svými příběhy. Nejdříve pomocí webkamery, pak s jednoduchým kompaktním fotoaparátem. V roce 2006 fotografie zcela převzaly písemnou podobu. Od té chvíle vypráví svůj životopis s pomocí zrcadlovky, stativu a dálkového ovládání. Byly často kontroverzní. V roce 2012 začala se svým projektem Lilith in da House (Lilith v domě). Dekorací pro autoportréty se staly neznámé a cizí domy.
- Japonsko Adeyto autoportrétistka
- Turecko Murat Saygıner
- Jihoafrická republika Carla Liesching (* 1985, Kapské Město)
- Holandsko: Rineke Dijkstra (* 2. června, 1959, Sittard, Holandsko)
- Írán
  - Ahmad Aali
  - Ahmad Reihan (30. května 1965 Isfahan, Írán) je íránský portrétní fotograf.
- Marcel Lefrancq (1916–1974) byl belgický fotograf a autor surrealistických koláží. Jeho díla jsou snová, často s nádechem erotiky a někdy na téma antiklerikalismu. Pracoval převážně s prvky vystřiženými z časopisů, někdy s předměty, jejichž vzájemné srovnávání vytváří paradoxy (jako například skleněné oko, hřebíčky do hodinek). Datace koláží spadá většinou do období 1938 až 1947. Komponoval absurdní obrázky, podobné kolážím z aranžovaných objektů, které pak fotografoval (v letech 1937–1948), ale zaměřoval se i na nečekané výběry předmětů nebo neobvyklý úhel záběru. Používal přímou manipulaci s filmem, na který škrábal nebo jinak mechanicky ovlivňoval, vytvářel obrazy bez použití fotoaparátu.
- Izrael
  - Adi Nes (* 1966) je známý svými cykly na motivy biblických příběhů, portrétními sériemi Vojáci, Chlapci nebo Vězni. Nesova nejznámější fotografie připomíná Leonardovu Poslední večeři, ve které nahradil postavy mladými izraelskými vojáky. Jeho díla bývají charakterizovány jako podrývání stereotypu maskulinity izraelského muže pomocí homoerotismu a spánku, zranitelných postav.[173] Pravidelně využíval tmavé izraelské modely.[174] Modely často připomínaly barokní období. Nes připustil, že inspirace pro jeho fotografie je částečně autobiografická.
  - Gideon Gechtman (1942–2008) byl izraelský umělec, fotograf a sochař. Jeho umění je nejznámější dialogem se smrtí, často v souvislosti s jeho vlastním životem. Výstava v roce 1973 s názvem "Exposure" znamenala Gechtmanův rostoucí zájem o spojení mezi uměním a biografickou dimenzí. Na stěnách galerie byly zvětšené fotografie procesu holení těla před otevřenou operací srdce, kterou podstoupil v témže roce. Také na této výstavě byly skutečné a smyšlené dokumenty týkající se Gechtmanova zdravotním stavu. Při ukončení výstavy Gechtman otiskl vlastní vymyšlené nekrology v izraelských denících.

## České země

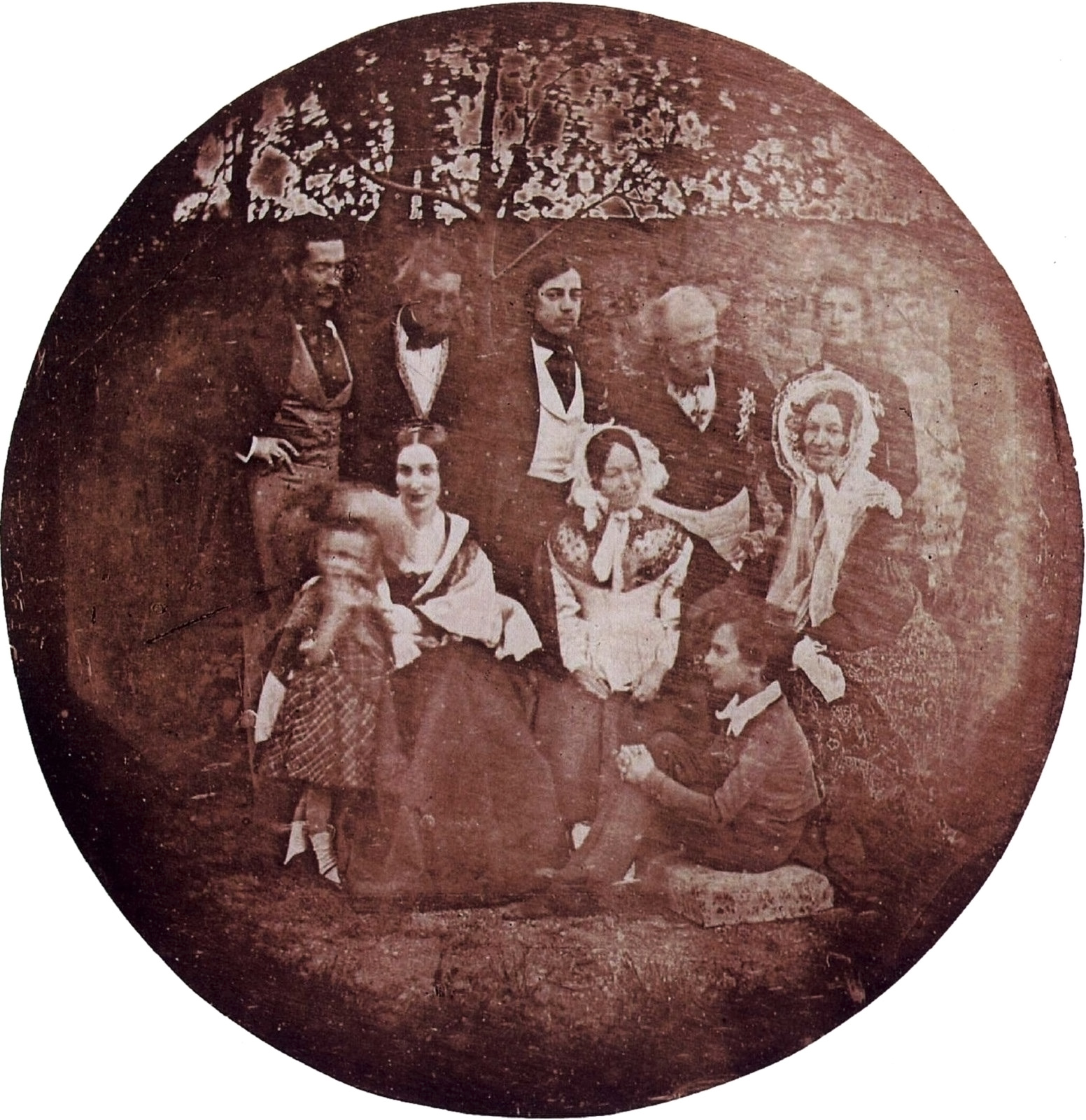
Nejstarší česká portrétní fotografie, rodina nejvyššího purkrabího Českého království hraběte Karla Chotka s doprovodem, 1839

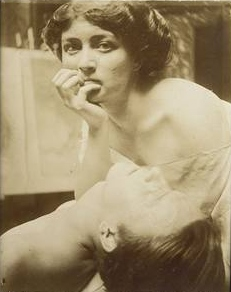
Alfons Mucha: Studie k nástěnné malbě Tragédie v Německém divadle v New Yorku, New York, 1908, Uměleckoprůmyslové museum v Praze

### Počátky fotografie - 1945
Nejstarší dochovanou portrétní fotografií na českém území je daguerrotypie rodiny nejvyššího purkrabího Českého království hraběte Karla Chotka s doprovodem z roku 1839. Rodina se nechala vyfotografovat v Mnichově při své cestě po Evropě na konci října a začátku listopadu. Může se jednat také o jednu z nejstarších portrétních fotografií na světě, jelikož podrobnosti o daguerrotypii byly zveřejněny teprve v srpnu téhož roku.
Za první stálý daguerrotypický ateliér v českých zemích je považován pražský fotografický ateliér Wilhelma Horna, otevřený v roce 1841. Ve stejnou dobu byl založen ateliér Salomona Sturma.
Nejstarší dochované portrétní snímky v českých zemích údajně vytvořil Bedřich Franz, již v roce 1841 portrétoval biskupa Františka Antonína Gindla.
V roce 1852 si otevřel malířský a daguerotypický ateliér ve Spálené ulici Jan Maloch. Zde působil až do roku 1863 s přestávkou let 1859–1860, kdy měl ateliér na Václavském náměstí. Od roku 1863 pracoval u Františka Fridricha v Michalské ulici. V roce 1875 Fridrichův ateliér převzal, působil v něm deset let a poté jej předal svému synu Karlovi. Pořídil portréty významných osobností, jako byli Karel Javůrek, Josef Mánes, Božena Němcová nebo Soběslav Pinkas.
Josef Böttinger v roce 1867 založil ateliér v Plzni, kde fotografoval portréty, lidové zvyky i události.
Karel Maloch v roce 1885 převzal od svého otce Jana fotoateliér a pokračoval ve fotografické činnosti svých předchůdců. Rovněž vydával fotografie z bohatého archivu firmy. Z původního sídla firmy v Michalské ulici svůj ateliér přestěhoval nejprve v roce 1890 do Ferdinandovy třídy a v roce 1895 do Eliščiny třídy. V roce 1891 měl vlastní stánek na Jubilejní výstavě v Praze. V roce 1899 přestěhoval ateliér na Václavské náměstí. Podle dobové inzerce zde pořádal i kursy pro fotografy-amatéry. Je autorem řady portrétů z divadelního prostředí, rovněž spolupracoval s redakcí čtrnáctideníku Divadelní listy, který vydával Otto Faster v letech 1899–1904.
Do roku 1918 by nemělo být zapomenuto na následující autory působící v Čechách a na Slovensku: Wilhelm Horn, Jozef Božetech Klemens, Bedřich Anděl, Jindřich Eckert, František Fridrich, Jan Nepomuk Langhans, Eduard Kozič, Karol Divald, Alfons Mucha, Vladimír Jindřich Bufka, Anton Trčka, Karel Novák.
V Praze založil první fotoateliér Jozef Božetech Klemens v dubnu 1842. Nazval jej Světloobrazárna a stál v zahradě Budečské školy.. Kvůli finančním potížím zanikl následujícího roku. Není známo, že by se některá jeho daguerrotypie zachovala.
- Bratři Moritz Adler a Leopold Adler
- Jan Tomáš
- Jan Mulač
- Karel Anderle (fotograf)
- Josef Fiedler

Alfons Mucha své snímky využíval jako předlohu při své malířské tvorbě, velmi se tak kompozičně podobají jeho slavným obrazům. Muchova dokumentace z cest z Ruska, z období před Říjnovou revolucí, tvořila důležité podklady právě pro cyklus Slovanská epopej. Když dostal od komisaře pařížské Světové výstavy v roce 1900 za úkol vyzdobit pavilon Bosny a Hercegoviny, vypravil se s fotoaparátem na Balkán a až poté začal malovat obří dekorativní panel (panó), který byl dominantou vídeňské expozice. Je považován za zakladatele české školy klasického fotografického aktu.
- Rudolf Koppitz
- František Krátký
- Bohumila Bloudilová
- Pavel Socháň (1862–1941)

Jedním z nejznámějších českých portrétních fotografů 20. století jsou Josef Sudek a František Drtikol. Drtikol od roku 1912 ve svém fotoateliéru Drtikol a spol. portrétoval mj. T. G. Masaryka, Edvarda Beneše, Leoše Janáčka, Alfonse Muchu, Emu Destinnovou, Jakuba Demla, Sovu, Machara, Aloise Jiráska, Suka, Bohuslava Martinů, Vojana, Maxima Gorkého, Paula Valéryho nebo Rabíndranátha Thákura.
Další portrétní fotografové z počátku 20. století jsou například Jan Nepomuk Langhans, Alfons Mucha, který si pořizoval pro své obrazy fotografické skici nebo krajinář a portrétista Josef Binko, aktivní člen pražského klubu s názvem Klub deutscher Amateurphotographen. Anton Josef Trčka žil takřka celý život ve Vídni, kde vznikly jeho světoznámé expresivní portréty Egona Schieleho a dalších představitelů tamní moderny. Mezi průkopníky portrétu v Českých zemích patří také Josef Jindřich Šechtl, Jindřich Eckert, Josef Seidel nebo František Fridrich.
Josef Jindřich Šechtl po otci Ignácovi zdědil a značně rozšířil fotografické studio Šechtl a Voseček, které se stalo největším na českém jihu. Jeho práce byla ovlivněna piktorialismem, používal různé vizuální pomůcky a dekorace pro zesílení vnímání personality portrétovaných, často s jemným smyslem pro humor. Svým uměním využívat světlo a kontrast dosahoval vynikajících výsledků.
Meziválečná portrétní fotografie v Čechách: František Drtikol, Vladimír Jindřich Bufka, Jindřich Vaněk, Karel Novák, Josef Ehm, Josef Sudek, Karel Ludwig.
K významným fotografům období vrcholného českého piktorialismu patřil Karel Novák, který vyučoval fotografii na Státní grafické škole v Praze, na které v letech 1922–1924 studoval i Josef Sudek. Novák vytvářel osobité portréty, které ovlivňovala tvorba přicházející z Německa.
- Miroslav Hák (1911–1978) byl meziválečným českým fotografem, členem sdružení umělců Skupiny 42, postavou v dějinách české avantgardy a moderní fotografie.
- Jindřich Hatlák (1901–1977) se věnoval portrétní a krajinářské fotografii. Jeho práce byly oceněny na mezinárodních soutěžích (Japonsko 1922, Anglie, Spojené státy americké). Ve svých začátcích se věnoval ještě technikám ušlechtilých tisků, jako byly gumotisk, olejotisk, bromolejotisk a pigmentový tisk. Později přešel ke stylu nové věcnosti. V letech 1923–1931 studoval portrétní fotografii u Františka Drtikola, Augustina Škardy, Otto Schlossera a Heyzlara.

### 1945–současnost
Ve výčtu českých fotografů tohoto období by neměla chybět následující jména: Karel Ludwig, Josef Prošek, Václav Chochola, Clifford Seidling, Pavel Hečko, Jiří Hanke, Ivan Pinkava, Pavel Mára, Jiří David, Ivan Lutterer, Jan Malý, Jiří Poláček, David Kraus, Štěpánka Steinová, Salim Issa, Jitka Hanzlová.
1945–1968:
Josef Sudek, Karel Ludwig, Josef Prošek, Václav Chochola, Josef Ehm, Ludvík Baran, Pavel Hudec-Ahasver, Miroslav Hák, Miro Gregor, Zdeněk Virt, Miloslav Stibor, Clifford Seidling, Ján Šmok.
Od 70. let do současnosti:

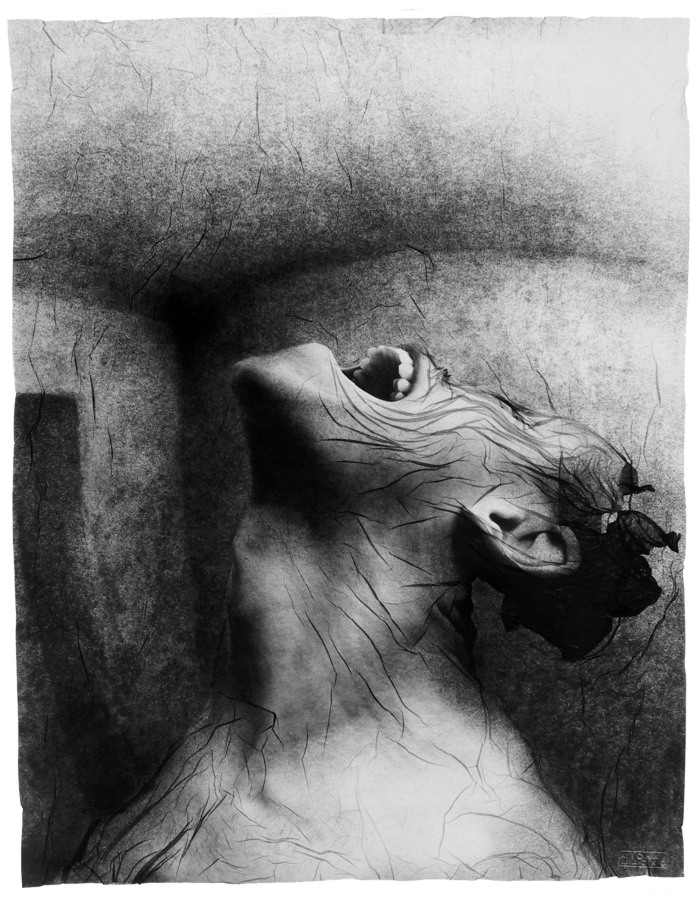
Michal Macků: Geláž č. 122, 1991

Ivan Pinkava se věnuje především černobílým portrétům, které jsou inspirovány symbolistickou a dekadentní literaturou a manýristickým, barokním a klasicistním výtvarným uměním. Proto se v tvorbě tak často objevují biblické či mytologické motivy. S tělem pracuje také Pavel Mára. Na portrétní fotografie se specializuje umělecká skupina Bratrstvo, kterou založili v roce 1989 brněnští výtvarníci Martin Findeis, Václav Jirásek, Petr Krejzek, Roman Muselík a Zdeněk Sokol. Z fotografů slovenské nové vlny, která ovlivnila českou i slovenskou fotografii v osmdesátých i devadesátých letech jsou portrétisté Tono Stano, Miro Švolík, Vasil Stanko a Rudo Prekop. Portréty či autoportréty se objevují v dílech Dity Pepe, Markéty Bendové, nebo v cyklu City v cizím city Barbory Kuklíkové.
Mezi současné české portrétní fotografy patří také Jan Saudek, který od konce padesátých let 20. století vytvářel inscenované snímky, ve kterých stavěl do kontrastu tělo dítěte
a dospělého člověka, svět bezbrannosti a síly. Později se ve své tvorbě zaměřil na vyjádření mnoha podob vztahu mezi mužem a ženou, dospívání, lásky a sexu.
Kategorii Portrét vyhlašuje také celostátní soutěž Czech Press Photo. V posledních ročnících v této kategorii zvítězili například Veronika Lukášová, Jan Zatorsky, Milan Jaroš, Tomáš Nosil, Martin Kollar, Tomáš Brabec, Stanislav Krupař, Lenka Klicperová, Radim Žůrek, Andrej Balco nebo Petr David Josek.
- František Dostál (* 1938) je reportážní a dokumentární fotograf žijící v Praze. Jeho nejslavnějším souborem jsou Letní lidé, který vytvořil mezi roky 1968–1990 ve Zlenicích na řece Sázavě. Námětem jeho tvorby v posledních 30 letech jsou především lidé pražských ulic. Pro jeho dílo je typický jemný humor těžící z často absurdních setkání více nesourodých prvků na jednom obrazu. Z pohledu množství publikovaných fotografií i účastí na mezinárodních salonech a výstavách patří mezi české přeborníky. Jeho snímky otiskovala většina dobových novin a časopisů v období let 1975–1989. Oceňovaly bohatost autorových motivů a jemný humor, který částečně navazoval na meziválečnou vlnu české magazínové fotografie.
- Pavel Hečko (* 1951) se zabývá především portrétem. Na svých snímcích zaznamenává nejen vnější podobu fotografovaných, ale i mnohé prvky jejich povahy a pocitů. Zajímá ho vyhledávání fyziologických a povahových shod a odlišností – například soubor Sestry, Dvojčata, Inverzní portréty, ve kterých využil možnosti porovnání na základě stranově převrácených snímků. V souboru vystaveném r. 1988 ve Fotochemě srovnává staré portréty stejných lidí (nebo sám sebe) s fotografiemi z jiné doby, ale z téhož prostředí.
- Jiří Hanke (* 1944) je autorem řady známých fotografických projektů, mj. portrétů rockových a jazzových interpretů s názvem Stop time, sociálně-dokumentárního souboru Lidé z Podprůhonu, konceptuálně zaměřených portrétních souborů Otisky generace, Podnikatelé a TV Image nebo dokumentárně-krajinářských projektů Ozvěny a Periferie. Jeho nejznámější řadou jsou Pohledy z okna mého bytu. V roce 1977 založil a do současnosti vede Malou galerii České spořitelny v Kladně.
- Dita Pepe (* 1973)
- Karel Kestner je portrétní fotograf českých umělců (grafiků, malířů, hudebníků, spisovatelů) konce 20. století.
- Anton Sládek
- Barbora a Radim Žůrkovi se ve svých dílech zajímají hlavně o téma klonování a geneticky modifikovaných vztahů. Už v souboru Potomci vytvořili fiktivní děti autorky, chameleonsky měnící podobu, a různých mužů včetně jejího vlastního manžela. Komparativní trojice portrétů je vlastně působivou hrou, v níž se ve tvářích neexistujících adolescentních dětí, vymodelovaných v počítači, spojují typické rysy obličejů obou údajných rodičů. Hlubší sociologický a psychologický podtext má i nejnovější cyklus manželů Žůrkových Zástupní, který je vyvrcholením jejich dosavadní tvorby, zahrnující i další práce (např. cyklus expresivních portrétů slepců The Blind, oceněný v soutěži Czech Press Photo[189]). V prázdných krajinách s nízkým horizontem a zamračenou oblohou autoři zobrazili dívky a chlapce na prahu dospívání, kteří svými tvářemi (upravenými v počítači) připomínají dětské podoby či klony mnoha celebrit, všeobecně známých z televizních obrazovek nebo stránek novin a časopisů.
- Barbora Bálková (* 1978) různými vyjadřovacími prostředky zachycuje zejména prožívání a proměny lidské identity, často s akcentem na ženskou zkušenost. Sjednocujícím přístupem tvorby Barbory Bálkové je absurdní humor a parodie na jedné straně a na straně druhé specifická magičnost divadelní estetiky. Vytváří ucelené koncepty, které vždy sledují určité stěžejní téma. Nejtypičtějším obsahem děl Barbory Bálkové je přitom téma individuální lidské identity, její prožívání a proměnlivost. S tím souvisí také otázka sebeprožívání a sebenahlížení v nejrůznějších situacích a souvislostech.
- Michal Macků (* 1963) je známý svojí technikou geláží, kterou aplikuje na „portréty těla“. Zajímá se o studium filozofických a mystických tradic různých kultur, o buddhismus a aktivně praktikuje jógu.
- Jan Faukner (* 1983) se zabývá převážně inscenovanou fotografií, krajinou, zátiším a módou. Známý je především pro svou osobitost, čisté vizuálno a jakousi neuchopitelnou pohádkovost a tajemství, které obsahují jeho fotografie. Sám sebe definuje jako umělce hledajícího cestu „mezi realitou a fantazií, přírodním a umělým, originálem a imitací, osobním a obecným“.
- Tereza z Davle (* 1975) fotografuje profesionálně portréty a akty, zpravidla černobíle, na klasický film.[190][191]
- Gabriela Fárová
- Gita Skoumalová je slovenská filmová fotografka.
- Tomáš Beran
- Nguyen Phuong Thao
- Tamara Černá nasnímala portréty mnoha významných osobností z oblasti divadelní kultury (dirigenty, pěvce, sólisty baletu) nejen českých, ale i významných zahraničních umělců. Podobně jako ve svých rolích, které tančila, tak i ve svých fotografiích inklinuje nenásilným způsobem k zobrazování lidských emocí a dramatických situací všedního dne člověka. Velmi často se přiklání k zobrazování krásy a lidskosti.
- Antonín Tesař (* 1963) se ve své tvorbě inspiruje tématy z mytologie, náboženství nebo díly starých mistrů. Jeho snímky jsou na první pohled barevné a záměrně využívají prvoplánové, jednoduché estetiky popkultury, to však často vzápětí přebíjí nečekaným absurdním detailem nebo šokujícím spojením.

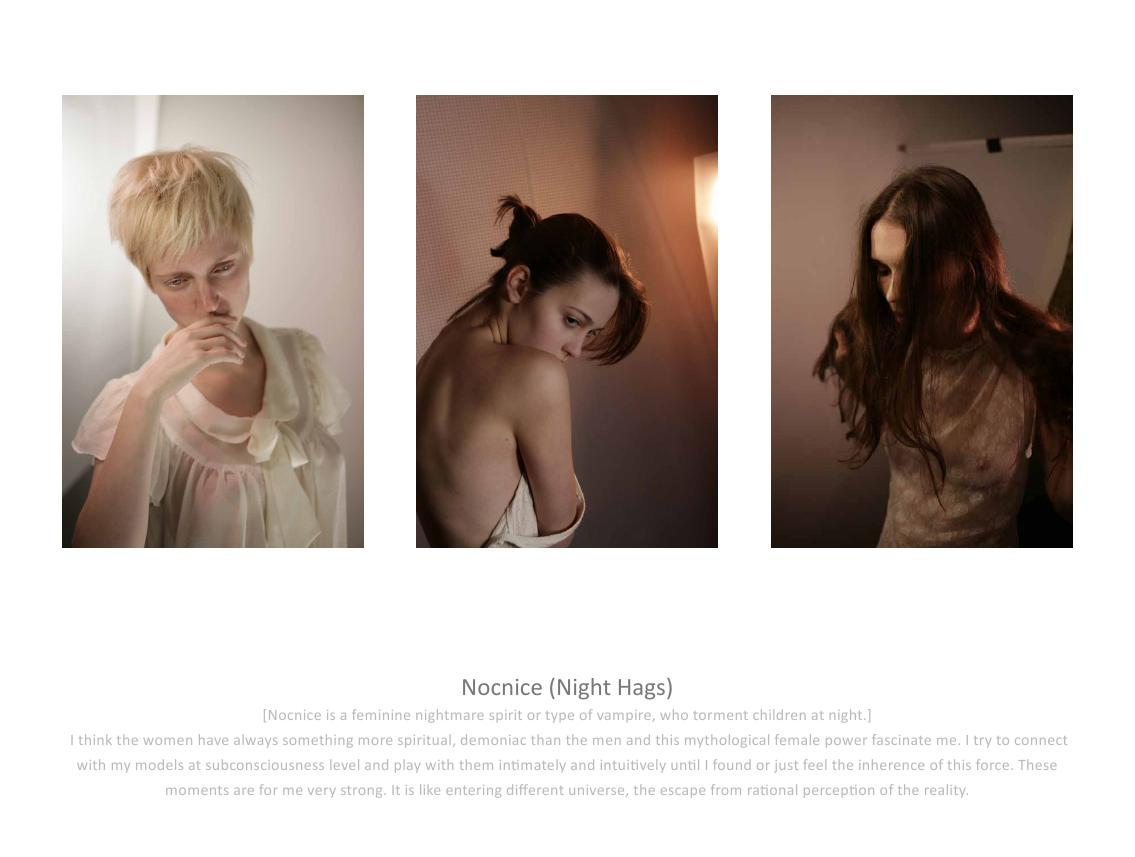
Jan Faukner: Nočnice
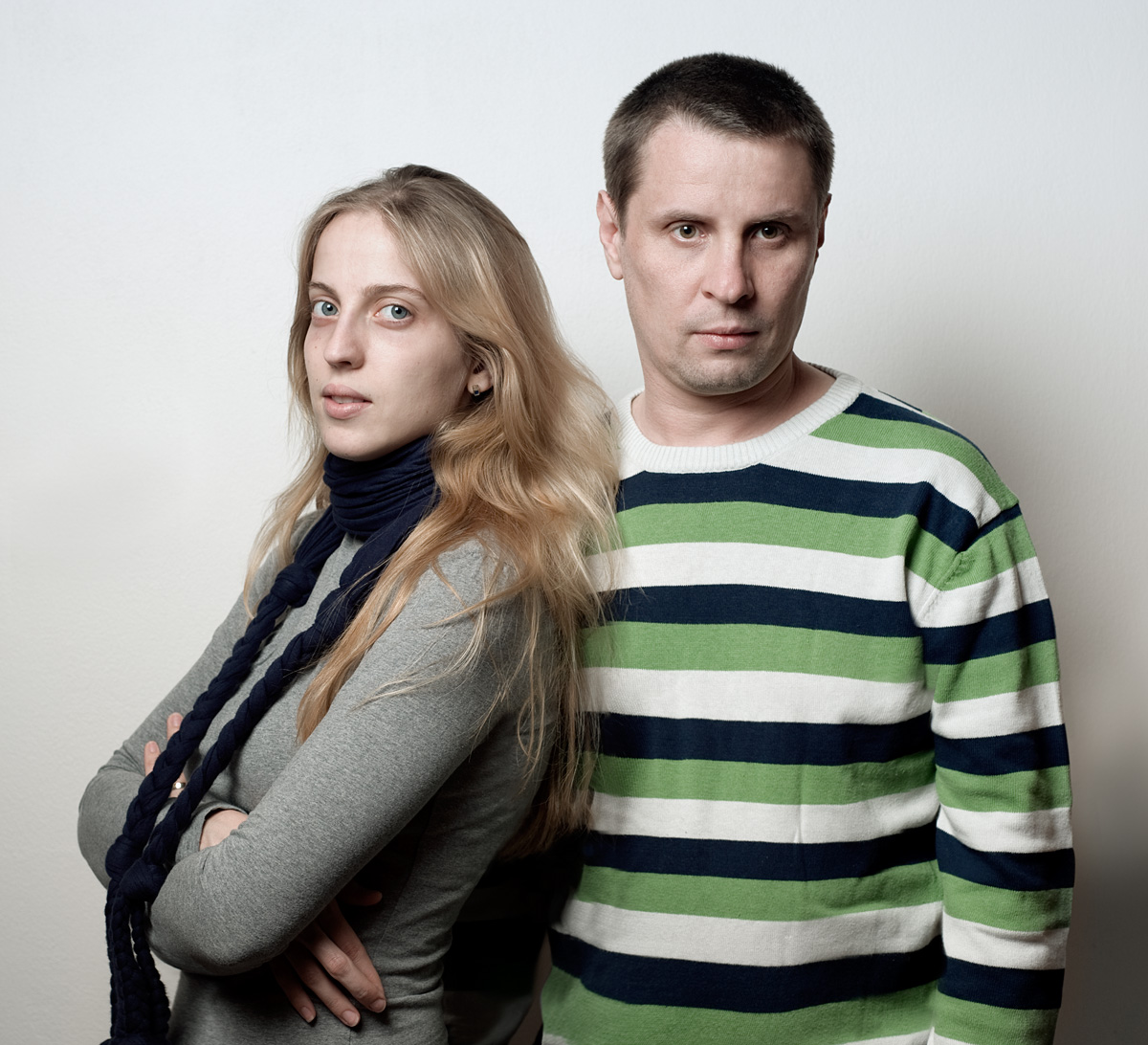
Barbora a Radim Žůrkovi, autoportrét, 2010
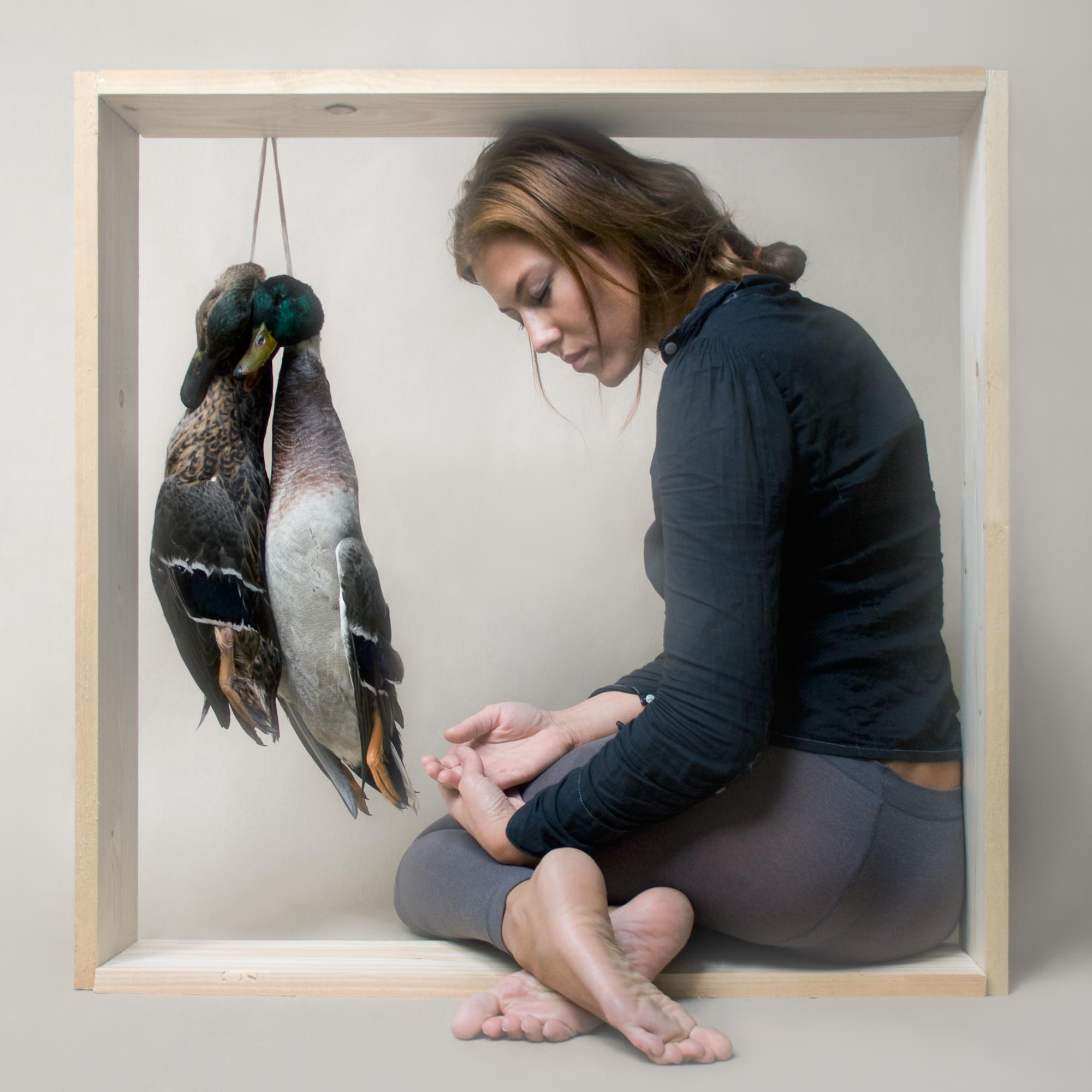
Barbora Bálková: Babičky - Smrt dědečka, 2010
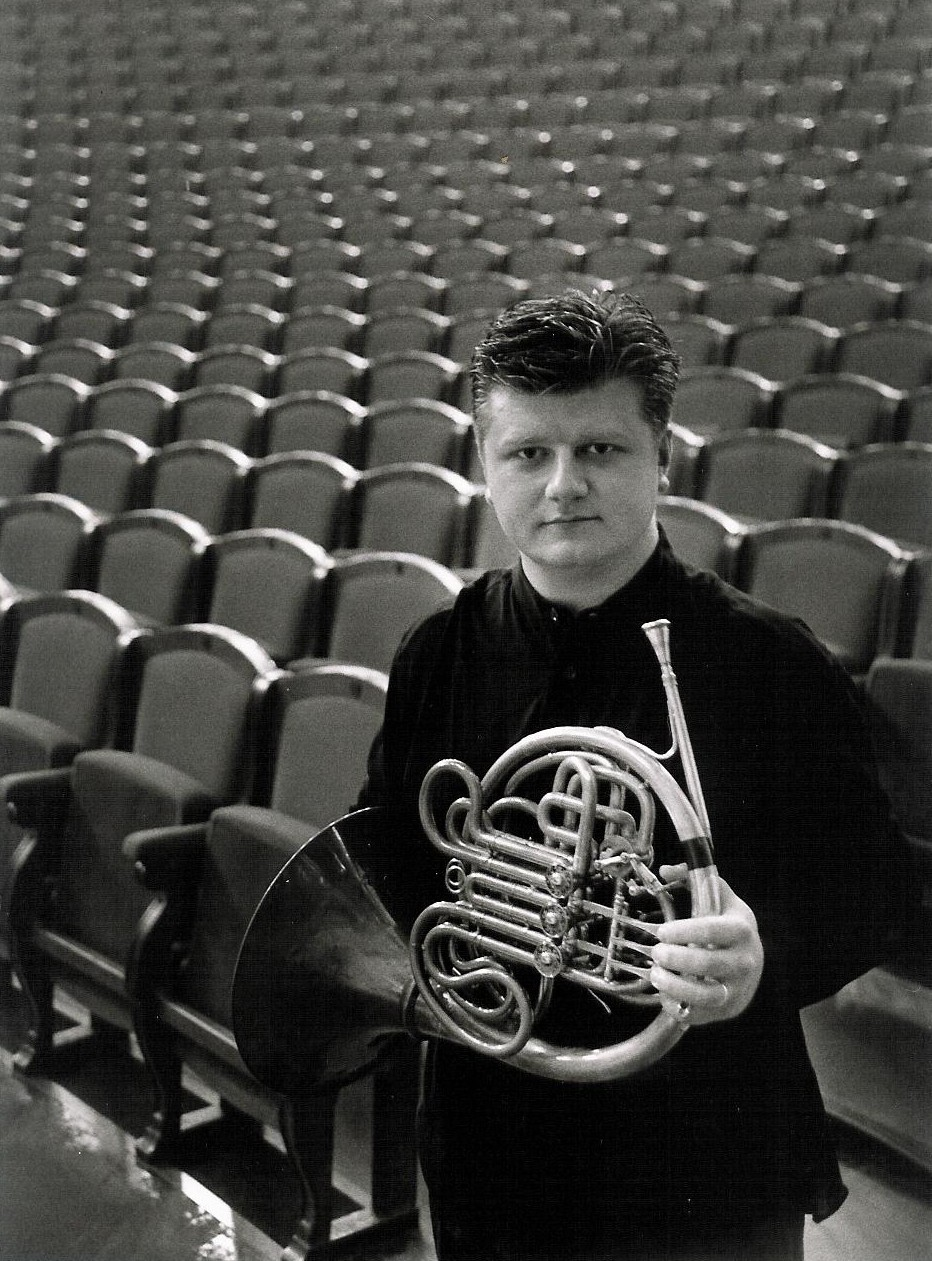
Tereza z Davle: Radek Baborák

- Michal Adamovský
- Jan Bigas + Štěpán Pech
- Patrik Borecký
- Vladimír Boudník
- Radeq Brousil
- Adam Holý
- Václav Jirásek
- Šymon Kliman
- Richard Loskot + Karel Prát
- Český člověk (Ivan Lutterer + Jan Malý + Jiří Poláček) Malý, Poláček a Lutterer sestavili cyklus Český člověk ze stovek portrétů různých typů lidí.
- Willi Najvar + Zbyněk Baladrán
- Jano Pavlík
- Michal Pěchouček
- Robert Portel
- Johana Pošová
- Rudo Prekop
- Lukáš Prokůpek
- Petra Steinerová
- Václav Stratil
- Adéla Svobodová
- Jiří Thýn
- Dušan Tománek
- Aleksandra Vajd + Hynek Alt
- Zein
- Václav Zykmund
- Tomáš Pospěch (* 1974) si pohrával s kontextuálními odkazy na vizuální strategie krajinářské fotografie - Majitelé hradů (2002–2005), Hrady a zámky ČR (2004–2005, 2009), Krajinky.jpg (2002–2005), Bezúčelná procházka (2004–2008) a Mimo hru (2005–2010). Tomáš Pospěch zde reagoval na vizuální stereotypy, narušoval hranice tradiční dokumentární nebo sportovní fotografie a žánru krajiny.
- Martin Stranka

### Konceptuální fotografie

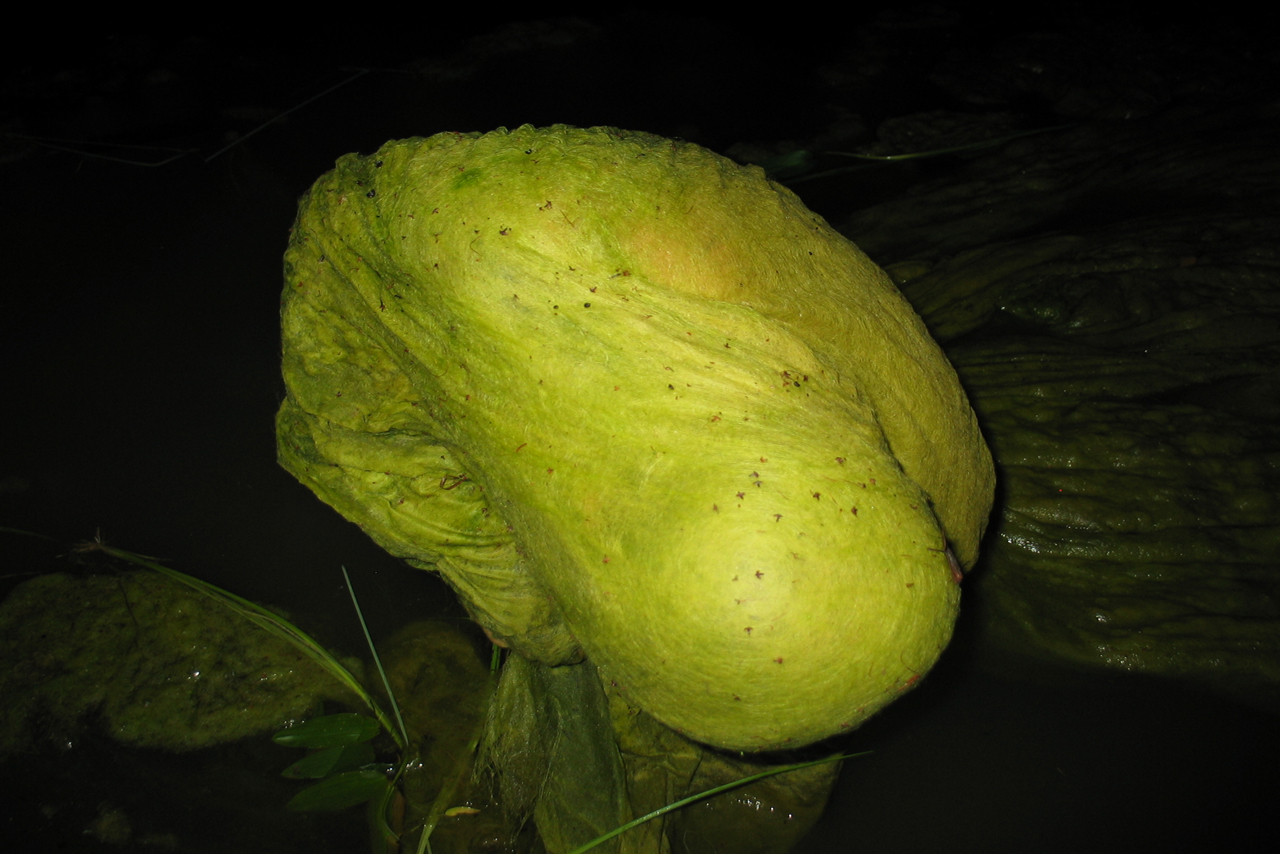
Miloš Šejn: Zelený muž, 2003

Konceptuální umění je spíše nežli forma umění forma nazírání na umění – idea umění a umění samotné jsou jedno a totéž. Jinými slovy – definice uměleckého díla, jeho fotografická a materiální reprezentace jsou pro konceptuálního umělce rovnocenné a tudíž stejně hodnotné. Konceptuální umění je tedy při zachování idey či jiné formy reprezentace opakovatelné.
- Tereza Vlčková se prosadila se svým cyklem Two (Dvojice) na fotografickém festivalu v Arles 2008.
- Lucia Nimcová se zúčastnila se svým cyklem Unofficial (Neoficiální) na fotografickém festivalu v Arles 2008.
- Vojtěch Vlk
- Jolana Havelková se tématu portrétu věnovala v cyklech Podoby mých přátel nebo Dočasná setkání.[192]
- Petr Nikl byl členem již zaniklé skupiny výtvarníků Tvrdohlaví a tématu fotografického portrétu se věnoval například v cyklu Netopýří princezny.[193]
- Pavel Hečko na svých snímcích zaznamenává nejen vnější podobu fotografovaných, ale snaží se zobrazit prvky jejich povahy a pocitů.[194] Zajímá ho vyhledávání fyziologických a povahových shod a odlišností – například soubor Sestry, Dvojčata nebo Inverzní portréty, ve kterých využil možnosti porovnání na základě stranově převrácených snímků. Srovnává staré portréty stejných lidí s fotografiemi z jiné doby, ale z téhož prostředí.
- Veronika Bromová se věnuje převážně fotografii vlastního lidského těla, které digitálně upravuje.
- Jiří David v cyklu Skryté podoby použil nasnímané vždy jen levé nebo pravé poloviny známých politiků a umělců.
- Zuzana Mináčová je průkopnicí digitální technologie ve fotografii v Čechách.
- Štěpánka Šimlová
- Štěpánka Steinová a Salim Issa propojují několik fotografických disciplín ve svých konceptuálních projektech. Je pro ně typické spojení dokument, portrét a prvky reklamní a módní fotografie. Často používají ostré zábleskové světlo, které dramaticky osvěcuje fotografovaný objekt a zdůrazňuje tak jeho význam a zároveň tak potlačuje scénu v pozadí. V roce 2003 získali Štěpánka Stein a Salim Issa Grant hlavního města Prahy za první místo v soutěži Czech Press Photo v kategorii Portrét. Svým způsobem zdokumetovali sérií barevných portrétů členy Národního divadla a jeho personálu v sezóně 2005/2006. Jednotný styl fotografií - nestylizované postoje, civilní výrazy, redukovaná škála barev, nekomplikované pozadí - nedělá mezi fotografovanými rozdíly.

- Miloš Šejn své tělo využívá v krajině jako objekt, přičemž spojuje dva principy - pozorovatelský přístup k přírodě a přístup čistě subjektivní, tělesný a prožitkový. V krajině vytváří takzvané „tělové skulptury“, které fotografuje.[195]

Občan K.:
Dvanáct členů umělecké skupiny Ztohoven se v roce 2010 během projektu Občan K. nechalo podobně ostříhat, vyfotografovali se a snímky pak upravili morphingem, který ze dvou tváří vytvoří obličej jeden, na němž jsou ale rozeznatelné rysy obou původních podob a zažádali o občanský průkaz na jméno kolegy. Po 6 měsíců žili pod cizí identitou s kterou se někteří členové účastnily voleb, cestovali do zahraničí, získali zbrojní pas či se oženili. Představení expozice s názvem Občan K. se odehrálo 18. června 2010. Policie České republiky následně falešné občanské průkazy zabavila a zadržela Romana Týce.

### Autoportrét
- Zdeněk Lhoták (1949) od roku 1989 vytváří cyklus Autoportréty, snímá detaily vlastního nahého těla, které jsou výtvarně stylizované. Jejich znakem je abstraktnost, často není zřejmé, o jakou část těla se jedná.[201]
- Dita Pepe (1973) je autorkou cyklu inscenované portrétní fotografie Autoportréty, ve kterém se vyfotografovala s ženami různého věku, charakteru i společenského postavení.[202]
- Věra Stuchelová (1973) v cyklu Soukromý prostor zdůraznila intimitu tohoto světa, který je podle ní zranitelný a křehký. Jedná se o autoportrét, rozšířený i o portréty věcí, vztahů a prostředí. V cyklu Intimita subjektivně vypovídá sama o sobě, hledá vlastní hodnoty, prožitky a postoje k realitě. V souboru Sen se opět zabývá vlastní identitou, digitální fotografie přetváří a tiskne na plátno.[203]
- Václav Stratil (1950) používá jako materiál především svou vlastní osobu a zkoumá proměnlivost lidské identity. Cykly Řeholní pacient, Nedělám nic a menší Čistá mafie (od roku 1991 do poloviny devadesátých let) obsahují snímky, na kterých se Václav Stratil nechává portrétovat v komunálních fotoateliérech s různými účesy, výrazy a rekvizitami. Na jednotlivých snímcích (asi 50 fotografií), se objevují náboženské motivy, ironické provokace i výrazy šílenství. Stylizuje se do podoby Adolfa Hitlera, buddhistického mnicha nebo zarostlého starce.[204]

Podobně jako Václav Stratil, tak i slovenský konceptuální umělec Viktor Frešo vytváří koncepty a projekty, ve kterých je kritický a agresivně vyjadřuje pohrdání současnou výtvarnou scénou s podtónem lehkosti a humoru. Ve své tvorbě používá důraz na své ego a sebeironii a nechává se fotografovat mediálně známými lidmi.

### Zakázkový a reklamní portrét
Zakázkovému a reklamnímu portrétu se u nás v minulosti nebo současnosti věnovali následující fotografové:
- David Kraus (* 1968)
- Miroslav Pokorný
- Lucie Robinson (* 1978) se věnuje fotografii na rozhraní konceptuálniho portrétu a reportáže.
- Herbert Slavík (* 1963)
- Jadran Šetlík (* 1952)
- Jaroslav Robert[205]
- Dušan Šimánek
- Jiří Turek (* 1965)
- Luděk Vojtěchovský

## Osvětlení portrétu

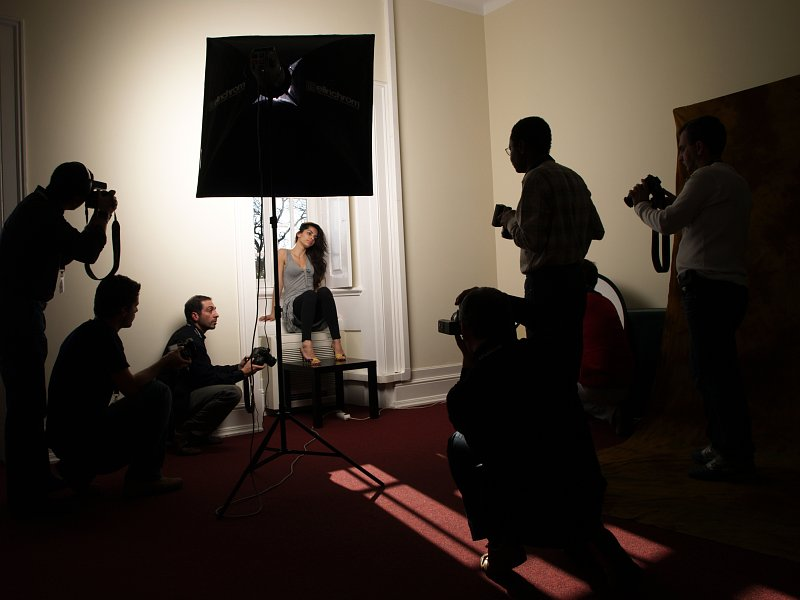
Společné fotografování portrétu s umělým zábleskovým světlem

Při pořizování portrétní fotografie v ateliéru má fotograf kontrolu nad osvětlením scény a může regulovat směr a intenzitu světla. Nejstarším „bleskem“ byl ručně zapalovaný hořčíkový prášek na počátku 20. století. Hořčíkové náplně byly umisťovány do skleněných baněk a zapalovány elektrickým kontaktem napojeným na závěrku. Baňky se daly použít jen jednou a po záblesku byly tak horké, že s nimi nešlo manipulovat. Oproti původní malé explozi ale stále představovaly významný pokrok. Systémy, které poskytovaly nepřímé umělé osvětlení pro usnadnění portrétní fotografie vyvíjel Charles Bernhoeft. Uzpůsobil koncepci hořčíkového blesku, který se ukázal jako obzvláště úspěšný při fotografování dětí, které nevydržely dlouho bez hnutí. Patentoval zařízení jako Bernhoeftův Blitzlichtapparat Sanssouci.
Základní typy osvětlení jsou označovány jako hlavní světlo, doplňkové světlo, zadní světlo (protisvětlo) a světlo na pozadí. Hlavní světlo je primární zdroj světla pro portrét. Je umístěno asi 45 stupňů vlevo nebo vpravo od portrétovaného, ale může být také svíceno shora nebo zdola. Hlavní světlo může být "tvrdé" (soustředěné) nebo "měkké" (difuzní) a v závislosti na požadovaném nastavení může být vůči předmětu umístěno v různých úhlech. Pokud je součástí nejběžnější konfigurace tříbodového osvětlení, umísťuje se hlavní světlo pod úhlem 30-60° (fotoaparát leží na stupni 0). Kromě horizontálního úhlu, může být umístěno světlo na vertikální rovině vysoko nahoře nebo nízko dole a poskytuje tak různé efekty. Nejčastější vertikální pozice pro hlavní světlo je v úhlu 30° (tj. mírně nad výškou očí linky, aby nos nevrhal stín na rty). Hlavní světlo umístěné příliš nízko může rušit, protože většina přirozeného osvětlení ambientního světla je normálně nad hlavou. Osvětlení tváře zespodu zvyšují dramatický účinek a používá se v hororech nebo komediích. Umístění zdroje světla příliš vysoko má za následek výraznější lícní kosti a dlouhé stíny nosu. Hlavní světlo nemusí osvětlovat objekt přímo: může procházet různými filtry, clonami, mřížkami, stínítky nebo reflektory. Světlo procházející listy stromů, okenní tabulí a jinými překážkami mohou scénu tvořit vizuálně zajímavou a divákovi prozrazuje umístění objektu. Hlavní světlo také nemusí být bílé - používají se různé barevné varianty (obvykle při použití doplňkového / zadního osvětlení dalších barev), lze zvýšit emocionální hloubku scény, než může poskytnout samotná bílá.
Doplňkové světlo je obvykle použito v opačném směru než hlavní světlo, ale z větší vzdálenosti nebo s menší intenzitou. Používá se ke zmírnění tvrdých stínů hlavního světla. Zadní světlo (také označováno jako světlo do vlasů nebo boční světlo) osvětluje vlasy portrétovaného. Pomáhá přidat fotografii hloubku a může být použito k oddělení postavy od pozadí. „Světlo na pozadí“ osvětluje pozadí za portrétovaným. Může dělat zajímavé efekty na jinak nezábavném pozadí nebo vytvořit čistě bílé pozadí.
Většina světel v současné fotografii jsou záblesková zařízení různého druhu. Osvětlení pro portrétování je obvykle rozptýlené (difuzní) o deštník nebo pomocí softboxu. Softbox je zábleskové světlo uzavřené v neprůhledném pouzdře, kde jedna strana je vyrobena z průsvitného tkaného materiálu. Poskytuje měkčí osvětlení pro portrétování a je považováno za vizuálně přitažlivější. Světlo na vlasy a na pozadí obvykle není rozptýlené, ale směrové. Je velmi důležité, aby neosvětlovalo jiné části portrétované osoby. Směrovat osvětlení na velmi konkrétně vymezenou plochu pomáhají tzv. komínky nebo klapky.
Světla na pozadí jsou někdy používána s barevnými gely umístěnými v přední části světla, aby vytvořila barevné pozadí.
Existuje mnoho různých způsobů portrétní fotografie. Často je žádoucí, aby oči a obličej portrétovaného byly ostré a méně důležité prvky lehce rozmazané. Jindy může být portrét zaostřen na kompozičně zajímavé části; například ruce, oblečení, šperk nebo jiné části těla. Proto je i důležité, aby se fotografovaný subjekt vhodně oblékl a měl připraveno více outfitů.

### Kompozice a triky
- Použití dětského oleje dodá kůži mírný lesk.

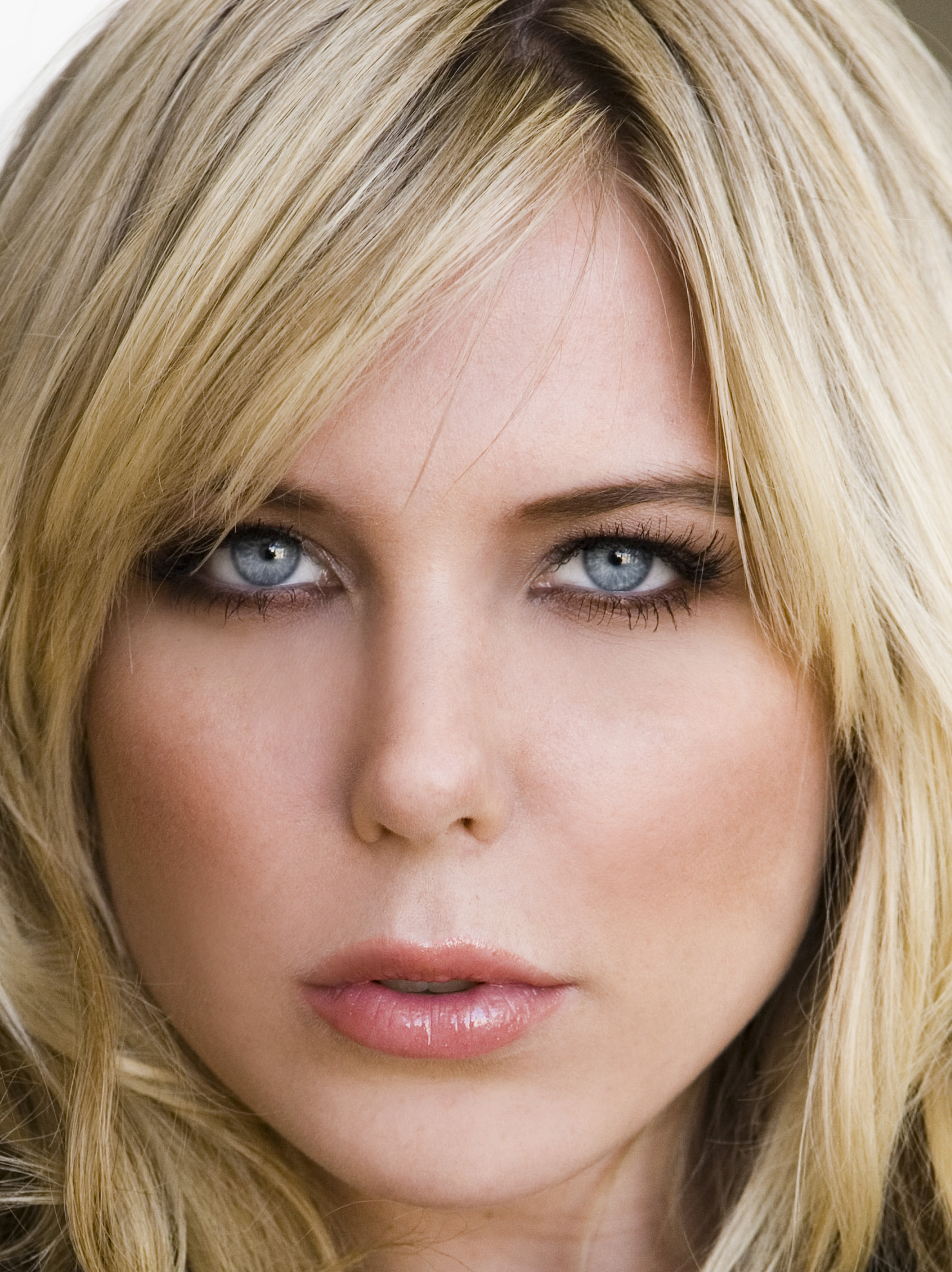
Bezestínové svícení, lesk na rtech a mírně pootevřená ústa se zuby
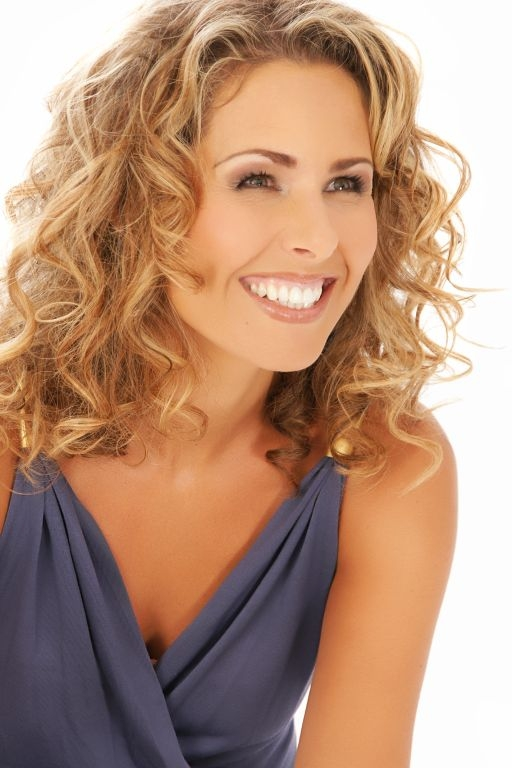
Opatrně při širokém úsměvu, kdy začínají být vidět dásně; Tamara Tol, nizozemská zpěvačka

## Galerie

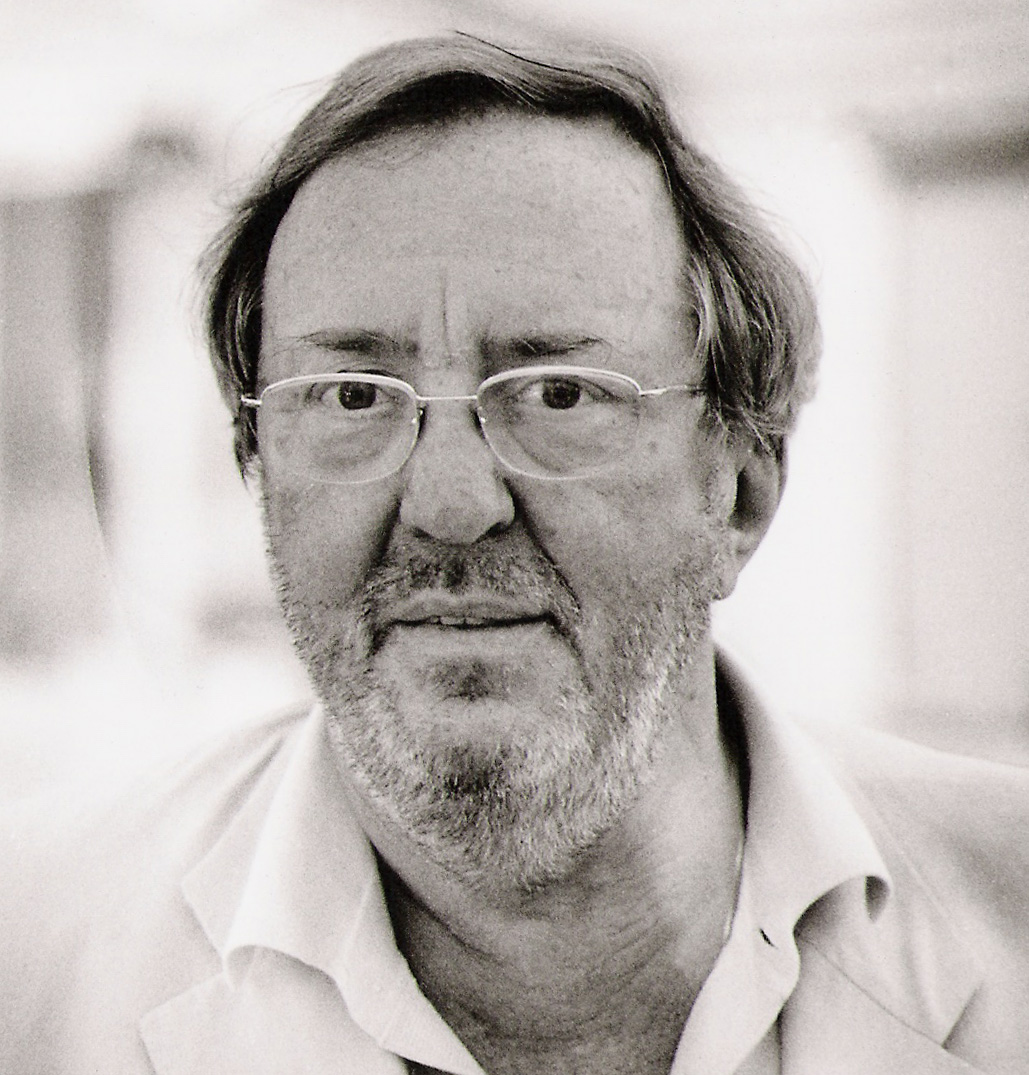
Vadim Glowna
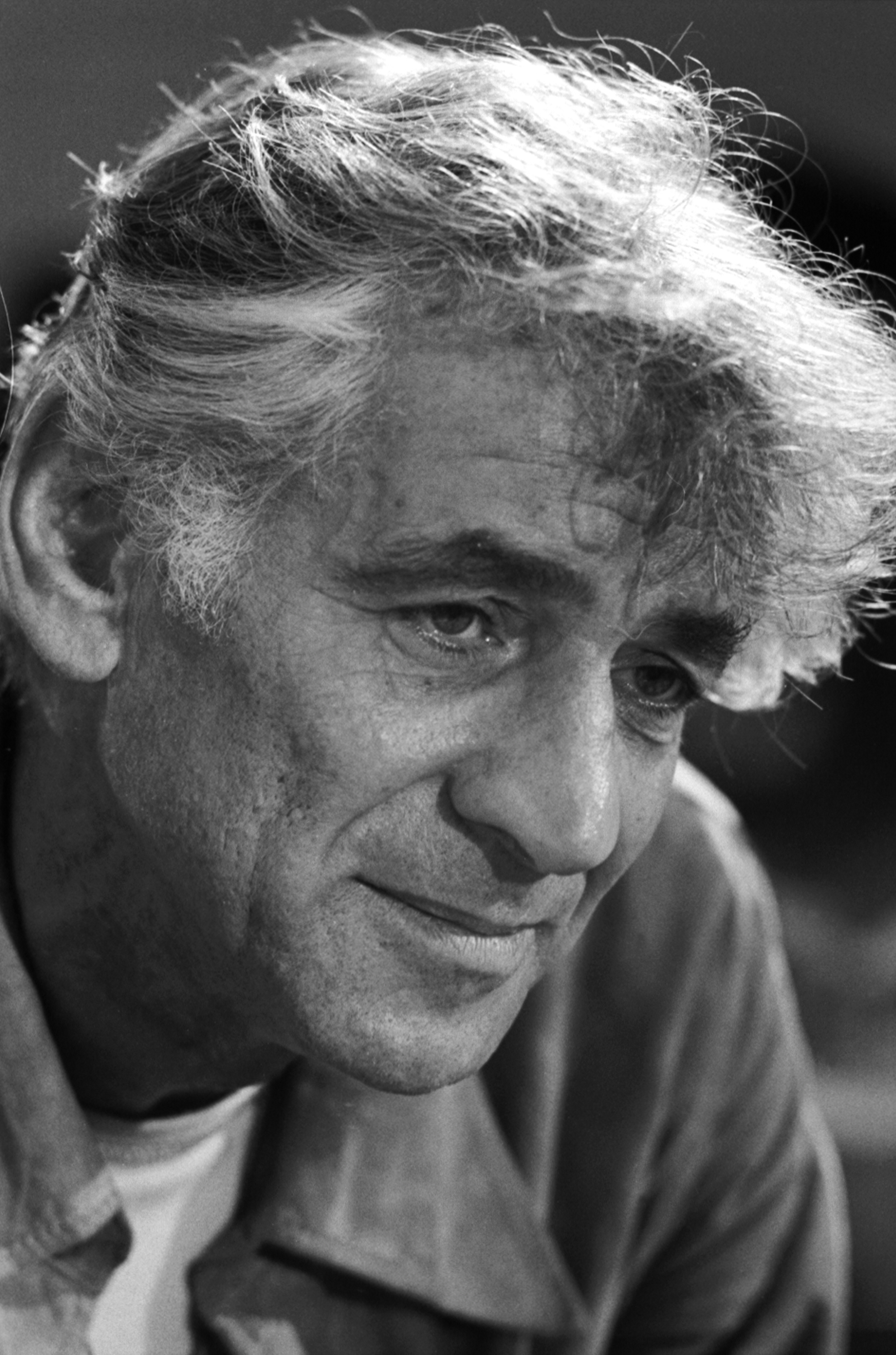
Leonard Bernstein
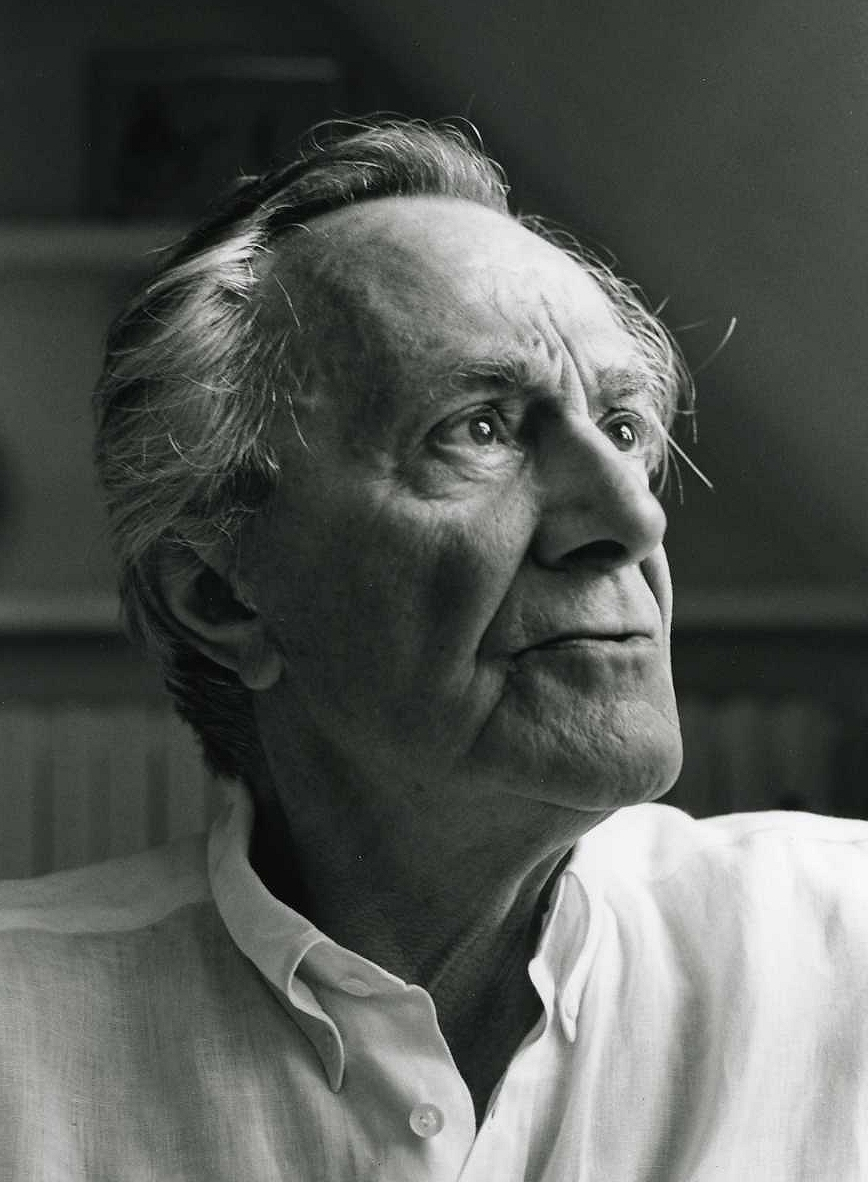
Jean-Francois Lyotard
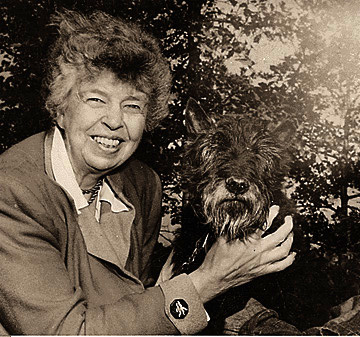
Eleanor Roosevelt
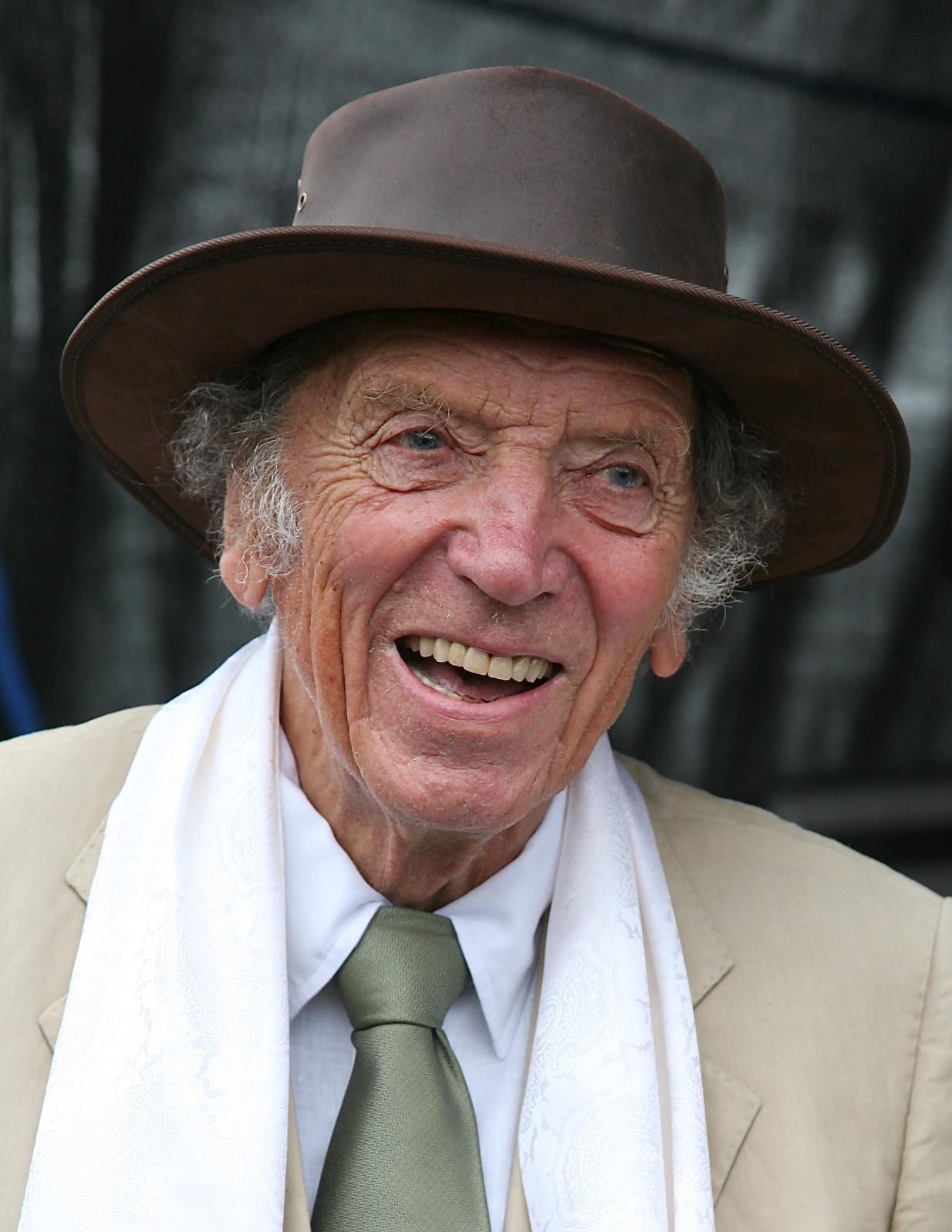
Knut Steen
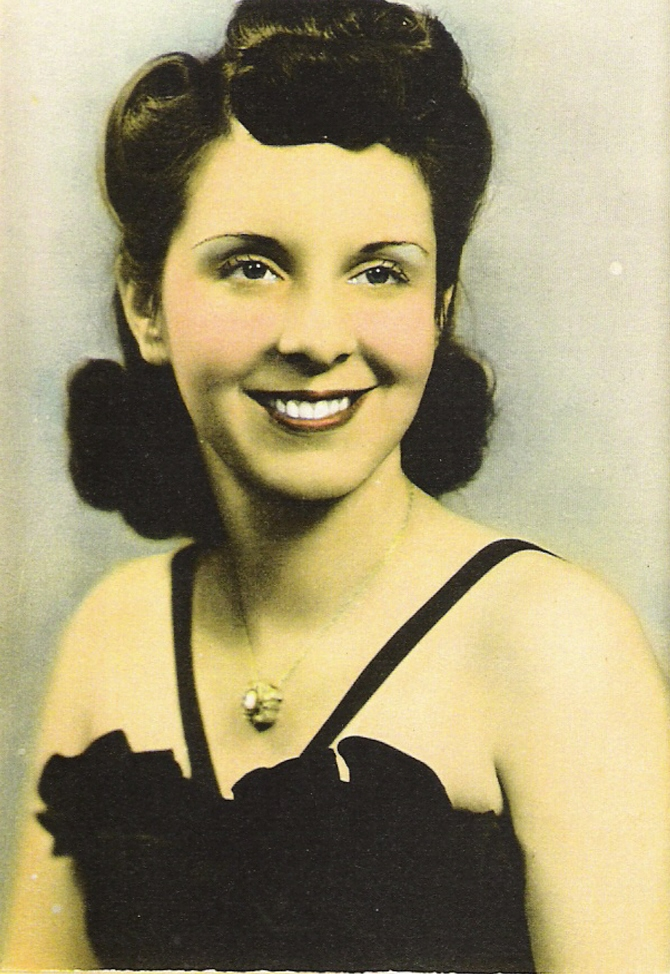
Kolorovaný portrét (1930)
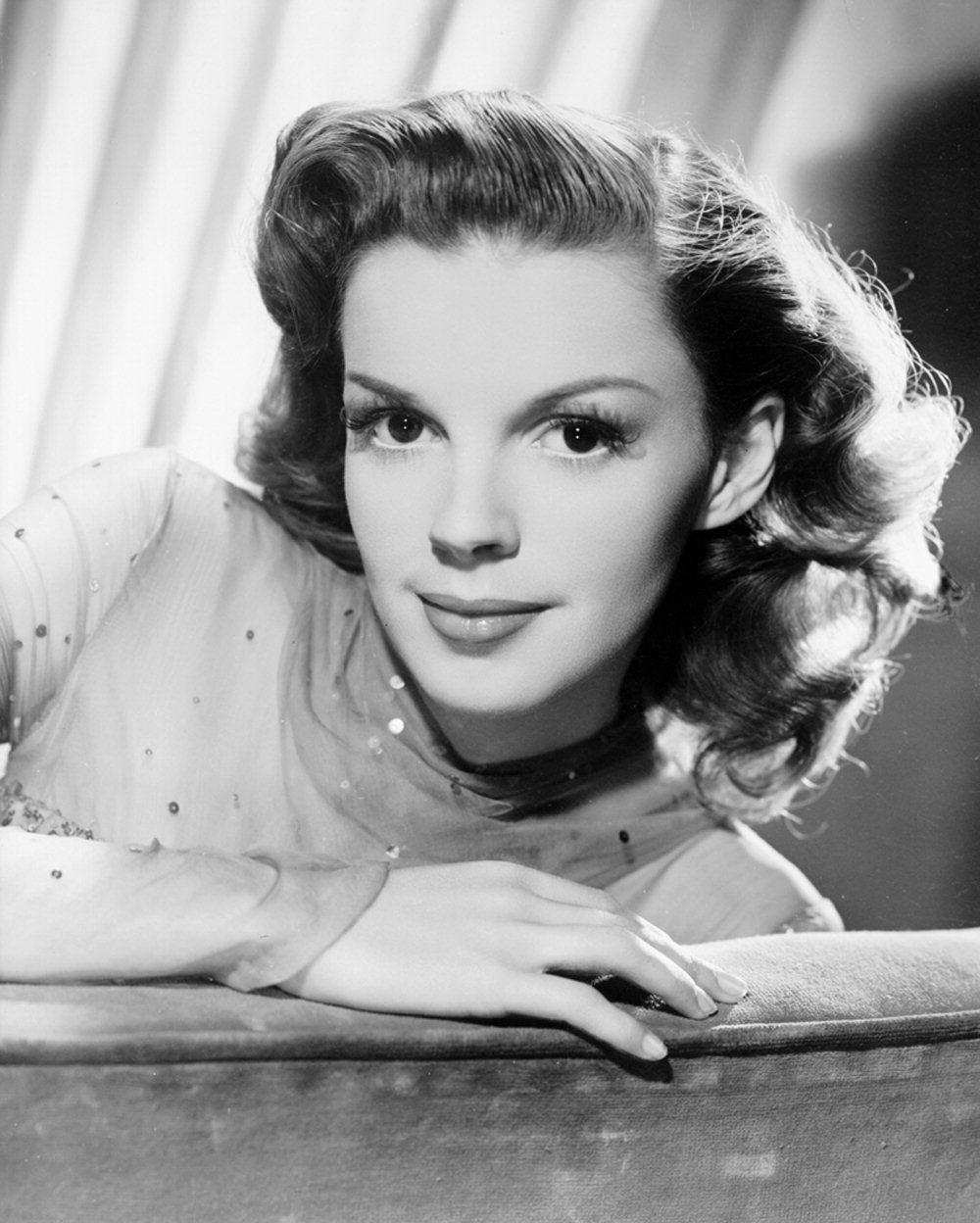
Judy Garlandová, 1945
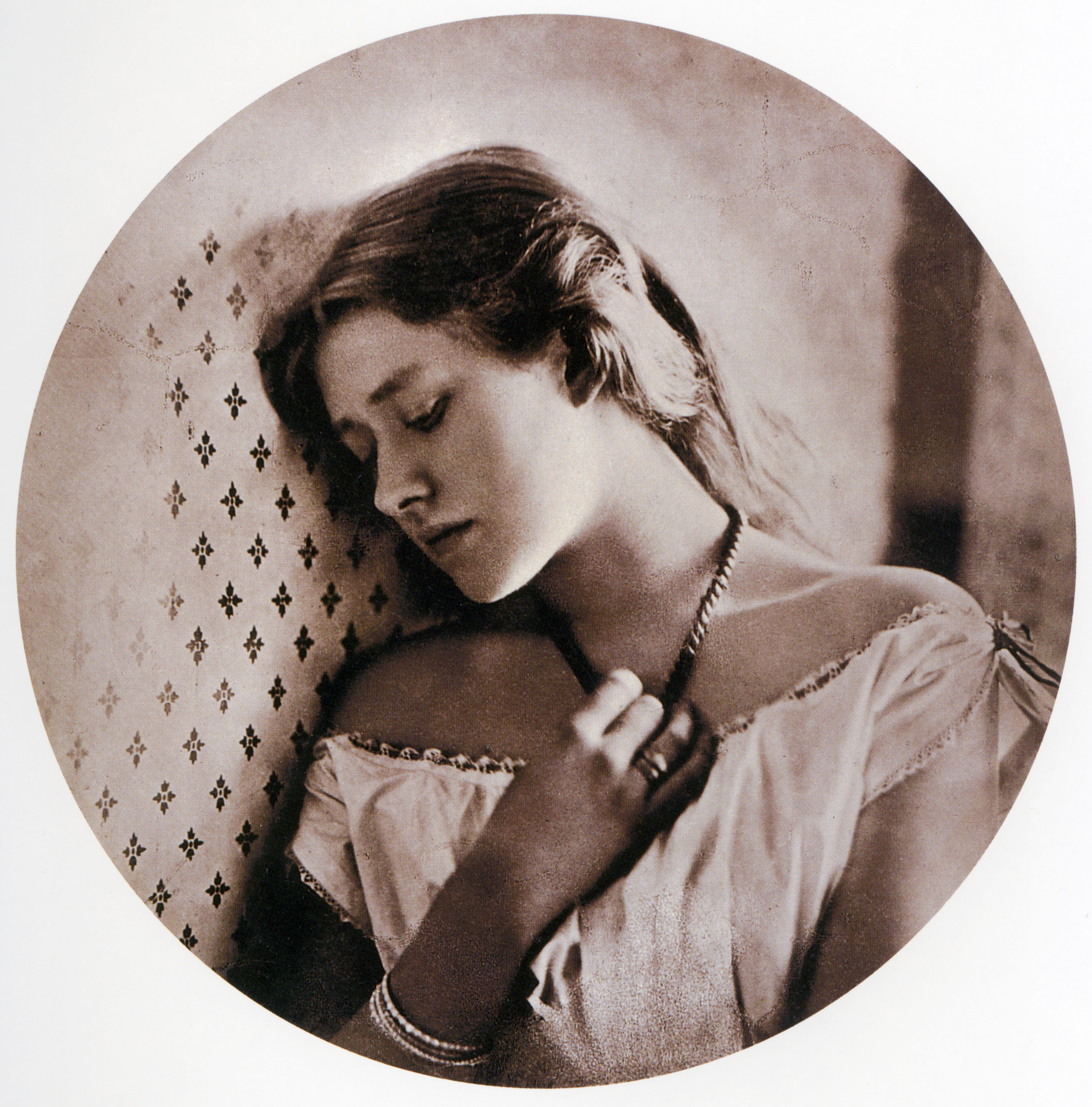
Ellen Terry
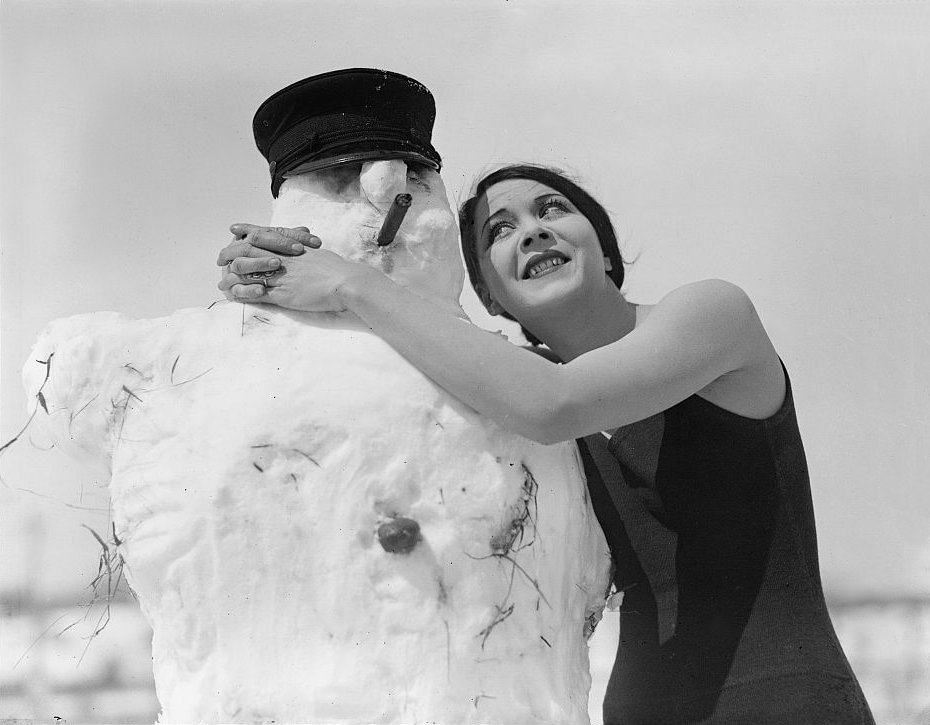
Fritzi Ridgeway
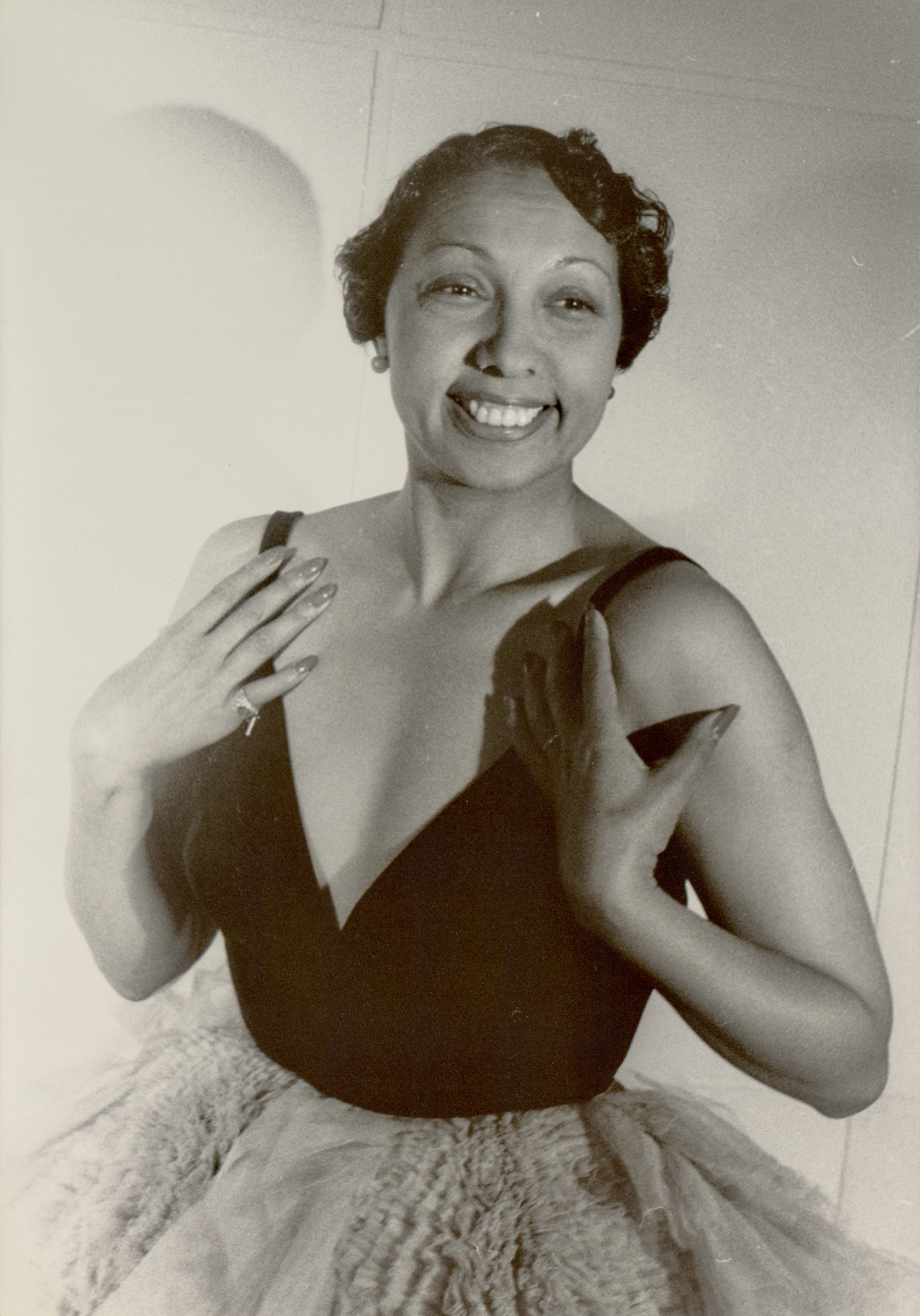
Josephine Baker